# Dancing with the Stars (États-Unis)
Dancing with the Stars est une émission de télé-réalité centrée sur la danse et diffusée depuis 2005 sur ABC puis à partir de 2022 sur Disney+ aux États-Unis et sur CTV ou CTV Two au Canada. L'émission est adaptée d'un format britannique, Strictly Come Dancing.
La chaîne a créé deux spin-off, Dance War: Bruno vs. Carrie Ann (2008) et Skating with the Stars (2010), également adaptés de formats britanniques mais qui n'ont pas été reconduits pour une seconde saison.
En mai 2017, ABC annonce qu'un troisième spin-off est développé : Dancing with the Stars Juniors. Le principe sera le même, mais verra des jeunes célébrités ou enfants de célébrités être en duo avec des jeunes danseurs professionnels. L'émission débute le 7 octobre 2018. Une fois encore l'émission est annulée après une saison.
En France, le concept est repris sur TF1 à partir de 2011 sous le titre de Danse avec les stars.

## Concept
Une dizaine de couples formés d'une personnalité et d'un danseur professionnel, comme Julianne Hough (saison 4-8), Derek Hough (saison 5-11, 13-21, 23), ou encore Mark Ballas (saison 5-22, 25), s'affrontent. Un couple est éliminé chaque semaine jusqu'à la finale.
De la saison 1 à la saison 16, les prestations ont lieu le lundi soir et les votes du public et du jury le mardi. À partir de la saison 17, les résultats sont connus dès la fin de l'émission du lundi, procédé réutilisé en France sur Danse avec les stars. L'ancien système est repris pour les 3 premières émissions de la saison 23.

## Participants
| Saison | Date du lancement | Date de la finale | Classement         | Classement        | Classement            | Présentateurs    | Présentateurs   | Présentateurs          | Jury        | Jury             | Jury          | Jury           | Juges invités                                                                                       |
| ------ | ----------------- | ----------------- | ------------------ | ----------------- | --------------------- | ---------------- | --------------- | ---------------------- | ----------- | ---------------- | ------------- | -------------- | --------------------------------------------------------------------------------------------------- |
| Saison | Date du lancement | Date de la finale | Vainqueur          | Deuxième          | Troisième             | Présentateurs    | Présentateurs   | Présentateurs          | Jury        | Jury             | Jury          | Jury           | Juges invités                                                                                       |
| 1      | 1er juin 2005     | 6 juillet 2005    | Kelly Monaco       | John O'Hurley     | Joey McIntyre         | Tom Bergeron     | Lisa Canning    | NC                     | Len Goodman | Carrie Ann Inaba | Bruno Tonioli | NC             | NC                                                                                                  |
| 2      | 5 janvier 2006    | 26 février 2006   | Drew Lachey        | Jerry Rice        | Stacy Keibler         | Tom Bergeron     | Samantha Harris | NC                     | Len Goodman | Carrie Ann Inaba | Bruno Tonioli | NC             | NC                                                                                                  |
| 3      | 12 septembre 2006 | 15 novembre 2006  | Emmitt Smith       | Mario López       | Joseph Lawrence       | Tom Bergeron     | Samantha Harris | NC                     | Len Goodman | Carrie Ann Inaba | Bruno Tonioli | NC             | NC                                                                                                  |
| 4      | 19 mars 2007      | 22 mai 2007       | Apolo Anton Ohno   | Joey Fatone       | Laila Ali             | Tom Bergeron     | Samantha Harris | NC                     | Len Goodman | Carrie Ann Inaba | Bruno Tonioli | NC             | NC                                                                                                  |
| 5      | 24 septembre 2007 | 27 novembre 2007  | Hélio Castroneves  | Mel B             | Marie Osmond          | Tom Bergeron     | Samantha Harris | Drew Lachey,           | Len Goodman | Carrie Ann Inaba | Bruno Tonioli | NC             | NC                                                                                                  |
| 6      | 17 mars 2008      | 20 mai 2008       | Kristi Yamaguchi   | Jason Taylor      | Cristián de la Fuente | Tom Bergeron     | Samantha Harris | NC                     | Len Goodman | Carrie Ann Inaba | Bruno Tonioli | NC             | NC                                                                                                  |
| 7      | 22 septembre 2008 | 25 novembre 2008  | Brooke Burke       | Warren Sapp       | Lance Bass            | Tom Bergeron     | Samantha Harris | NC                     | Len Goodman | Carrie Ann Inaba | Bruno Tonioli | NC             | Michael Flatley                                                                                     |
| 8      | 17 mars 2009      | 19 mai 2009       | Shawn Johnson      | Gilles Marini     | Melissa Rycroft       | Tom Bergeron     | Samantha Harris | NC                     | Len Goodman | Carrie Ann Inaba | Bruno Tonioli | NC             | NC                                                                                                  |
| 9      | 21 septembre 2009 | 24 novembre 2009  | Donny Osmond       | Mýa               | Kelly Osbourne        | Tom Bergeron     | Samantha Harris | NC                     | Len Goodman | Carrie Ann Inaba | Bruno Tonioli | NC             | Baz Luhrmann                                                                                        |
| 10     | 22 mars 2010      | 25 mai 2010       | Nicole Scherzinger | Evan Lysacek      | Erin Andrews          | Tom Bergeron     | Brooke Burke    | NC                     | Len Goodman | Carrie Ann Inaba | Bruno Tonioli | NC             | NC                                                                                                  |
| 11     | 20 septembre 2010 | 23 novembre 2010  | Jennifer Grey      | Kyle Massey       | Bristol Palin         | Tom Bergeron     | Brooke Burke    | NC                     | Len Goodman | Carrie Ann Inaba | Bruno Tonioli | NC             | Hélio Castroneves Kelly Osbourne Emmitt Smith Gilles Marini Mel B Kristi Yamaguchi Apolo Anton Ohno |
| 12     | 21 mars 2011      | 24 mai 2011       | Hines Ward         | Kirstie Alley     | Chelsea Kane          | Tom Bergeron     | Brooke Burke    | NC                     | Len Goodman | Carrie Ann Inaba | Bruno Tonioli | NC             | Donnie Burns                                                                                        |
| 13     | 19 septembre 2011 | 22 novembre 2011  | J.R. Martinez      | Rob Kardashian    | Ricki Lake            | Tom Bergeron     | Brooke Burke    | NC                     | Len Goodman | Carrie Ann Inaba | Bruno Tonioli | NC             | NC                                                                                                  |
| 14     | 19 mars 2012      | 22 mai 2012       | Donald Driver      | Katherine Jenkins | William Levy          | Tom Bergeron     | Brooke Burke    | NC                     | Len Goodman | Carrie Ann Inaba | Bruno Tonioli | NC             | NC                                                                                                  |
| 15     | 24 septembre 2012 | 27 novembre 2012  | Melissa Rycroft    | Shawn Johnson     | Kelly Monaco          | Tom Bergeron     | Brooke Burke    | NC                     | Len Goodman | Carrie Ann Inaba | Bruno Tonioli | NC             | Paula Abdul                                                                                         |
| 16     | 18 mars 2013      | 21 mai 2013       | Kellie Pickler     | Zendaya           | Jacoby Jones          | Tom Bergeron     | Brooke Burke    | NC                     | Len Goodman | Carrie Ann Inaba | Bruno Tonioli | NC             | NC                                                                                                  |
| 17     | 16 septembre 2013 | 26 novembre 2013  | Amber Riley        | Corbin Bleu       | Jack Osbourne         | Tom Bergeron     | Brooke Burke    | NC                     | Len Goodman | Carrie Ann Inaba | Bruno Tonioli | NC             | Cher Maksim Chmerkovskiy Julianne Hough                                                             |
| 18     | 17 mars 2014      | 20 mai 2014       | Meryl Davis        | Amy Purdy         | Candace Cameron Bure  | Tom Bergeron     | Erin Andrews    | NC                     | Len Goodman | Carrie Ann Inaba | Bruno Tonioli | NC             | Robin Roberts Julianne Hough Donny Osmond Redfoo Ricky Martin Abby Lee Miller Kenny Ortega          |
| 19     | 15 septembre 2014 | 25 novembre 2014  | Alfonso Ribeiro    | Sadie Robertson   | Janel Parrish         | Tom Bergeron     | Erin Andrews    | NC                     | Len Goodman | Carrie Ann Inaba | Bruno Tonioli | Julianne Hough | Pitbull Jessie J Kevin Hart                                                                         |
| 20     | 16 mars 2015      | 19 mai 2015       | Rumer Willis       | Riker Lynch       | Cristián de la Fuente | Tom Bergeron     | Erin Andrews    | NC                     | Len Goodman | Carrie Ann Inaba | Bruno Tonioli | Julianne Hough | NC                                                                                                  |
| 21     | 14 septembre 2015 | 24 novembre 2015  | Bindi Irwin        | Nick Carter       | Alek Skarlatos        | Tom Bergeron     | Erin Andrews    | NC                     | NC          | Carrie Ann Inaba | Bruno Tonioli | Julianne Hough | Maksim Chmerkovskiy Alfonso Ribeiro Olivia Newton-John                                              |
| 22     | 21 mars 2016      | 24 mai 2016       | Nyle DiMarco       | Paige VanZant     | Ginger Zee            | Tom Bergeron     | Erin Andrews    | NC                     | Len Goodman | Carrie Ann Inaba | Bruno Tonioli | NC             | Maksim Chmerkovskiy Zendaya Coleman Les américains                                                  |
| 23     | 12 septembre 2016 | 22 novembre 2016  | Laurie Hernandez   | James Hinchcliffe | Calvin Johnson        | Tom Bergeron     | Erin Andrews    | Kym Johnson-Herjavec , | Len Goodman | Carrie Ann Inaba | Bruno Tonioli | Julianne Hough | Pitbull                                                                                             |
| 24     | 20 mars 2017      | 23 mai 2017       | Rashad Jennings    | David Ross        | Normani Kordei        | Tom Bergeron     | Erin Andrews    | NC                     | Len Goodman | Carrie Ann Inaba | Bruno Tonioli | Julianne Hough | Nick Carter Mandy Moore                                                                             |
| 25     | 18 septembre 2017 | 21 novembre 2017  | Jordan Fisher      | Lindsey Stirling  | Frankie Muniz         | Tom Bergeron     | Erin Andrews    | NC                     | Len Goodman | Carrie Ann Inaba | Bruno Tonioli | NC             | Shania Twain                                                                                        |
| 26     | 30 avril 2018     | 21 mai 2018       | Adam Rippon        | Josh Norman       | Tonya Harding         | Tom Bergeron     | Erin Andrews    | NC                     | Len Goodman | Carrie Ann Inaba | Bruno Tonioli | NC             | NC                                                                                                  |
| 27     | 24 septembre 2018 | 19 novembre 2018  | Bobby Bones        | Milo Manheim      | Evanna Lynch          | Tom Bergeron     | Erin Andrews    | NC                     | Len Goodman | Carrie Ann Inaba | Bruno Tonioli | NC             | NC                                                                                                  |
| 28     | 16 septembre 2019 | 25 novembre 2019  | Hannah Brown       | Kel Mitchell      | Ally Brooke           | Tom Bergeron     | Erin Andrews    | NC                     | Len Goodman | Carrie Ann Inaba | Bruno Tonioli | NC             | Leah Remini Joey Fatone                                                                             |
| 29     | 14 septembre 2020 | 23 novembre 2020  | Kaitlyn Bristowe   | Nev Schulman      | Nelly                 | Tyra Banks       | NC              | NC                     | Derek Hough | Carrie Ann Inaba | Bruno Tonioli | NC             | NC                                                                                                  |
| 30     | 20 septembre 2021 | 22 novembre 2021  | Iman Shumpert      | JoJo Siwa         | Cody Rigsby           | Tyra Banks       | NC              | NC                     | Derek Hough | Carrie Ann Inaba | Bruno Tonioli | Len Goodman    | NC                                                                                                  |
| 31     | 19 septembre 2022 | 21 novembre 2022  | Charli D'Amelio    | Gabby Windey      | Wayne Brady           | Tyra Banks       | Alfonso Ribeiro | NC                     | Derek Hough | Carrie Ann Inaba | Bruno Tonioli | Len Goodman    | NC                                                                                                  |
| 32     | 26 septembre 2023 | 5 décembre 2023   | Xochitl Gomez      | Jason Mraz        | Ariana Madix          | Julianne Hough , | Alfonso Ribeiro | NC                     | Derek Hough | Carrie Ann Inaba | Bruno Tonioli | NC             | Paula Abdul Mandy Moore Michael Strahan Niecy Nash Billy Porter                                     |
| 33     | 17 septembre 2024 | NC                | NC                 | NC                | NC                    | Julianne Hough , | Alfonso Ribeiro | NC                     | Derek Hough | Carrie Ann Inaba | Bruno Tonioli | NC             | NC                                                                                                  |

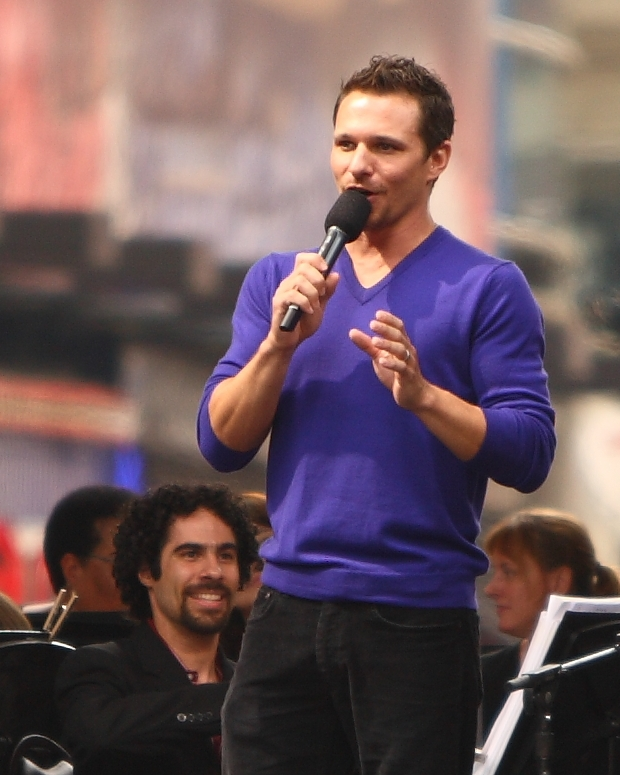
Drew Lachey, gagnant de la saison 2
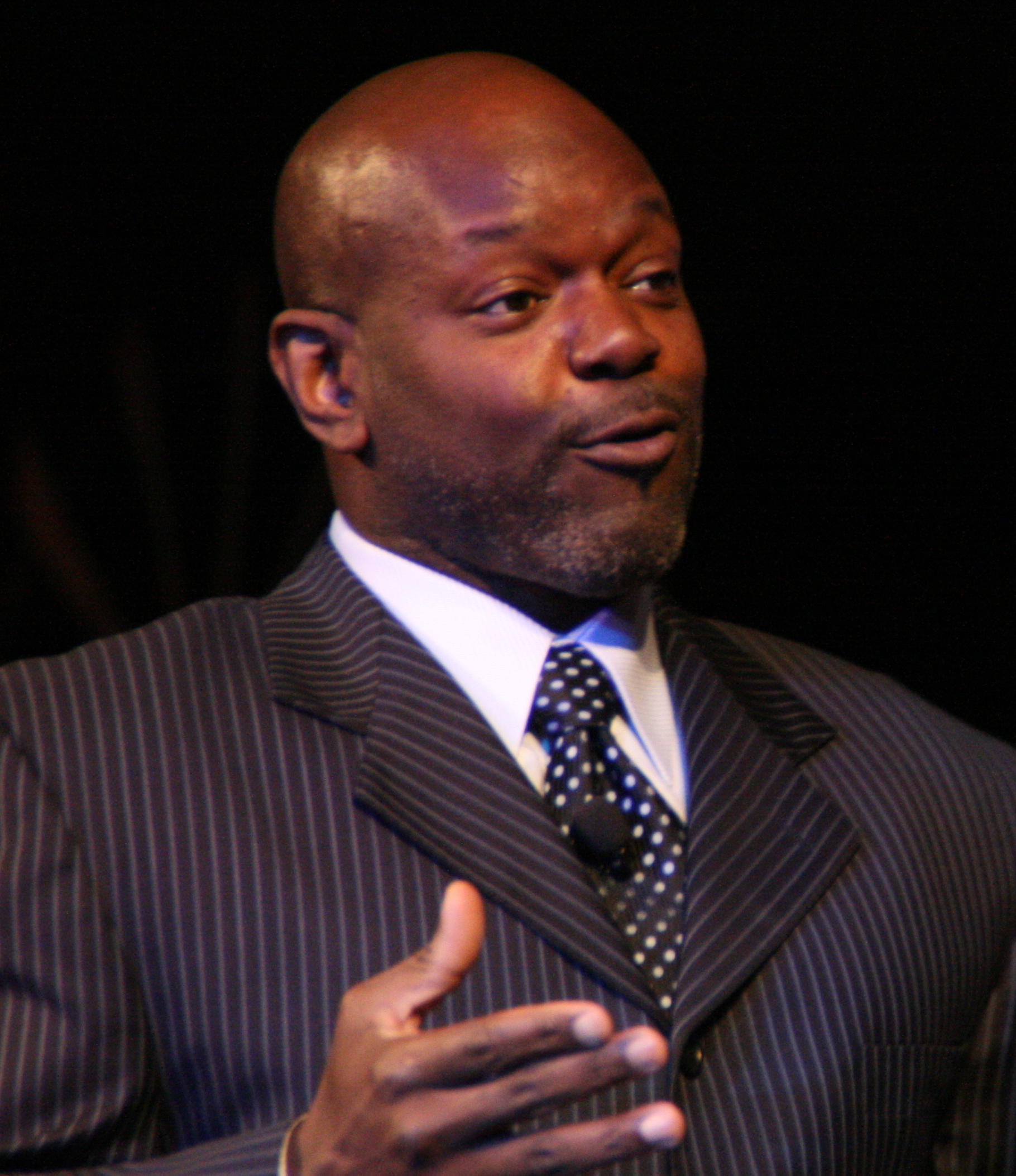
Emmitt Smith, gagnant de la saison 3
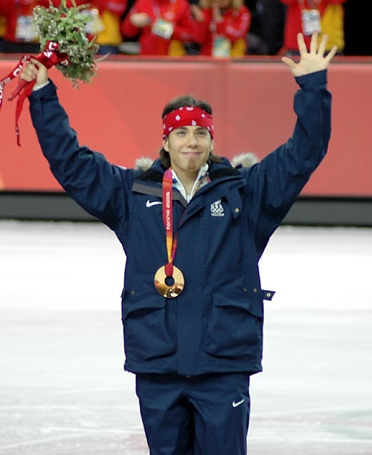
Apolo Anton Ohno, gagnant de la saison 4
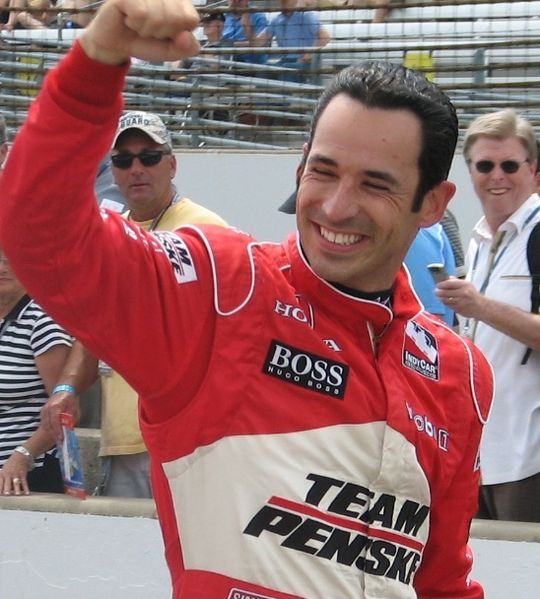
Hélio Castroneves, gagnant de la saison 5
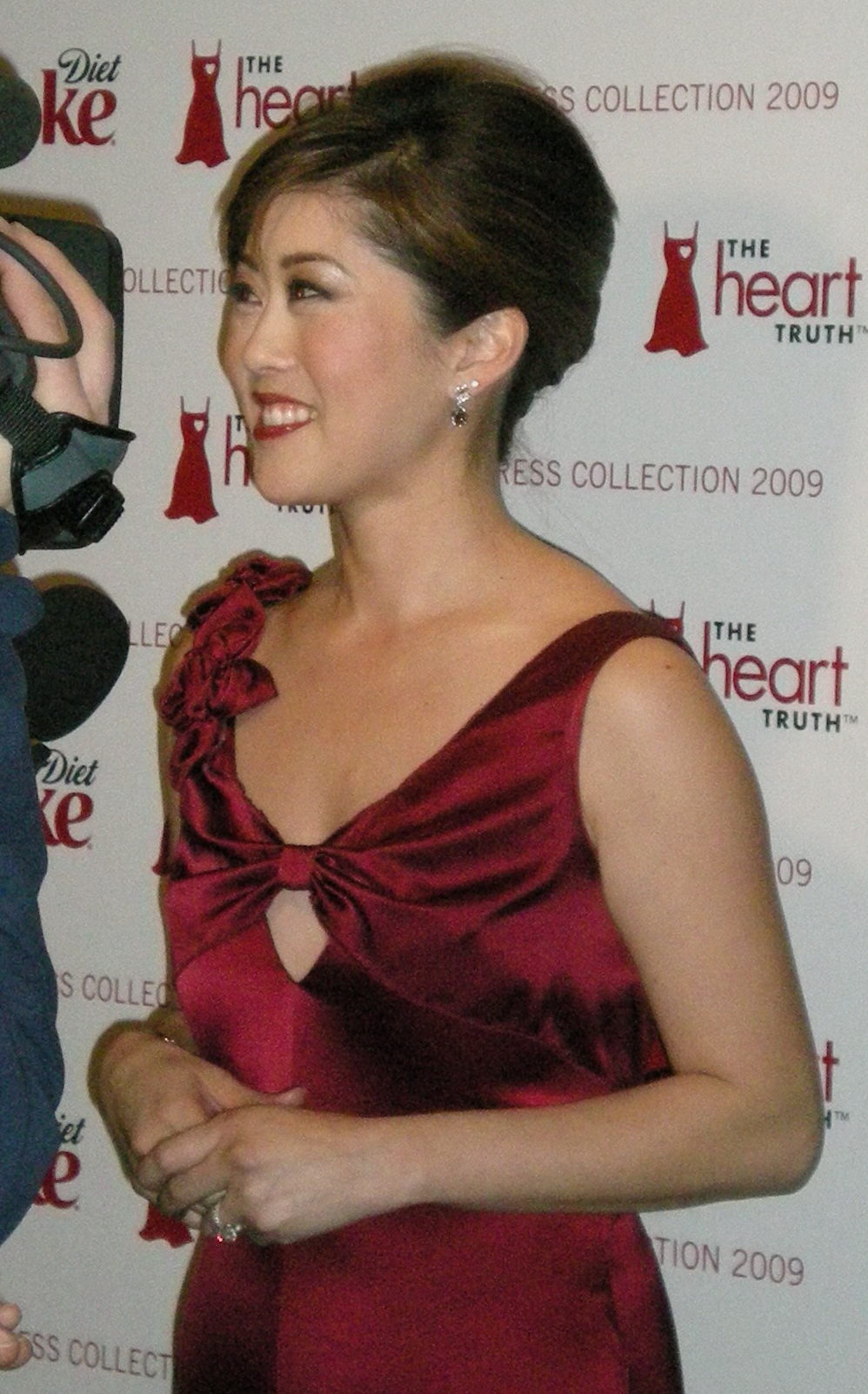
Kristi Yamaguchi, gagnante de la saison 6
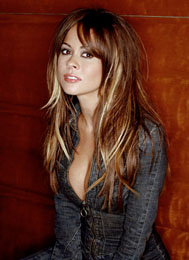
Brooke Burke, gagnante de la saison 7
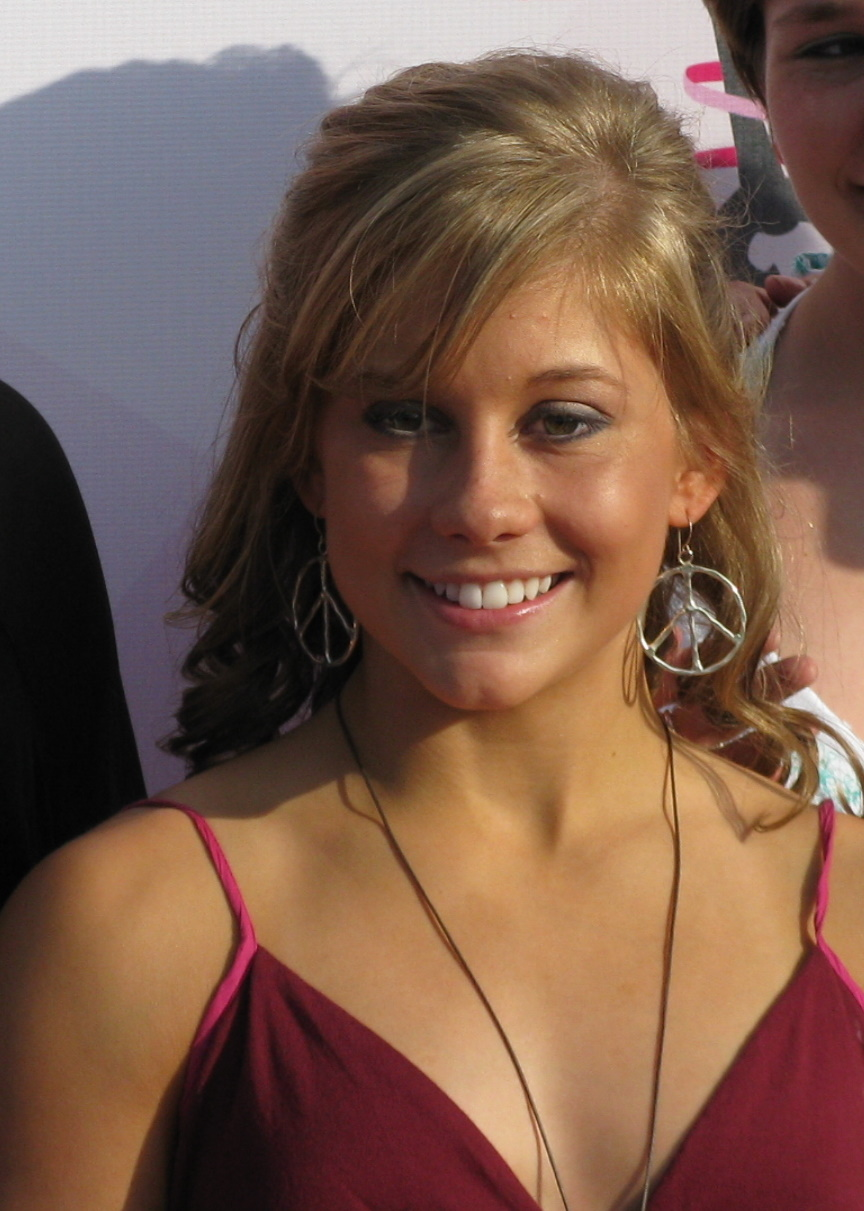
Shawn Johnson, gagnante de la saison 8
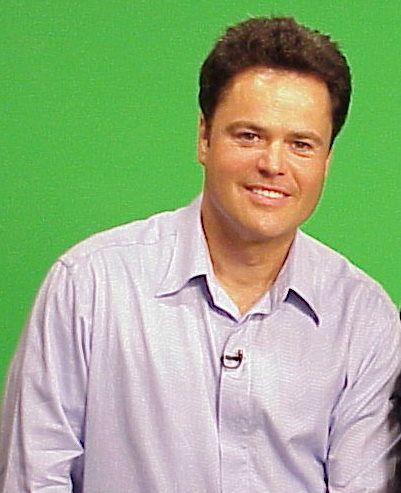
Donny Osmond, gagnant de la saison 9
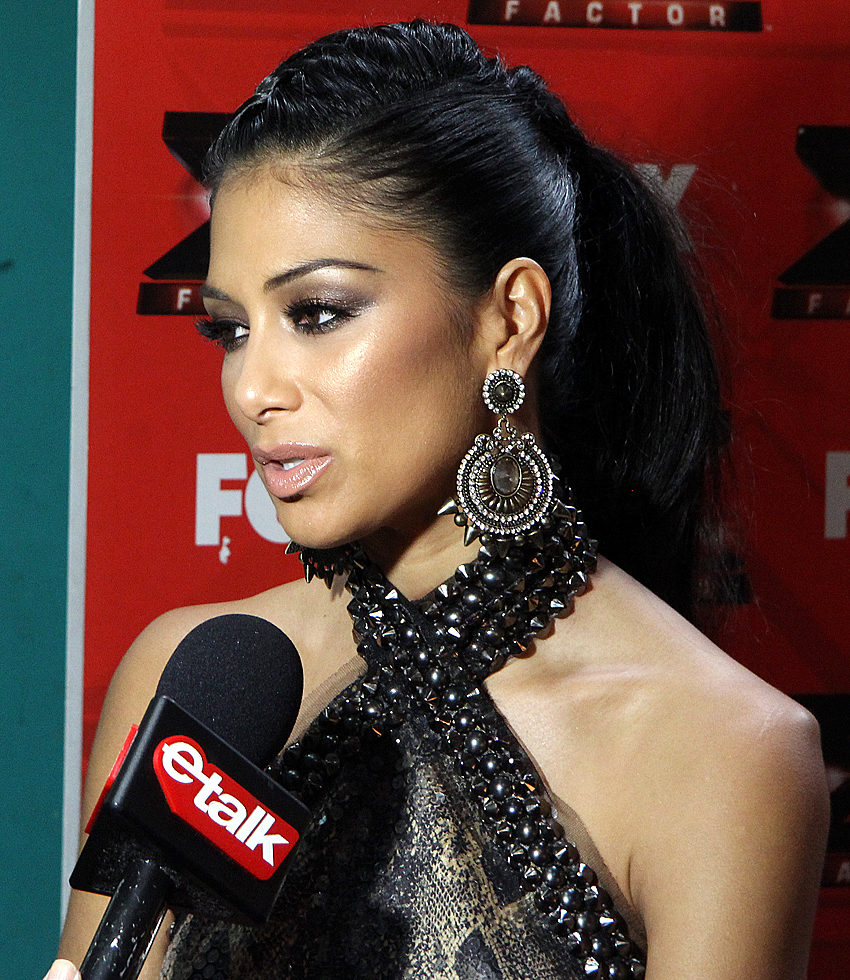
Nicole Scherzinger, gagnante de la saison 10
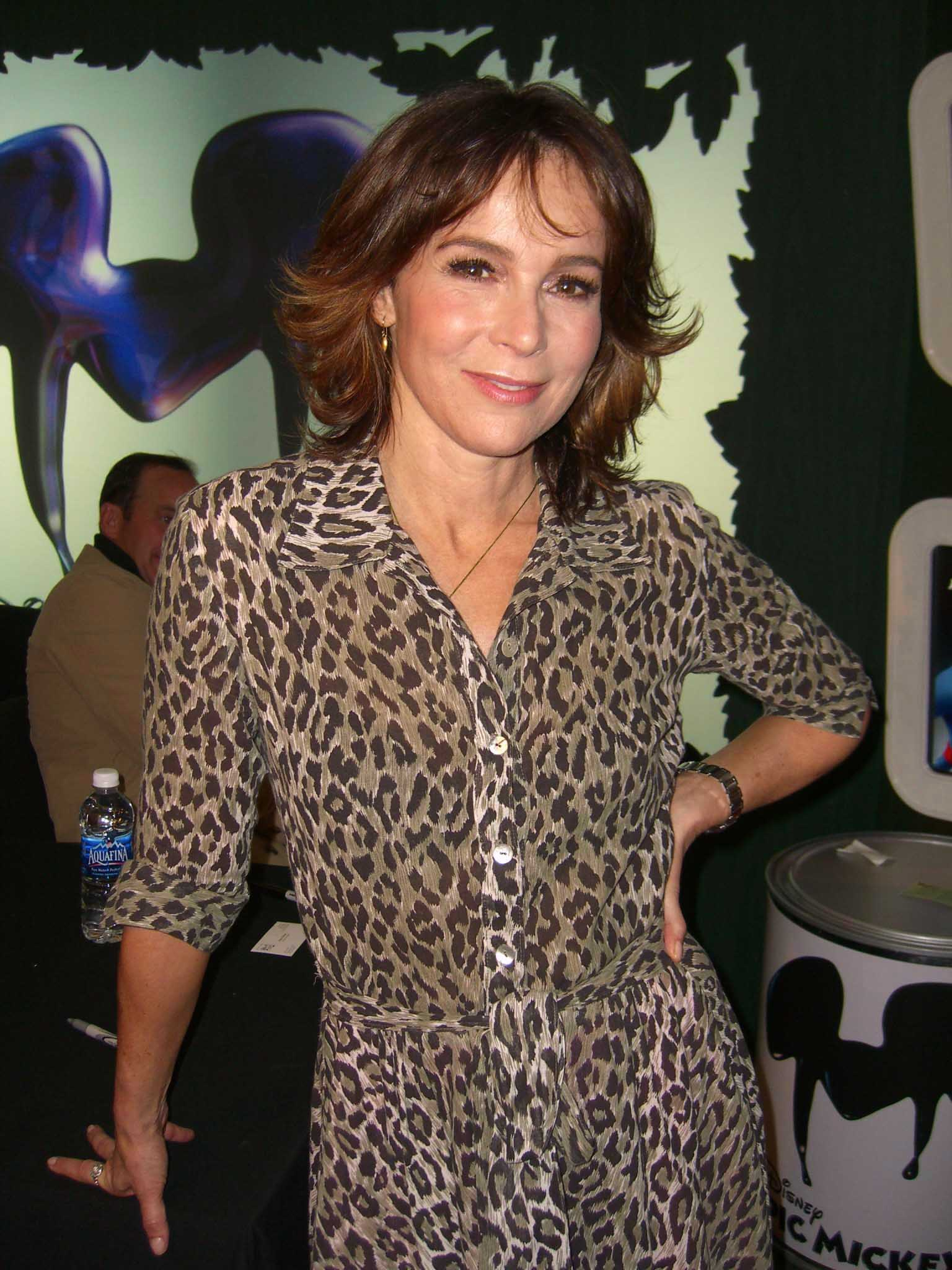
Jennifer Grey, gagnante de la saison 11
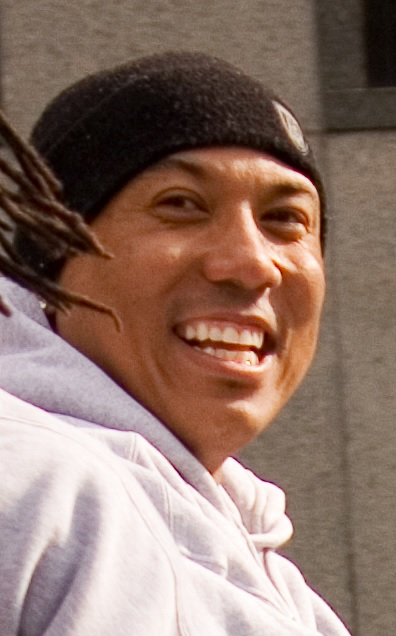
Hines Ward, gagnant de la saison 12
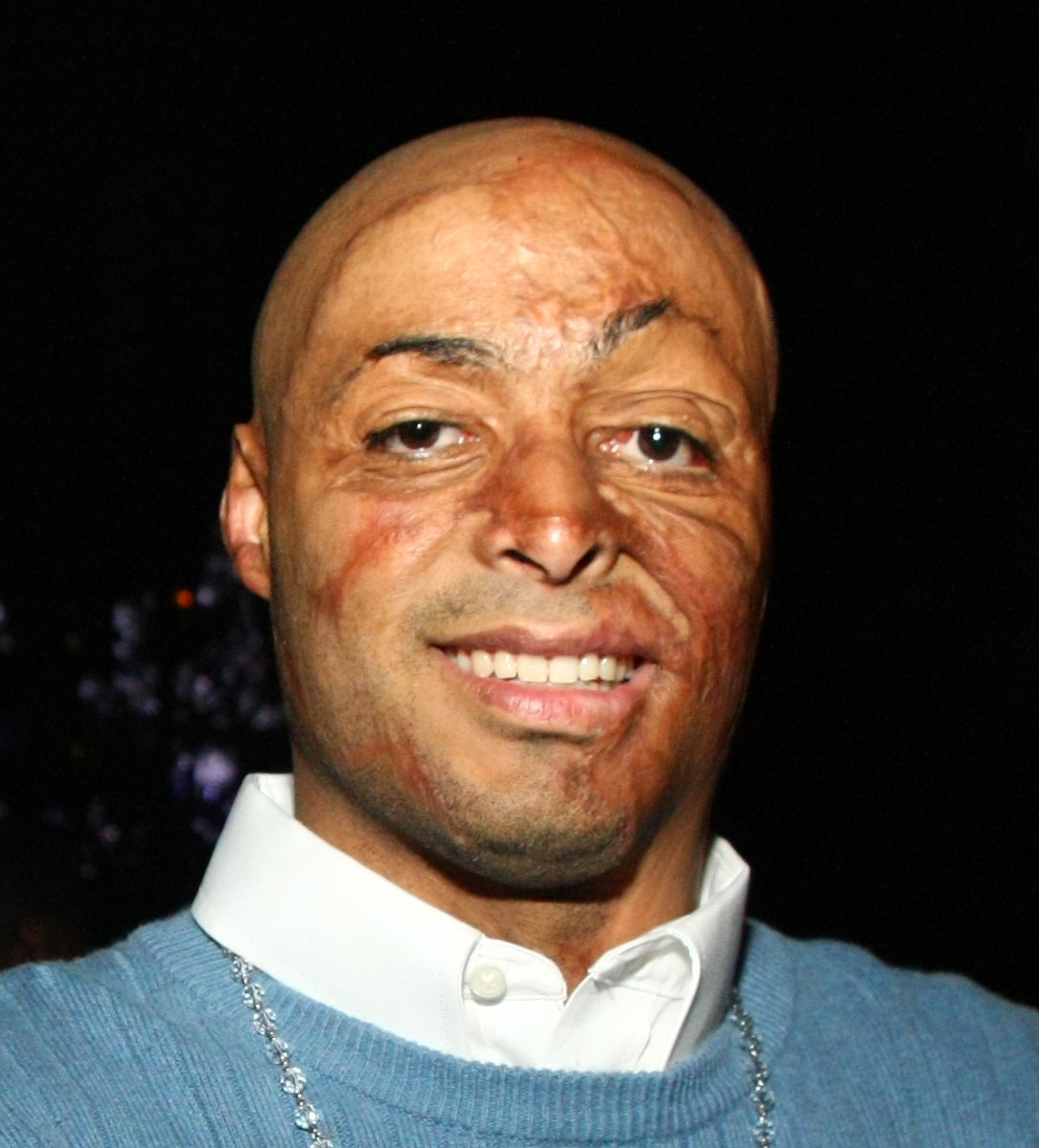
J.R. Martinez, gagnant de la saison 13
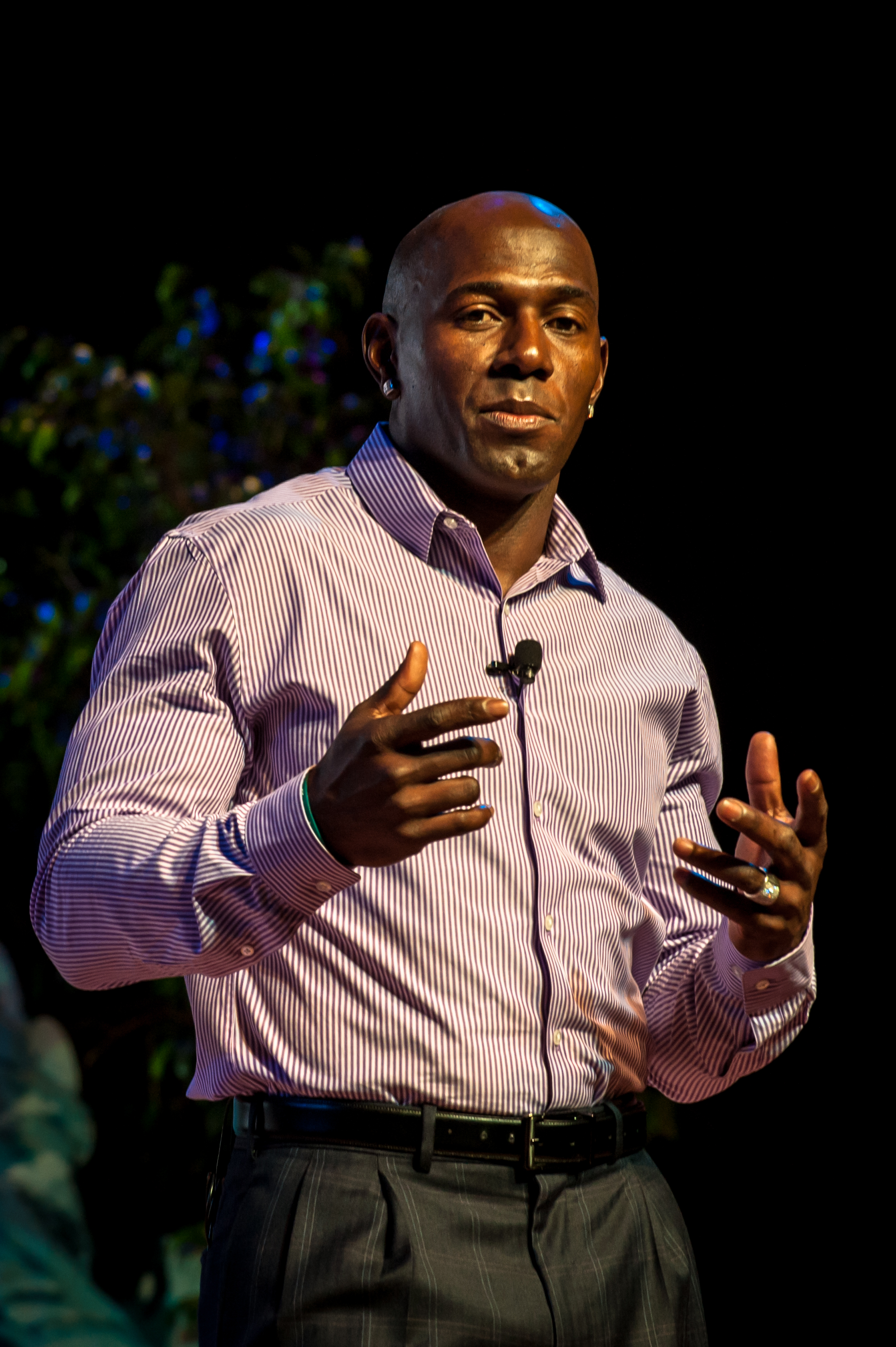
Donald Driver, gagnant de la saison 14
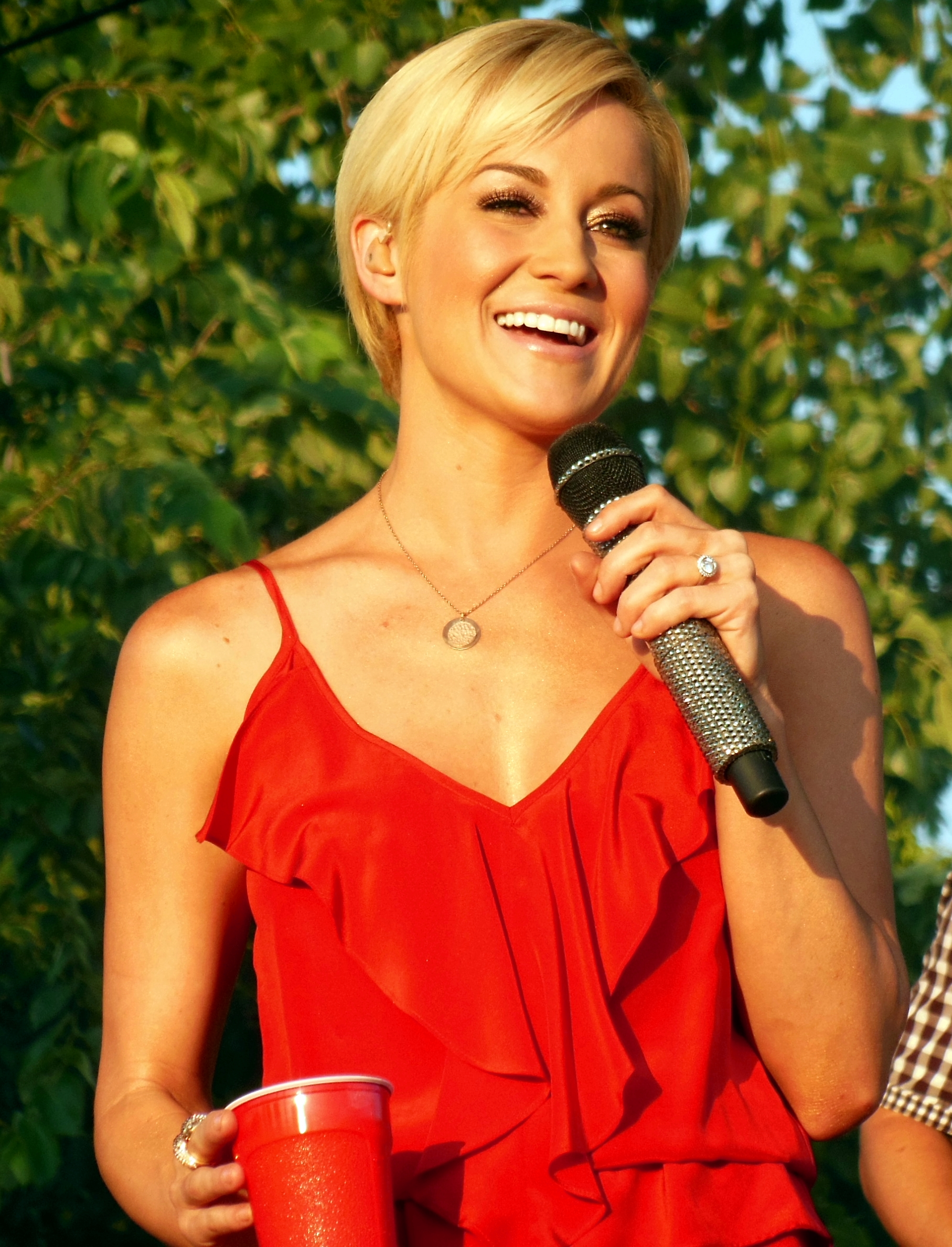
Kellie Pickler, gagnant de la saison 16
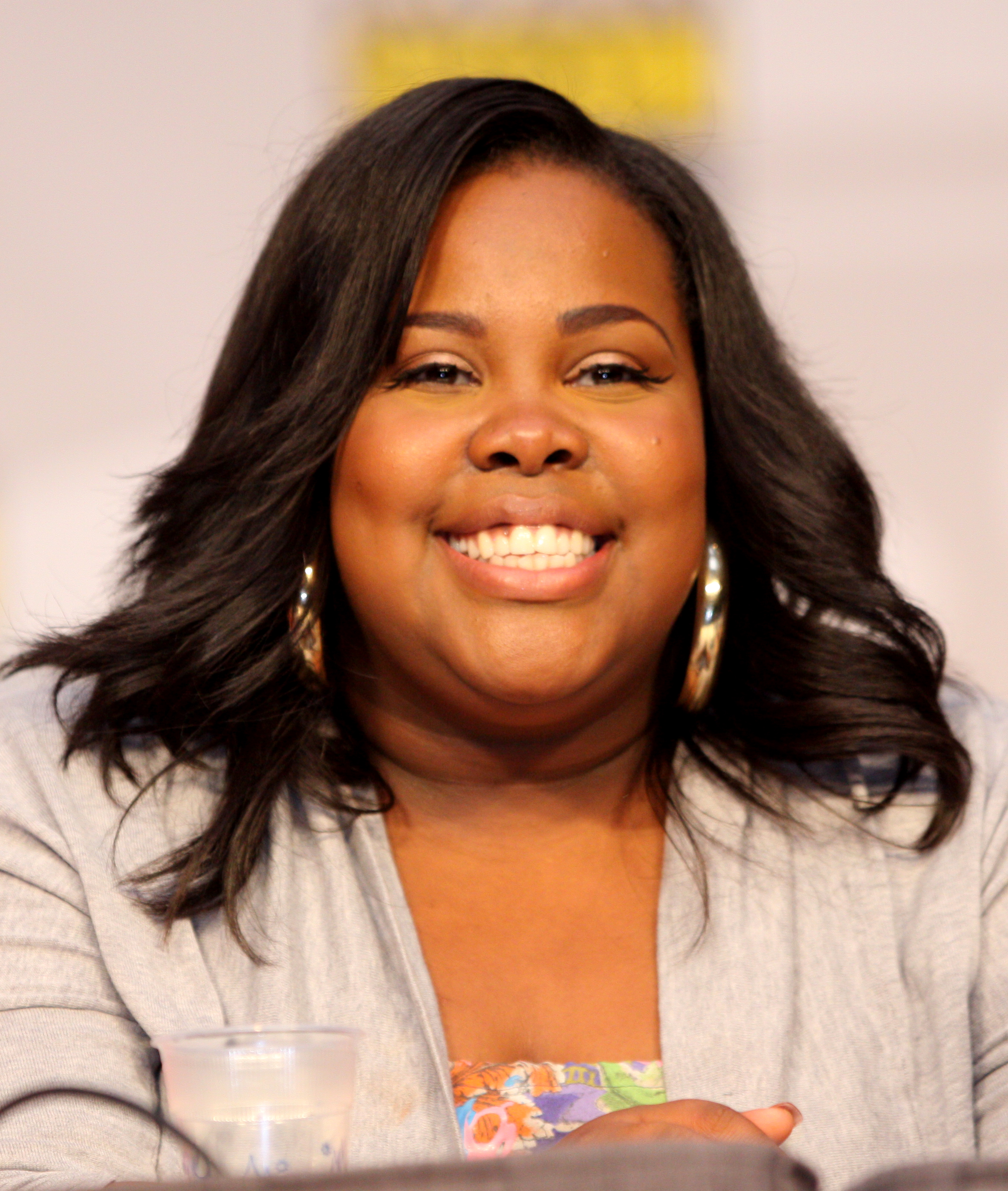
Amber Riley, gagnante de la saison 17
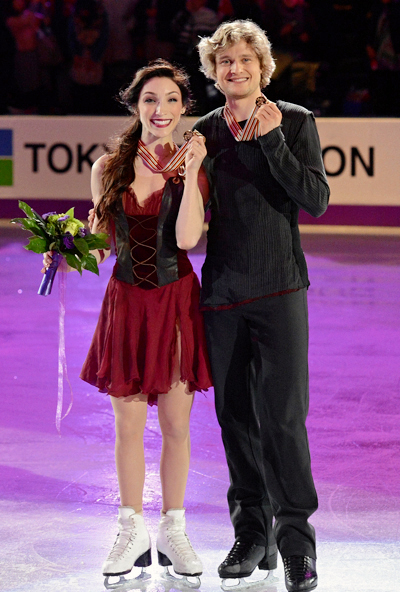
Meryl Davis, gagnante de la saison 18
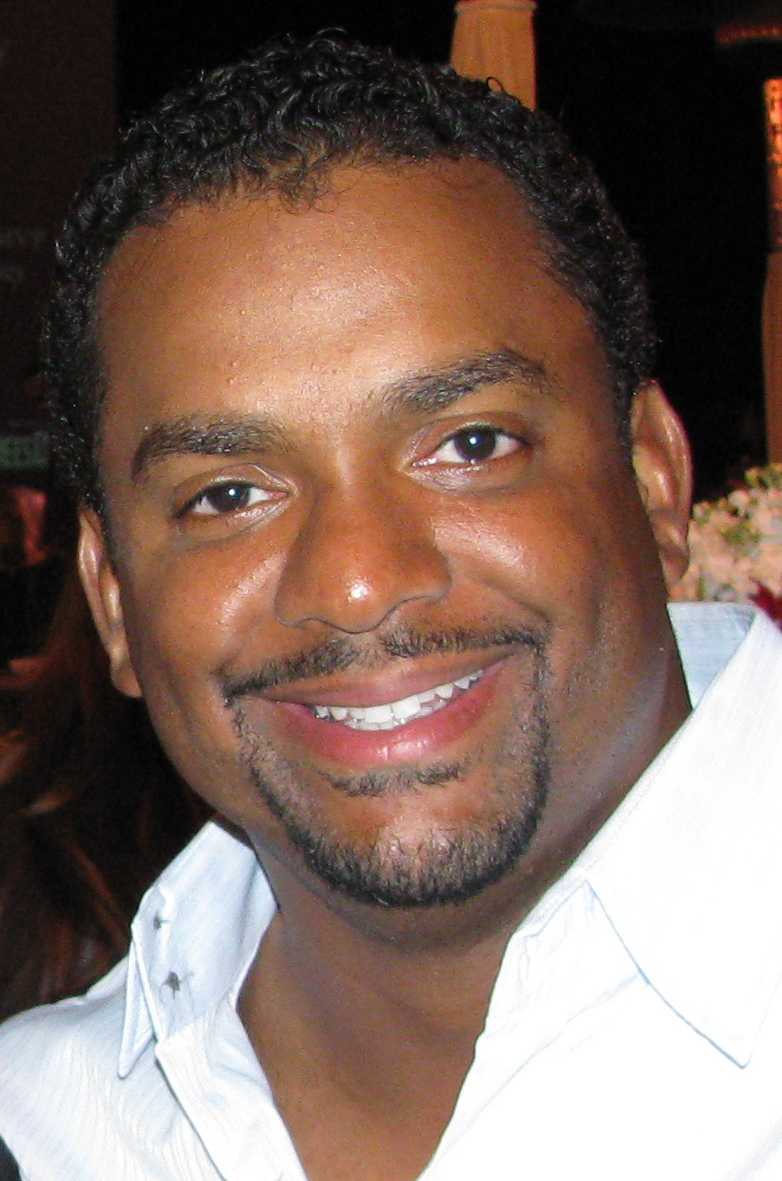
Alfonso Ribeiro, gagnant de la saison 19
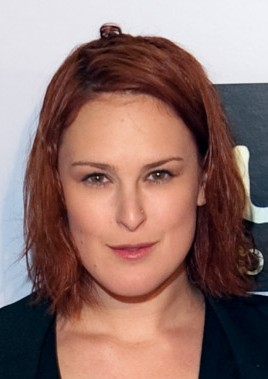
Rumer Willis, gagnante de la saison 20
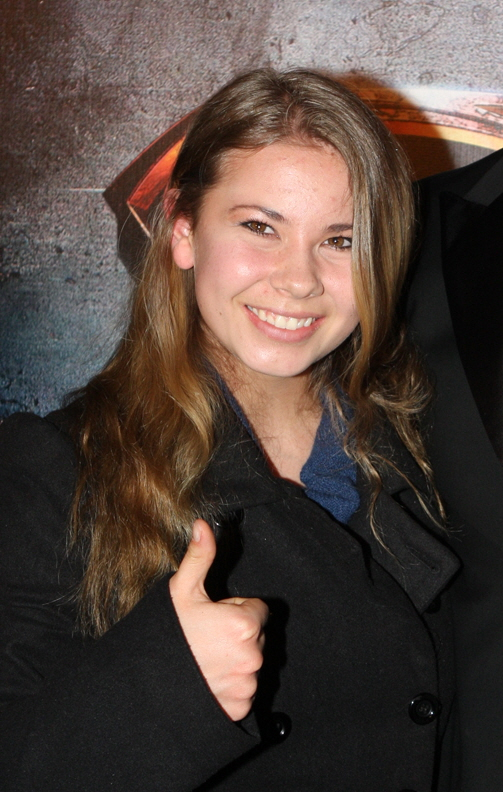
Bindi Irwin, gagnante de la saison 21
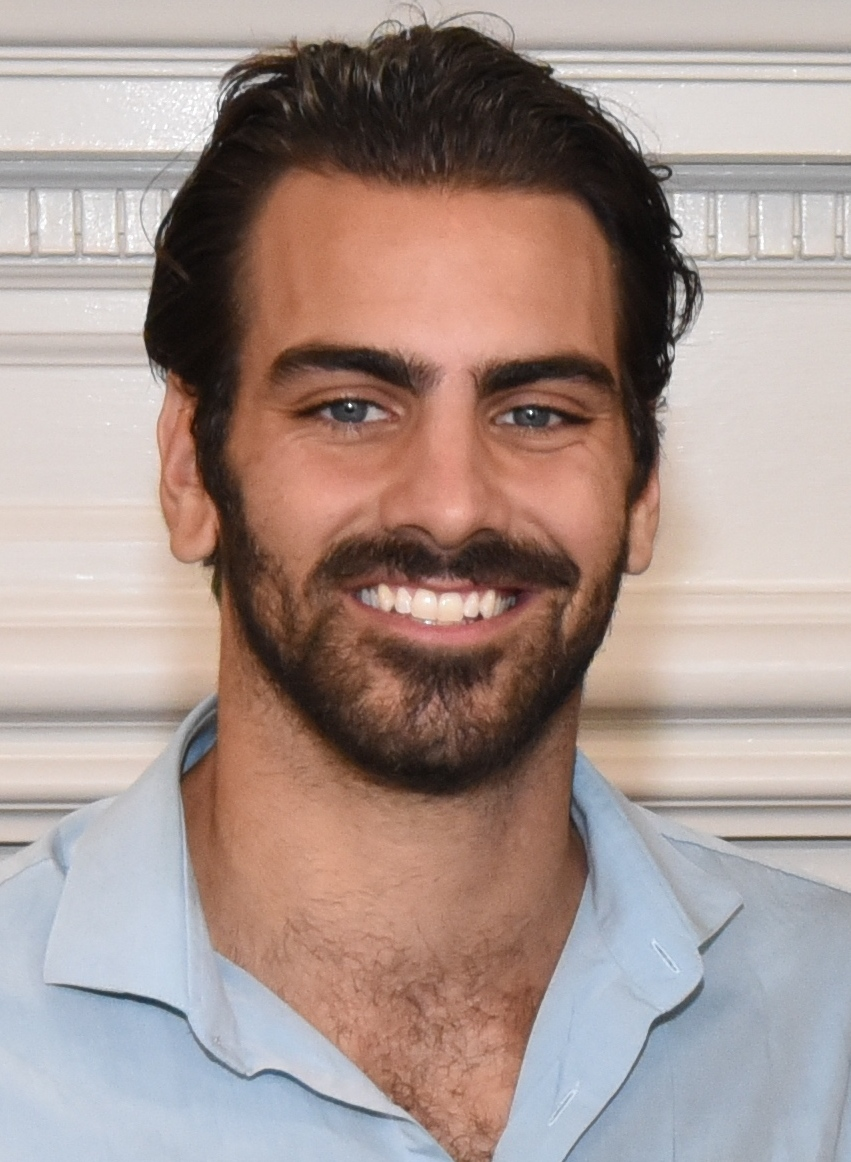
Nyle DiMarco, gagnant de la saison 22
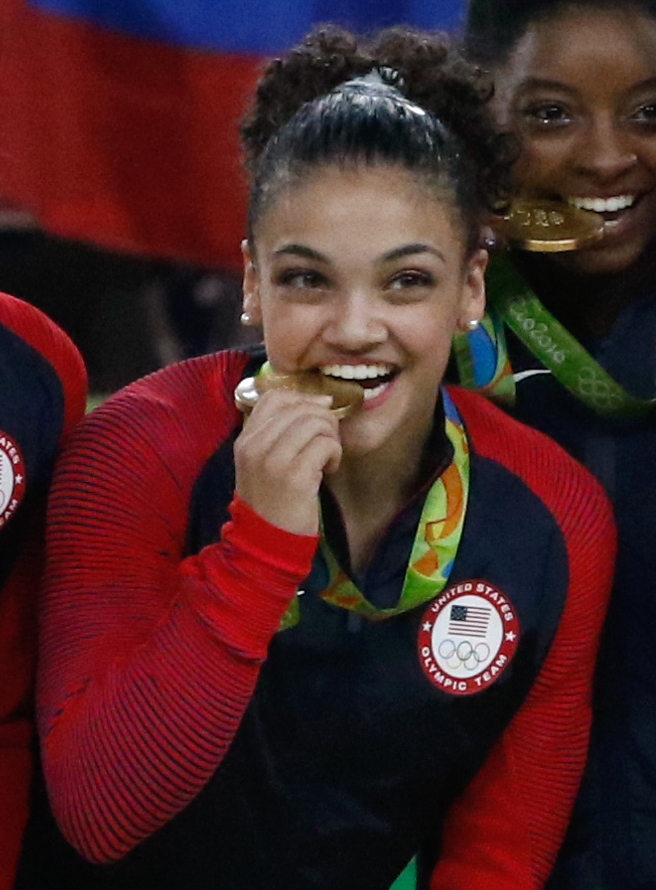
Lauren Hernandez, gagnante de la saison 23
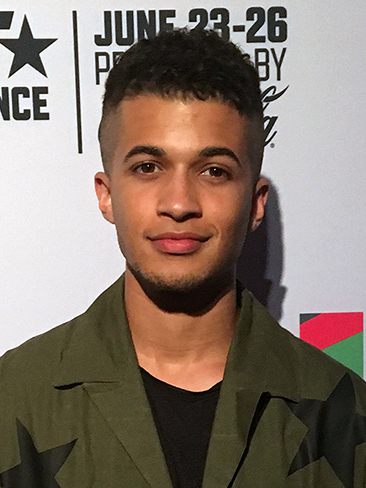
Jordan Fisher, gagnant de la saison 25
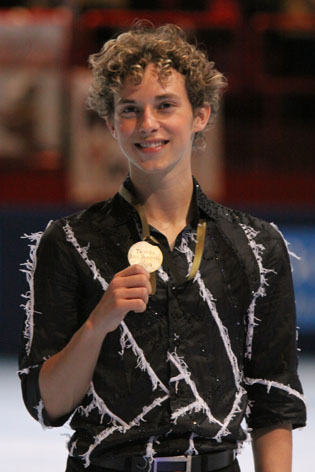
Adam Rippon, gagnant de la saison 26
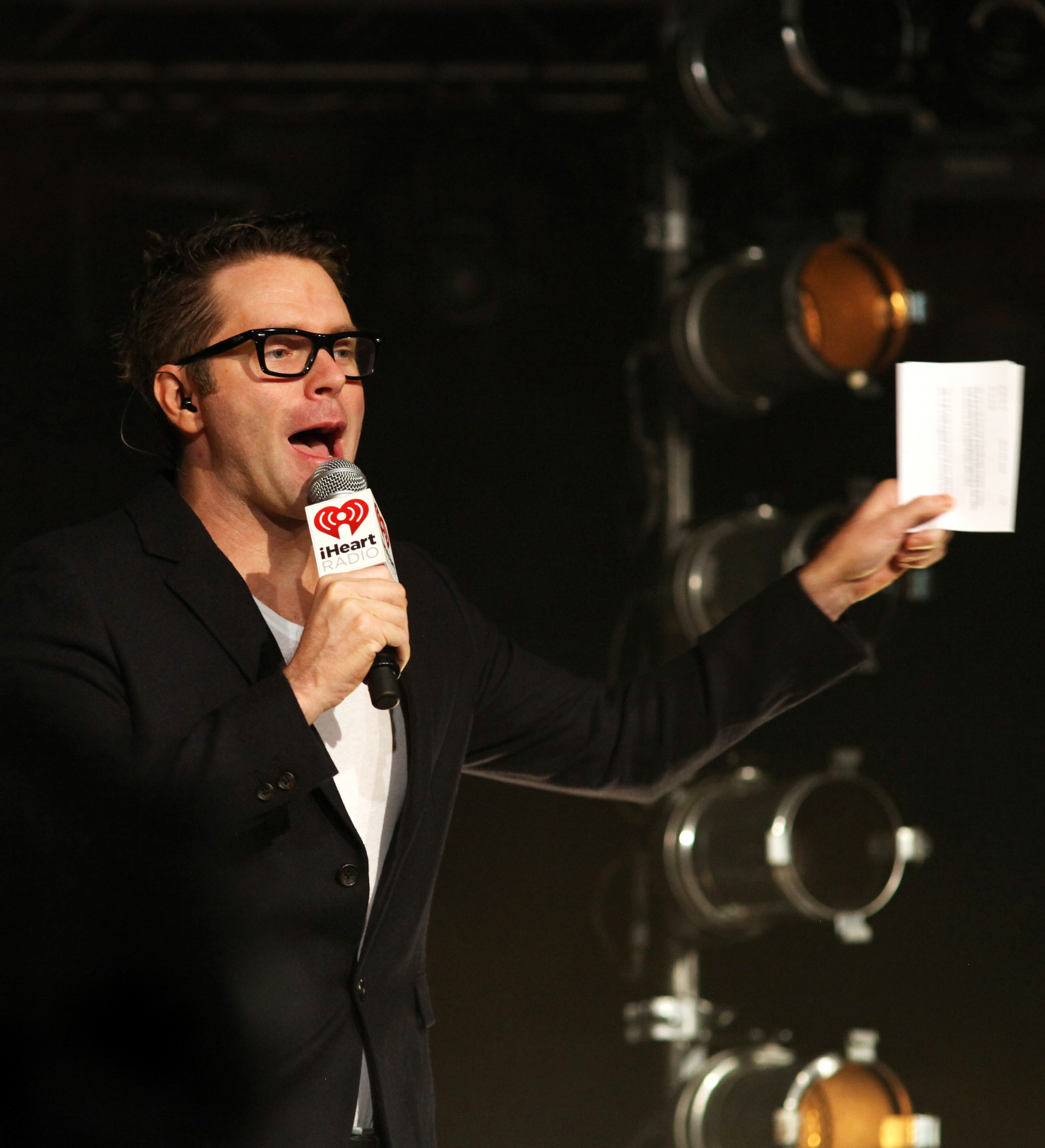
Bobby Bones, gagnant de la saison 27
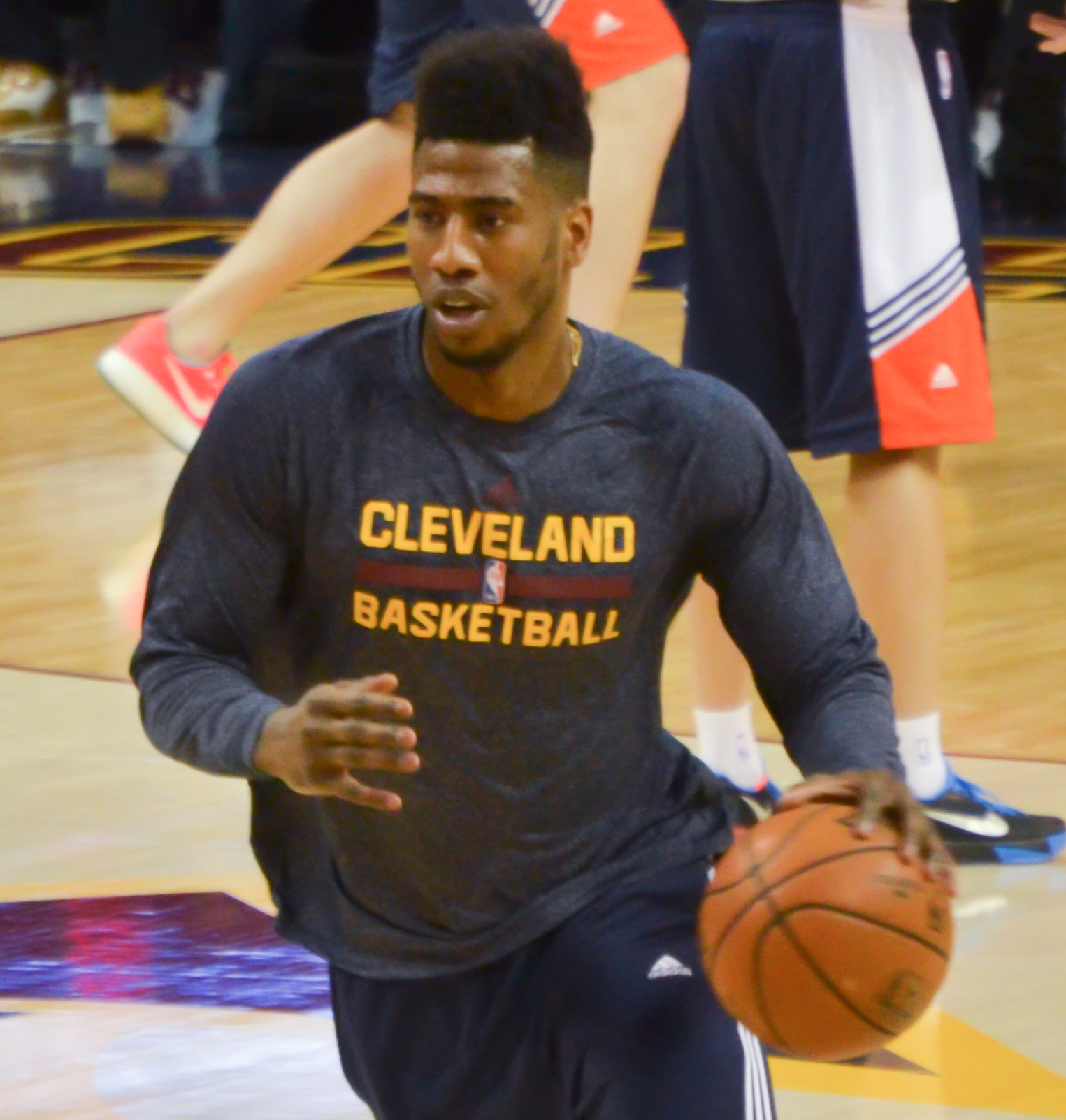
Iman Shumpert, gagnant de la saison 30

### Partenaires professionnels
| Danseurs               | Nb. de saisons | Partenaires       | Partenaires       | Partenaires     | Partenaires       | Partenaires       | Partenaires           | Partenaires       | Partenaires      | Partenaires       | Partenaires        | Partenaires        | Partenaires       | Partenaires        | Partenaires         | Partenaires       | Partenaires       | Partenaires       | Partenaires          | Partenaires         | Partenaires        | Partenaires     | Partenaires    | Partenaires       | Partenaires     | Partenaires      | Partenaires         | Partenaires        | Partenaires              | Partenaires      | Partenaires            | Partenaires         | Partenaires       | Partenaires         |
| Danseurs               | Nb. de saisons | Saison 1          | Saison 2          | Saison 3        | Saison 4          | Saison 5          | Saison 6              | Saison 7          | Saison 8         | Saison 9          | Saison 10          | Saison 11          | Saison 12         | Saison 13          | Saison 14           | Saison 15         | Saison 16         | Saison 17         | Saison 18            | Saison 19           | Saison 20          | Saison 21       | Saison 22      | Saison 23         | Saison 24       | Saison 25        | Saison 26           | Saison 27          | Saison 28                | Saison 29        | Saison 30              | Saison 31           | Saison 32         | Saison 33           |
| ---------------------- | -------------- | ----------------- | ----------------- | --------------- | ----------------- | ----------------- | --------------------- | ----------------- | ---------------- | ----------------- | ------------------ | ------------------ | ----------------- | ------------------ | ------------------- | ----------------- | ----------------- | ----------------- | -------------------- | ------------------- | ------------------ | --------------- | -------------- | ----------------- | --------------- | ---------------- | ------------------- | ------------------ | ------------------------ | ---------------- | ---------------------- | ------------------- | ----------------- | ------------------- |
| Brandon Armstrong      | 7              | —                 | —                 | —               | —                 | —                 | —                     | —                 | —                | —                 | —                  | —                  | —                 | —                  | —                   | —                 | —                 | —                 | —                    | —                   | —                  | —               | —              | —                 | —               | —                | —                   | Tinashe            | Mary Wilson              | Jeannie Mai      | Kenya Moore            | Jordin Sparks       | Lele Pons         | Chandler Kinney     |
| Lindsay Arnold         | 10             | —                 | —                 | —               | —                 | —                 | —                     | —                 | —                | —                 | —                  | —                  | —                 | —                  | —                   | —                 | Victor Ortiz      | —                 | —                    | —                   | —                  | Alek Skarlatos  | Wanya Morris   | Calvin Johnson    | David Ross      | Jordan Fisher    | Kareem Abdul-Jabbar | DeMarcus Ware      | Sean Spicer              | —                | Matt James             | —                   | —                 | —                   |
| Rylee Arnold           | 2              | —                 | —                 | —               | —                 | —                 | —                     | —                 | —                | —                 | —                  | —                  | —                 | —                  | —                   | —                 | —                 | —                 | —                    | —                   | —                  | —               | —              | —                 | —               | —                | —                   | —                  | —                        | —                | —                      | —                   | Harry Jowsey      | Stephen Nedoroscik  |
| Corky Ballas           | 2              | —                 | —                 | —               | —                 | —                 | —                     | Cloris Leachman   | —                | —                 | —                  | Florence Henderson | —                 | —                  | —                   | —                 | —                 | —                 | —                    | —                   | —                  | —               | —              | —                 | —               | —                | —                   | —                  | —                        | —                | —                      | —                   | —                 | —                   |
| Mark Ballas            | 20             | —                 | —                 | —               | —                 | Sabrina Bryan     | Kristi Yamaguchi      | Kim Kardashian    | Shawn Johnson    | Melissa Joan Hart | Shannen Doherty    | Bristol Palin      | Chelsea Kane      | Kristin Cavallari  | Katherine Jenkins   | Bristol Palin     | Alexandra Raisman | Christina Millan  | Candace Cameron Bure | Sadie Robertson     | Willow Shields     | Alexa PenaVega  | Paige VanZant  | —                 | —               | Lindsey Stirling | —                   | —                  | —                        | —                | —                      | Charli D'Amelio     | —                 | —                   |
| Alan Bersten           | 9              | —                 | —                 | —               | —                 | —                 | —                     | —                 | —                | —                 | —                  | —                  | —                 | —                  | —                   | —                 | —                 | —                 | —                    | —                   | —                  | —               | —              | —                 | —               | Debbie Gibson    | Mirai Nagasu        | Alexis Ren         | Hannah Brown             | Skai Jackson     | Amanda Kloots          | Jessie James Decker | Jamie Lynn Spears | Ilona Maher         |
| Inna Brayer            | 1              | —                 | —                 | —               | —                 | —                 | —                     | Ted McGinley      | —                | —                 | —                  | —                  | —                 | —                  | —                   | —                 | —                 | —                 | —                    | —                   | —                  | —               | —              | —                 | —               | —                | —                   | —                  | —                        | —                | —                      | —                   | —                 | —                   |
| Sharna Burgess         | 14             | —                 | —                 | —               | —                 | —                 | —                     | —                 | —                | —                 | —                  | —                  | —                 | —                  | —                   | —                 | Andy Dick         | Keyshawn Johnson  | Charlie White        | Tavis Smiley        | Noah Galloway      | Nick Carter     | Antonio Brown  | James Hinchcliffe | Bonner Bolton   | Derek Fisher     | Josh Norman         | Bobby Bones        | —                        | Jesse Metcalfe   | Brian Austin Green     | —                   | —                 | —                   |
| Cheryl Burke           | 25             | —                 | Drew Lachey       | Emmitt Smith    | Ian Ziering       | Wayne Newton      | Cristián de la Fuente | Maurice Greene    | Gilles Marini    | Tom DeLay         | Chad Ochocinco     | Rick Fox           | Chris Jericho     | Rob Kardashian     | William Levy        | Emmitt Smith      | D.L Hughley       | Jack Osbourne     | Drew Carey           | Antonio Sabàto, Jr. | —                  | —               | —              | Ryan Lochte       | —               | Terrell Owens    | —                   | Juan Pablo di Pace | Ray Lewis                | A. J. McLean     | Cody Rigsby            | Sam Champion        | —                 | —                   |
| Henry Byalikov         | 1              | —                 | —                 | —               | —                 | —                 | —                     | —                 | —                | —                 | —                  | —                  | —                 | —                  | —                   | —                 | —                 | —                 | Diana Nyad           | —                   | —                  | —               | —              | —                 | —               | —                | —                   | —                  | —                        | —                | —                      | —                   | —                 | —                   |
| Witney Carson          | 14             | —                 | —                 | —               | —                 | —                 | —                     | —                 | —                | —                 | —                  | —                  | —                 | —                  | —                   | —                 | —                 | —                 | Cody Simpson         | Alfonso Ribeiro     | Chris Soules       | Carlos PenaVega | Von Miller     | Vanilla Ice       | Chris Kattan    | Frankie Muniz    | Chris Mazdzer       | Milo Manheim       | Kel Mitchell             | —                | Mike "The Miz" Mizanin | Wayne Brady         | —                 | Danny Amendola      |
| Dmitry Chaplin         | 3              | —                 | —                 | —               | —                 | —                 | —                     | —                 | Holly Madison    | Mýa               | —                  | —                  | Petra Nemcova     | —                  | —                   | —                 | —                 | —                 | —                    | —                   | —                  | —               | —              | —                 | —               | —                | —                   | —                  | —                        | —                | —                      | —                   | —                 | —                   |
| Artem Chigvintsev      | 12             | —                 | —                 | —               | —                 | —                 | —                     | —                 | —                | —                 | —                  | —                  | —                 | —                  | —                   | —                 | —                 | —                 | —                    | Lea Thompson        | Patti LaBelle      | —               | Mischa Barton  | Maureen McCormick | Nancy Kerrigan  | Nikki Bella      | Jamie Anderson      | Danelle Umstead    | —                        | Kaitlyn Bristowe | Melora Hardin          | Heidi D'Amelio      | Charity Lawson    | —                   |
| Maksim Chmerkovskiy    | 17             | —                 | Tia Carrere       | Willa Ford      | Laila Ali         | Mel B             | —                     | Misty May-Treanor | Denise Richards  | Debi Mazar        | Erin Andrews       | Brandy Norwood     | Kirstie Alley     | Hope Solo          | Melissa Gilbert     | Kirstie Alley     | —                 | —                 | Meryl Davis          | —                   | —                  | —               | —              | Amber Rose        | Heather Morris  | Vanessa Lachey   | —                   | —                  | —                        | —                | —                      | —                   | —                 | —                   |
| Valentin Chmerkovskiy  | 20             | —                 | —                 | —               | —                 | —                 | —                     | —                 | —                | —                 | —                  | —                  | —                 | Elisabetta Canalis | Sherri Shepherd     | Kelly Monaco      | Zendaya Coleman   | Elizabeth Berkley | Danica McKellar      | Janel Parrish       | Rumer Willis       | Tamar Braxton   | Ginger Zee     | Laurie Hernandez  | Normani Kordei  | Victoria Arlen   | —                   | Nancy McKeon       | Sailor Lee Brinkley-Cook | Monica Aldama    | Olivia Jade            | Gabby Windey        | Xochitl Gomez     | Phaedra Parks       |
| Ashly Del Grosso-Costa | 4              | Joey McIntyre     | Master P          | Harry Hamlin    | —                 | —                 | —                     | —                 | —                | —                 | Buzz Aldrin        | —                  | —                 | —                  | —                   | —                 | —                 | —                 | —                    | —                   | —                  | —               | —              | —                 | —               | —                | —                   | —                  | —                        | —                | —                      | —                   | —                 | —                   |
| Anna Demidova          | 1              | —                 | —                 | —               | —                 | —                 | —                     | —                 | —                | Michael Irvin     | —                  | —                  | —                 | —                  | —                   | —                 | —                 | —                 | —                    | —                   | —                  | —               | —              | —                 | —               | —                | —                   | —                  | —                        | —                | —                      | —                   | —                 | —                   |
| Jesse DeSoto           | 1              | —                 | —                 | Shanna Moakler  | —                 | —                 | —                     | —                 | —                | —                 | —                  | —                  | —                 | —                  | —                   | —                 | —                 | —                 | —                    | —                   | —                  | —               | —              | —                 | —               | —                | —                   | —                  | —                        | —                | —                      | —                   | —                 | —                   |
| Tony Dovolani          | 21             | —                 | Stacy Keibler     | Sara Evans      | Leeza Gibbons     | Jane Seymour      | Marissa Winokur       | Susan Lucci       | Melissa Rycroft  | Kathy Ireland     | Kate Gosselin      | Audrina Patridge   | Wendy Williams    | Chynna Phillips    | Martina Navrátilová | Melissa Rycroft   | Wynonna Judd      | Leah Remini       | NeNe Leakes          | Betsey Johnson      | Suzanne Somers     | Kim Zolciak     | Marla Maples   | —                 | —               | —                | —                   | —                  | —                        | —                | —                      | —                   | —                 | —                   |
| Sasha Farber           | 12             | —                 | —                 | —               | —                 | —                 | —                     | —                 | —                | —                 | —                  | —                  | —                 | —                  | —                   | —                 | —                 | Nicole Polizzi    | —                    | —                   | —                  | —               | Kim Fields     | Terra Jolé        | Simone Biles    | —                | Tonya Harding       | Mary Lou Retton    | Ally Brooke              | Justina Machado  | Suni Lee               | Selma Blair         | Alyson Hannigan   | Jenn Tran           |
| Brian Fortuna          | 1              | —                 | —                 | —               | Shandi Finnessey  | —                 | —                     | —                 | —                | —                 | —                  | —                  | —                 | —                  | —                   | —                 | —                 | —                 | —                    | —                   | —                  | —               | —              | —                 | —               | —                | —                   | —                  | —                        | —                | —                      | —                   | —                 | —                   |
| Elena Grinenko         | 2              | —                 | —                 | Tucker Carlson  | Clyde Drexler     | —                 | —                     | —                 | —                | —                 | —                  | —                  | —                 | —                  | —                   | —                 | —                 | —                 | —                    | —                   | —                  | —               | —              | —                 | —               | —                | —                   | —                  | —                        | —                | —                      | —                   | —                 | —                   |
| Andrea Hale            | 1              | —                 | Kenny Mayne       | —               | —                 | —                 | —                     | —                 | —                | —                 | —                  | —                  | —                 | —                  | —                   | —                 | —                 | —                 | —                    | —                   | —                  | —               | —              | —                 | —               | —                | —                   | —                  | —                        | —                | —                      | —                   | —                 | —                   |
| Chelsie Hightower      | 7              | —                 | —                 | —               | —                 | —                 | —                     | —                 | Ty Murray        | Louie Vito        | Jake Pavelka       | Michael Bolton     | Romeo             | —                  | Roshon Fegan        | Hélio Castroneves | —                 | —                 | —                    | —                   | —                  | —               | —              | —                 | —               | —                | —                   | —                  | —                        | —                | —                      | —                   | —                 | —                   |
| Allison Holker         | 4              | —                 | —                 | —               | —                 | —                 | —                     | —                 | —                | —                 | —                  | —                  | —                 | —                  | —                   | —                 | —                 | —                 | —                    | Jonathan Bennett    | Riker Lynch        | Andy Grammer    | —              | Babyface          | —               | —                | —                   | —                  | —                        | —                | —                      | —                   | —                 | —                   |
| Derek Hough            | 17             | —                 | —                 | —               | —                 | Jennie Garth      | Shannon Elizabeth     | Brooke Burke      | Lil' Kim         | Joanna Krupa      | Nicole Scherzinger | Jennifer Grey      | —                 | Ricki Lake         | Maria Menounos      | Shawn Johnson     | Kellie Pickler    | Amber Riley       | Amy Purdy            | Bethany Mota        | Nastia Liukin      | Bindi Irwin     | —              | Marilu Henner     | —               | —                | —                   | —                  | —                        | —                | —                      | —                   | —                 | —                   |
| Julianne Hough         | 5              | —                 | —                 | —               | Apolo Anton Ohno  | Helio Castroneves | Adam Carolla          | Cody Linley       | Chuck Wicks      | —                 | —                  | —                  | —                 | —                  | —                   | —                 | —                 | —                 | —                    | —                   | —                  | —               | —              | —                 | —               | —                | —                   | —                  | —                        | —                | —                      | —                   | —                 | —                   |
| Koko Iwasaki           | 2              | —                 | —                 | —               | —                 | —                 | —                     | —                 | —                | —                 | —                  | —                  | —                 | —                  | —                   | —                 | —                 | —                 | —                    | —                   | —                  | —               | —              | —                 | —               | —                | —                   | —                  | —                        | —                | —                      | Vinny Guadagnino    | Matt Walsh        | —                   |
| Kym Johnson            | 15             | —                 | —                 | Jerry Springer  | Joey Fatone       | Mark Cuban        | Penn Juliette         | Warren Sapp       | David Alan Grier | Donny Osmond      | —                  | David Hasselhof    | Hines Ward        | David Arquette     | Jaleel White        | Joey Fatone       | Ingo Rademacher   | —                 | —                    | —                   | Robert Herjavec    | —               | —              | —                 | Mr. T           | —                | —                   | —                  | —                        | —                | —                      | —                   | —                 | —                   |
| Jenna Johnson          | 8              | —                 | —                 | —               | —                 | —                 | —                     | —                 | —                | —                 | —                  | —                  | —                 | —                  | —                   | —                 | —                 | —                 | —                    | —                   | —                  | —               | —              | Jake T. Austin    | —               | —                | Adam Rippon         | Joe Amabile        | Karamo Brown             | Nev Schulman     | JoJo Siwa              | —                   | Tyson Beckford    | Joey Graziadei      |
| Charlotte Jorgensen    | 1              | John O'Hurley     | —                 | —               | —                 | —                 | —                     | —                 | —                | —                 | —                  | —                  | —                 | —                  | —                   | —                 | —                 | —                 | —                    | —                   | —                  | —               | —              | —                 | —               | —                | —                   | —                  | —                        | —                | —                      | —                   | —                 | —                   |
| Daniella Karagach      | 5              | —                 | —                 | —               | —                 | —                 | —                     | —                 | —                | —                 | —                  | —                  | —                 | —                  | —                   | —                 | —                 | —                 | —                    | —                   | —                  | —               | —              | —                 | —               | —                | —                   | —                  | —                        | Nelly            | Iman Shumpert          | Joseph Baena        | Jason Mraz        | Dwight Howard       |
| Nick Kosovich          | 2              | —                 | Tatum O'Neal      | Vivica A. Fox   | —                 | —                 | —                     | —                 | —                | —                 | —                  | —                  | —                 | —                  | —                   | —                 | —                 | —                 | —                    | —                   | —                  | —               | —              | —                 | —               | —                | —                   | —                  | —                        | —                | —                      | —                   | —                 | —                   |
| Tristan MacManus       | 5              | —                 | —                 | —               | —                 | —                 | —                     | —                 | —                | —                 | —                  | —                  | —                 | Nancy Grace        | Gladys Knight       | Pamela Anderson   | Dorothy Hamill    | Valerie Harper    | —                    | —                   | —                  | —               | —              | —                 | —               | —                | —                   | —                  | —                        | —                | —                      | —                   | —                 | —                   |
| Alec Mazo              | 5              | Kelly Monaco      | —                 | —               | Paulina Porizkova | Josie Maran       | —                     | Toni Braxton      | —                | Natalie Coughlin  | —                  | —                  | —                 | —                  | —                   | —                 | —                 | —                 | —                    | —                   | —                  | —               | —              | —                 | —               | —                | —                   | —                  | —                        | —                | —                      | —                   | —                 | —                   |
| Keoikantse Motsepe     | 9              | —                 | —                 | —               | —                 | —                 | —                     | —                 | —                | —                 | —                  | —                  | —                 | —                  | —                   | —                 | —                 | —                 | —                    | Lolo Jones          | Charlotte McKinney | Chaka Khan      | Jodie Sweetin  | —                 | Charo           | Barbara Corcoran | Jennie Finch        | Evanna Lynch       | —                        | Anne Heche       | —                      | —                   | —                 | —                   |
| Peta Murgatroyd        | 15             | —                 | —                 | —               | —                 | —                 | —                     | —                 | —                | —                 | —                  | —                  | —                 | Ron Artest         | Donald Driver       | Gilles Marini     | Sean Lowe         | Brant Daugherty   | James Maslow         | Tommy Chong         | Michael Sam        | —               | Nyle DiMarco   | —                 | Nick Viall      | Nick Lachey      | —                   | —                  | Lamar Odom               | Vernon Davis     | —                      | Jason Lewis         | Barry Williams    | —                   |
| Pasha Pashkov          | 6              | —                 | —                 | —               | —                 | —                 | —                     | —                 | —                | -                 | —                  | —                  | —                 | —                  | —                   | —                 | —                 | —                 | —                    | —                   | —                  | —               | —              | —                 | —               | —                | —                   | —                  | Kate Flannery            | Carole Baskin    | Christine Chiu         | Teresa Giudice      | Ariana Madix      | Tori Spelling       |
| Jonathan Roberts       | 7              | Rachel Hunter     | Giselle Fernandez | —               | Heather Mills     | Marie Osmond      | Monica Seles          | —                 | Belinda Carlisle | Macy Gray         | —                  | —                  | —                 | —                  | —                   | —                 | —                 | —                 | —                    | —                   | —                  | —               | —              | —                 | —               | —                | —                   | —                  | —                        | —                | —                      | —                   | —                 | —                   |
| Fabian Sanchez         | 1              | —                 | —                 | —               | —                 | —                 | Marlee Matlin         | —                 | —                | —                 | —                  | —                  | —                 | —                  | —                   | —                 | —                 | —                 | —                    | —                   | —                  | —               | —              | —                 | —               | —                | —                   | —                  | —                        | —                | —                      | —                   | —                 | —                   |
| Gleb Savchenko         | 12             | —                 | —                 | —               | —                 | —                 | —                     | —                 | —                | —                 | —                  | —                  | —                 | —                  | —                   | —                 | Lisa Vanderpump   | —                 | —                    | —                   | —                  | —               | —              | Jana Kramer       | Erika Jayne     | Sasha Pieterse   | Arike Ogunbowale    | Nikki Glaser       | Lauren Alaina            | Chrishell Stause | Melanie C              | Shangela            | Mira Sorvino      | Brooks Nader        |
| Lacey Schwimmer        | 6              | —                 | —                 | —               | —                 | —                 | —                     | Lance Bass        | Steve-O          | Mark Dacascos     | —                  | Kyle Massey        | Mike Catherwood   | Chaz Bono          | —                   | —                 | —                 | —                 | —                    | —                   | —                  | —               | —              | —                 | —               | —                | —                   | —                  | —                        | —                | —                      | —                   | —                 | —                   |
| Emma Slater            | 16             | —                 | —                 | —               | —                 | —                 | —                     | —                 | —                | —                 | —                  | —                  | —                 | —                  | —                   | —                 | —                 | Bill Engvall      | Billy Dee Williams   | Michael Waltrip     | Redfoo             | Hayes Grier     | —              | Rick Perry        | Rashad Jennings | Drew Scott       | Johnny Damon        | John Schneider     | James Van Der Beek       | Charles Oakley   | Jimmie Allen           | Trevor Donovan      | Mauricio Umansky  | Reginald VelJohnson |
| Edyta Śliwińska        | 11             | Evander Holyfield | George Hamilton   | Joey Lawrence   | John Ratzenberger | Cameron Mathison  | Jason Taylor          | Jeffrey Ross      | Lawrence Taylor  | Ashley Hamilton   | Aiden Turner       | —                  | —                 | —                  | —                   | —                 | —                 | —                 | —                    | —                   | —                  | —               | Geraldo Rivera | —                 | —               | —                | —                   | —                  | —                        | —                | —                      | —                   | —                 | —                   |
| Karina Smirnoff        | 18             | —                 | —                 | Mario Lopez     | Billy Ray Cyrus   | Floyd Mayweather  | Mario                 | Rocco DiSpirito   | Steve Wozniak    | Aaron Carter      | —                  | Mike Sorrentino    | Ralph Macchio     | J. R. Martinez     | Gavin DeGraw        | Apolo Anton Ohno  | Jacoby Jones      | Corbin Bleu       | Sean Avery           | Randy Couture       | —                  | Victor Espinoza | Doug Flutie    | —                 | —               | —                | —                   | —                  | —                        | —                | —                      | —                   | —                 | —                   |
| Ezra Sosa              | 1              | —                 | —                 | —               | —                 | —                 | —                     | —                 | —                | —                 | —                  | —                  | —                 | —                  | —                   | —                 | —                 | —                 | —                    | —                   | —                  | —               | —              | —                 | —               | —                | —                   | —                  | —                        | —                | —                      | —                   | —                 | Anna Delvey         |
| Tyne Stecklein         | 1              | —                 | —                 | —               | —                 | —                 | —                     | —                 | —                | —                 | —                  | —                  | —                 | —                  | —                   | —                 | —                 | Bill Nye          | —                    | —                   | —                  | —               | —              | —                 | —               | —                | —                   | —                  | —                        | —                | —                      | —                   | —                 | —                   |
| Britt Stewart          | 5              | —                 | —                 | —               | —                 | —                 | —                     | —                 | —                | —                 | —                  | —                  | —                 | —                  | —                   | —                 | —                 | —                 | —                    | —                   | —                  | —               | —              | —                 | —               | —                | —                   | —                  | —                        | Johnny Weir      | Martin Kove            | Daniel Durant       | Adrian Peterson   | Eric Roberts        |
| Anna Trebunskaya       | 11             | —                 | Jerry Rice        | —               | —                 | Albert Reed       | Steve Guttenberg      | —                 | —                | Chuck Liddell     | Evan Lysacek       | Kurt Warner        | Sugar Ray Leonard | Carson Kressley    | Jack Wagner         | Drew Lachey       | —                 | —                 | —                    | —                   | —                  | Gary Busey      | —              | —                 | —               | —                | —                   | —                  | —                        | —                | —                      | —                   | —                 | —                   |
| Louis van Amstel       | 11             | Trista Sutter     | Lisa Rinna        | Monique Coleman | —                 | —                 | Priscilla Presley     | —                 | -                | Kelly Osbourne    | Niecy Nash         | Margaret Cho       | Kendra Wilkinson  | —                  | —                   | Sabrina Bryan     | —                 | —                 | —                    | —                   | —                  | Paula Deen      | —              | —                 | —               | —                | —                   | —                  | —                        | —                | —                      | Cheryl Ladd         | —                 | —                   |
| Damian Whitewood       | 1              | —                 | —                 | —               | —                 | —                 | —                     | —                 | —                | —                 | Pamela Anderson    | —                  | —                 | —                  | —                   | —                 | —                 | —                 | —                    | —                   | —                  | —               | —              | —                 | —               | —                | —                   | —                  | —                        | —                | —                      | —                   | —                 | —                   |

Légende
- Vainqueur de la compétition
- Deuxième de la compétition
- Troisième de la compétition
- Autres finalistes
- — : Absent(e) de la compétition

## Résumés des saisons

### Première édition (2005)

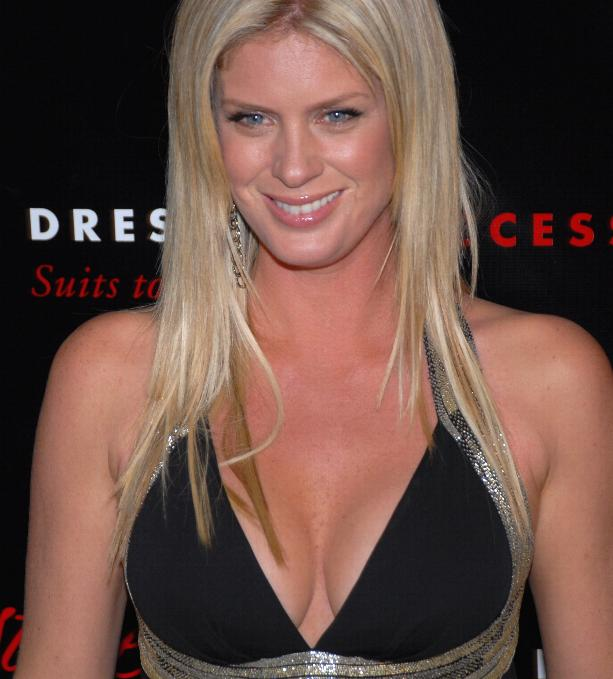
Rachel Hunter, candidate de la première saison

La première saison a été diffusée du 1er juin au 6 juillet 2005.
| Candidat           | Occupation                                      | Partenaire          | Départ    | Classement |
| ------------------ | ----------------------------------------------- | ------------------- | --------- | ---------- |
| Kelly Monaco       | Mannequin et actrice                            | Alec Mazo           | Semaine 6 | Vainqueur  |
| John O'Hurley      | Acteur                                          | Charlotte Jorgensen | Semaine 6 | Deuxième   |
| Joey McIntyre      | Chanteur membre du groupe New Kids on the Block | Ashly DelGrosso     | Semaine 5 | Troisième  |
| Rachel Hunter      | Mannequin et actrice                            | Jonathan Roberts    | Semaine 4 | Éliminée   |
| Evander Holyfield  | Champion de boxe                                | Edyta Sliwinska     | Semaine 3 | Éliminé    |
| Trista Rehn-Sutter | Personnalité de télévision (The Bachelorette)   | Louis van Amstel    | Semaine 2 | Éliminée   |

- Evander participera en 2016 en Argentine à la version locale Bailando por un Sueño 11. Pamela Anderson participera également à une saison de cette émission. En 2014 il participe à Celebrity Big Brother 13.

### Deuxième édition (2006)

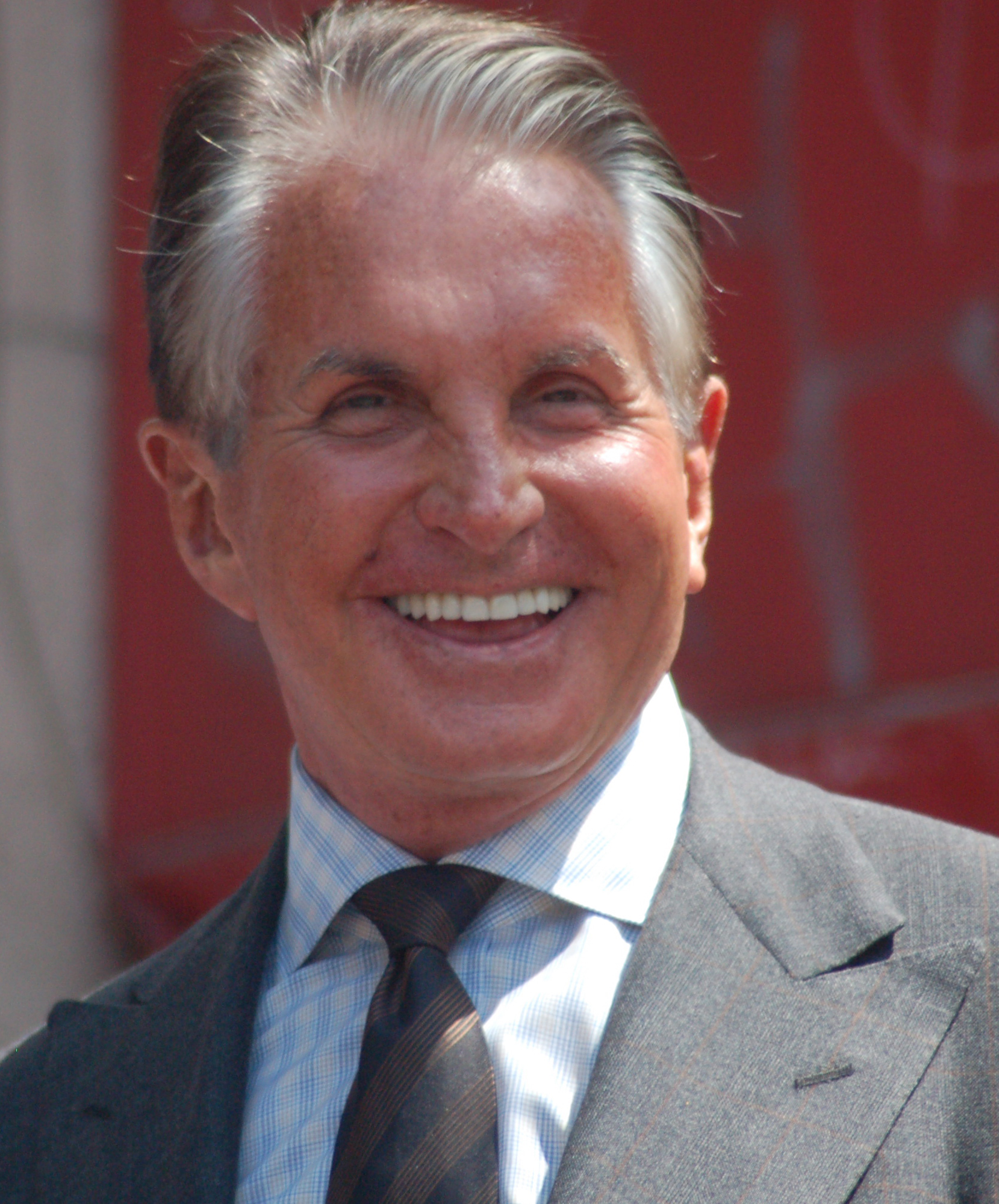
George Hamilton, candidat de la saison 2

La deuxième saison a été diffusée du 5 janvier au 26 février 2006.
| Candidat          | Occupation                             | Partenaire          | Départ    | Classement |
| ----------------- | -------------------------------------- | ------------------- | --------- | ---------- |
| Drew Lachey       | Ancien membre du groupe 98 Degrees     | Cheryl Burke        | Semaine 8 | Vainqueur  |
| Jerry Rice        | Ancien joueur de football américain    | Anna Trebunskaya    | Semaine 8 | Deuxième   |
| Stacy Keibler     | Actrice et ancienne « Diva » de la WWE | Tony Dovolani       | Semaine 8 | Troisième  |
| Lisa Rinna        | Actrice dont Melrose Place             | Louis van Amstel    | Semaine 7 | Éliminée   |
| George Hamilton   | Comédien dont Le Parrain 3             | Edyta Sliwinska     | Semaine 6 | Éliminé    |
| Tia Carrere       | Actrice et mannequin                   | Maksim Chmerkovskiy | Semaine 5 | Éliminée   |
| Master P          | Rappeur                                | Ashly DelGrosso     | Semaine 4 | Éliminé    |
| Giselle Fernandez | Journaliste                            | Jonathan Roberts    | Semaine 3 | Éliminée   |
| Tatum O'Neal      | Actrice récompensée au Oscar           | Nick Kosovich       | Semaine 2 | Éliminée   |
| Kenny Mayne       | Journaliste sportif                    | Andrea Hale         | Semaine 1 | Éliminé    |

- Master P est le père de Roméo Miller (saison 12).
- George Hamilton a participé en 2009 à I'm a Celebrity... Get Me Out of Here ! 9. Il est également le père d'Ashley Hamilton de la saison 9, et l'ancien beau-père de Shannen Doherty de la saison 10.
- Lisa Rinna et Tia Carrere ont toutes les deux participées à The Celebrity Apprentice.

### Troisième édition (2006)

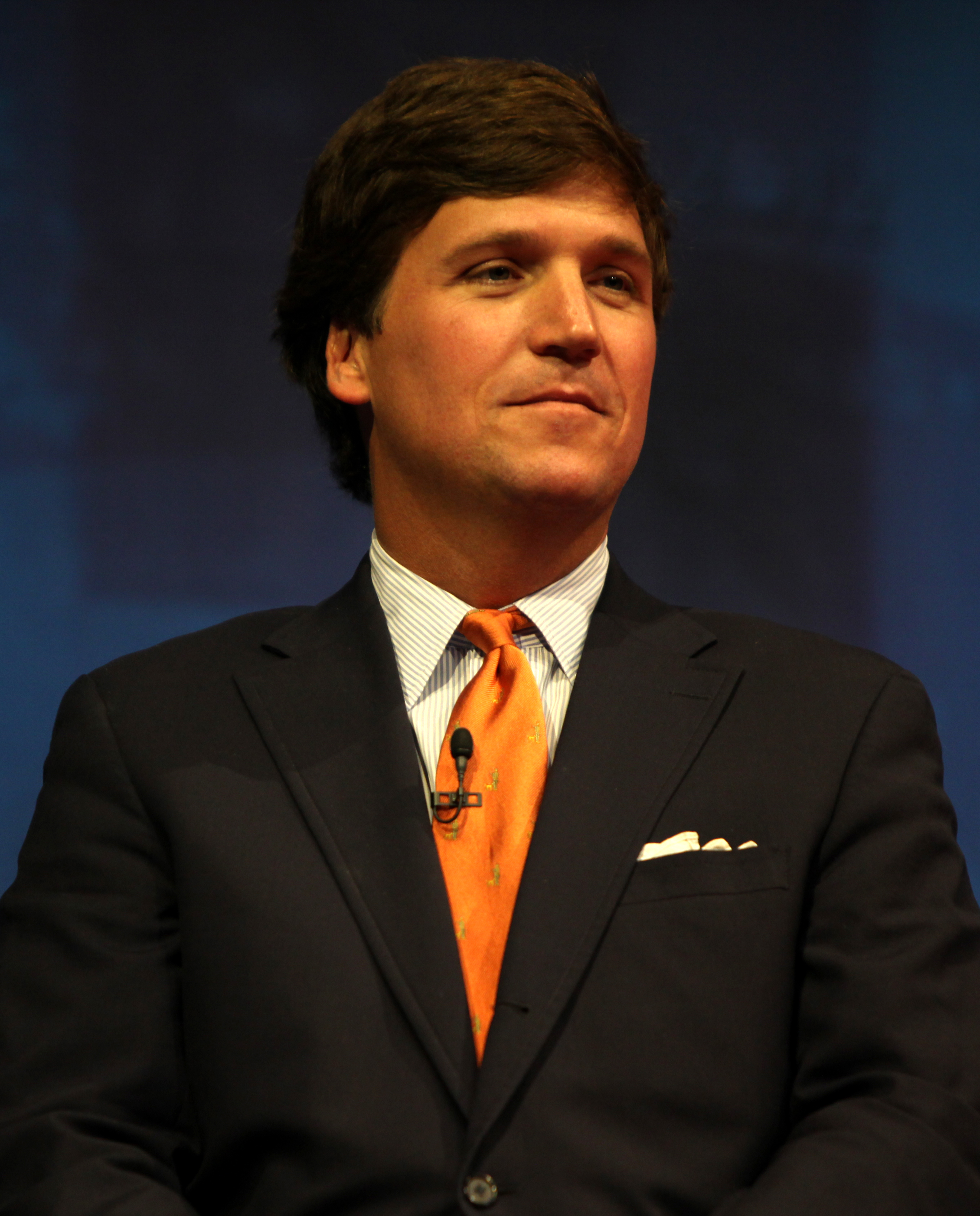
Tucker Carlson, candidat de la saison 3.

La troisième saison a été diffusée du  12 septembre 2006 au 15 novembre 2006
| Candidat        | Occupation                               | Partenaire          | Départ    | Classement |
| --------------- | ---------------------------------------- | ------------------- | --------- | ---------- |
| Emmitt Smith    | Ancien joueur de football américain      | Cheryl Burke        | Semaine 9 | Vainqueur  |
| Mario López     | Acteur dont Sauvés par le gong           | Karina Smirnoff     | Semaine 9 | Deuxième   |
| Joseph Lawrence | Chanteur et acteur                       | Edyta Sliwinska     | Semaine 8 | Troisième  |
| Monique Coleman | Actrice dont High School Musical         | Louis Van Amstel    | Semaine 7 | Éliminée   |
| Jerry Springer  | Présentateur de télévision               | Kym Johnson         | Semaine 6 | Éliminé    |
| Sara Evans      | Chanteuse de country                     | Tony Dovolani       | Semaine 5 | Abandon    |
| Willa Ford      | Chanteuse et actrice                     | Maksim Chmerkovskiy | Semaine 5 | Éliminée   |
| Vivica A. Fox   | Actrice                                  | Nick Kosovich       | Semaine 4 | Éliminée   |
| Harry Hamlin    | Acteur                                   | Ashly DelGrosso     | Semaine 3 | Éliminé    |
| Shanna Moakler  | Mannequin et Miss USA 1995               | Jesse DeSoto        | Semaine 2 | Éliminée   |
| Tucker Carlson  | Éditorialiste et animateur de télévision | Elena Grinenko      | Semaine 1 | Éliminé    |

- Vivica Fox a participé en 2015 à The Celebrity Apprentice.
- Monica est la première du casting de Hig School Musical à participer au programme. Corbin Bleu participera lors de la saison 17.
- Harry est le mari de Lisa de la saison 2.
- Mario est le premier du casting de Sauvés par le gong à participer au programme. Elizabeth Berkley participera lors de la saison 17.

### Quatrième édition (2007)

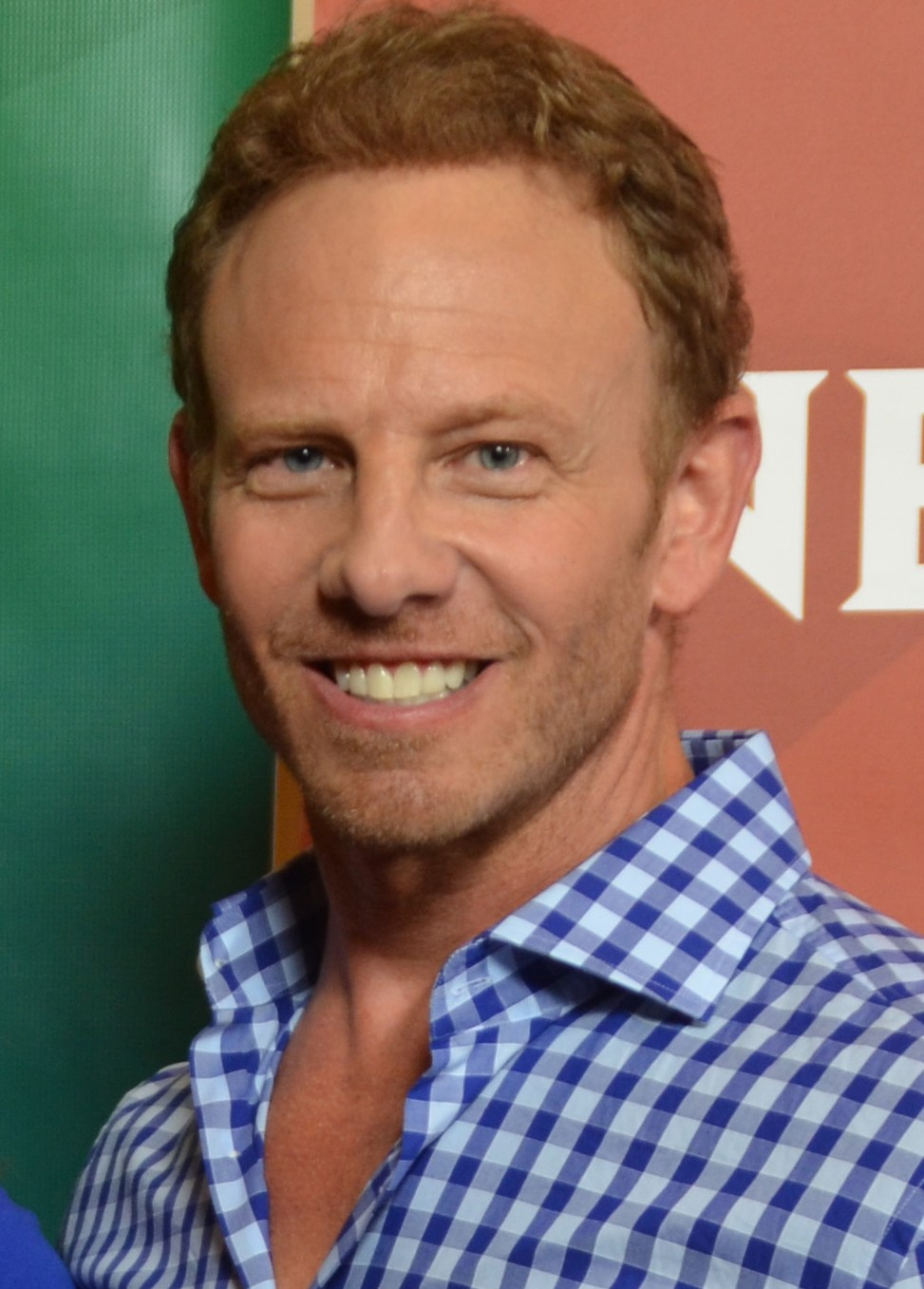
Ian Ziering, candidat de la saison 4

La quatrième saison a été diffusée du  19 mars 2007 au 22 mai 2007
| Candidat          | Occupation                                        | Partenaire          | Départ     | Classement |
| ----------------- | ------------------------------------------------- | ------------------- | ---------- | ---------- |
| Apolo Anton Ohno  | Patineur de vitesse (multiple champion olympique) | Julianne Hough      | Semaine 10 | Vainqueur  |
| Joey Fatone       | ancien membre du groupe NSYNC                     | Kym Johnson         | Semaine 10 | Deuxième   |
| Laila Ali         | Boxeuse et fille de Mohamed Ali                   | Maksim Chmerkovskiy | Semaine 10 | Troisième  |
| Ian Ziering       | Acteur dont Beverly Hills, 90210                  | Cheryl Burke        | Semaine 9  | Éliminé    |
| Billy Ray Cyrus   | Acteur, chanteur de country et père de Miley      | Karina Smirnoff     | Semaine 8  | Éliminé    |
| John Ratzenberger | Acteur de doublage                                | Edyta Sliwinska     | Semaine 7  | Éliminé    |
| Heather Mills     | Ambassadrice des Nations unies                    | Jonathan Roberts    | Semaine 6  | Éliminée   |
| Clyde Drexler     | Basketteur                                        | Elena Grinenko      | Semaine 5  | Éliminé    |
| Leeza Gibbons     | Animatrice de télévision                          | Tony Dovolani       | Semaine 4  | Éliminée   |
| Shandi Finnessey  | Miss USA 2004                                     | Brian Fortuna       | Semaine 3  | Éliminée   |
| Paulina Porizkova | Actrice et ancienne mannequin                     | Alec Mazo           | Semaine 2  | Éliminée   |

- Heather Mills a participé à la version anglaise de Skating with the Stars.
- Ian Ziering et Leeza Gibbons ont participé à la même saison de Celebrity Apprentice en 2015, au côté également de Lisa Rinna (saison 2), Vivica A. Fox (saison 3), Kate Gosselin (saison 10), et Geraldo Rivera (saison 21).

### Cinquième édition (2007)

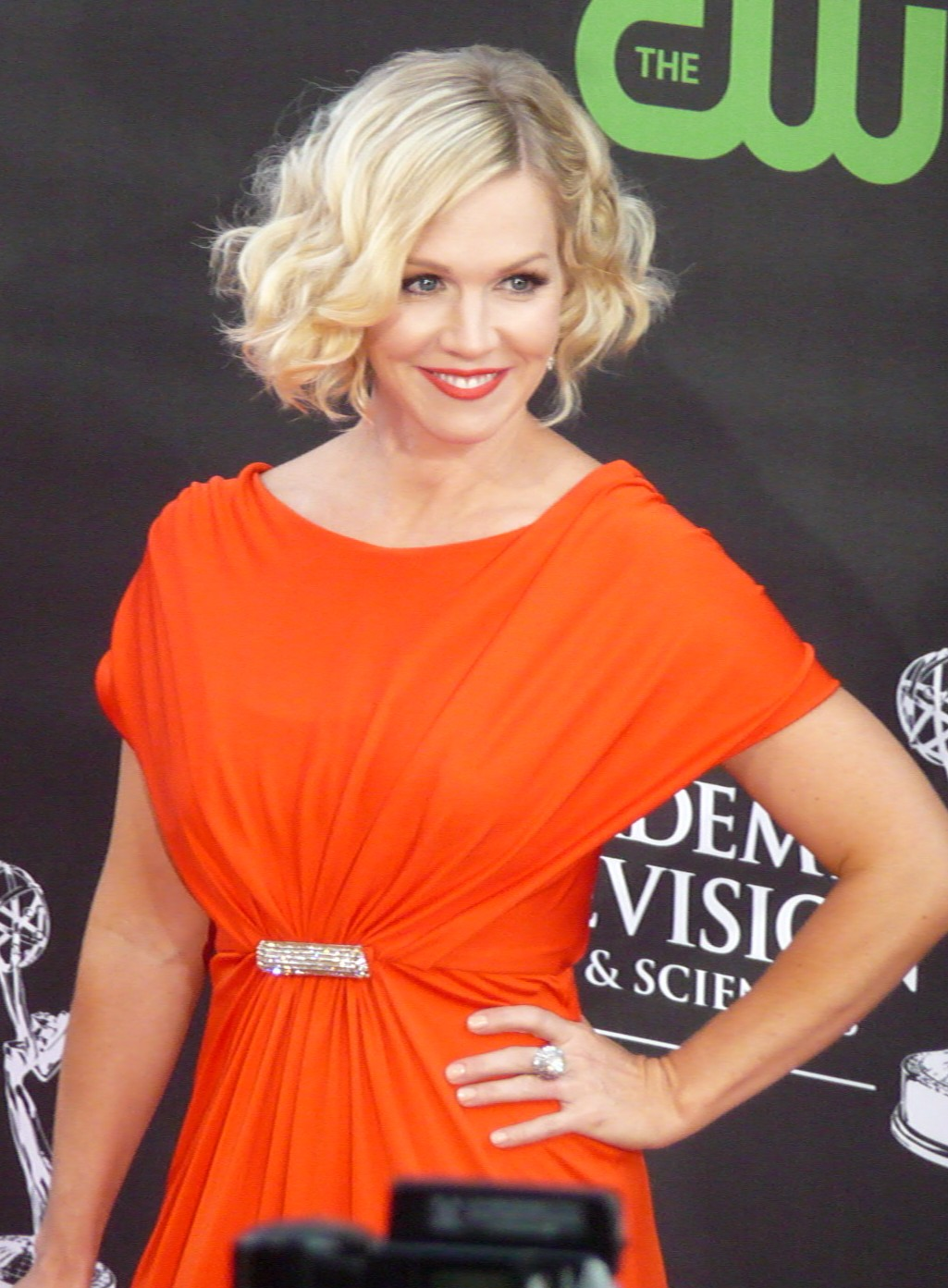
Jennie Garth, candidate de la saison 5

La cinquième saison a été diffusée du 24 septembre 2007 au 27 novembre 2007
| Candidat            | Occupation                           | Danseur /Danseuse   | Départ     | Classement |
| ------------------- | ------------------------------------ | ------------------- | ---------- | ---------- |
| Hélio Castroneves   | Pilote automobile                    | Julianne Hough      | Semaine 10 | Vainqueur  |
| Mel B               | Ancien membre des Spice Girls        | Maksim Chmerkovskiy | Semaine 10 | Deuxième   |
| Marie Osmond        | Chanteuse et actrice                 | Jonathan Roberts    | Semaine 10 | Troisième  |
| Jennie Garth        | Actrice dont Beverly Hills, 90210    | Derek Hough         | Semaine 9  | Éliminée   |
| Cameron Mathison    | Animateur de télévision              | Edyta Sliwinska     | Semaine 8  | Éliminé    |
| Jane Seymour        | Comédienne ayant été James Bond girl | Tony Dovolani       | Semaine 7  | Éliminée   |
| Sabrina Bryan       | Actrice Disney Channel               | Mark Ballas         | Semaine 6  | Éliminée   |
| Mark Cuban          | Entrepreneur                         | Kym Jonhson         | Semaine 5  | Éliminé    |
| Floyd Mayweather Jr | Champion de boxe                     | Karina Smirnoff     | Semaine 4  | Éliminé    |
| Wayne Newton        | Chanteur et acteur                   | Cheryl Burke        | Semaine 3  | Éliminé    |
| Albert Reed         | Mannequin                            | Anna Trebunskaya    | Semaine 2  | Éliminé    |
| Josie Maran         | Mannequin et actrice                 | Alec Mazo           | Semaine 1  | Éliminée   |

- Jennie Garth est le deuxième membre de la série Beverly Hills à participer au programme, après Ian Ziering (saison 4).
- Une autre Spice Girl, Emma Bunton, participera à la version anglaise : Strictly Come Dancing.

### Sixième édition (2008)

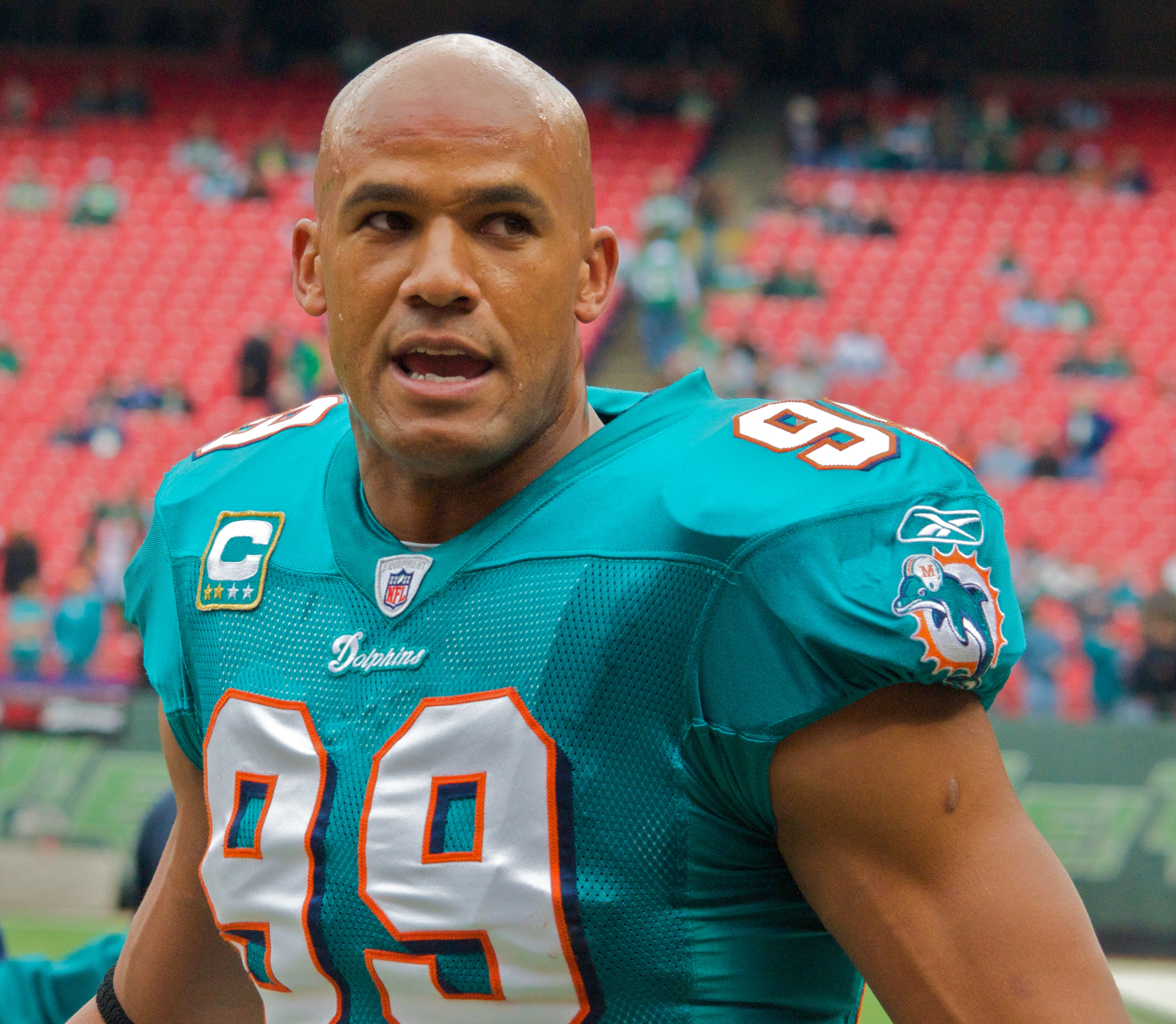
Jason Taylor, finaliste de la saison 6

La sixième saison a été diffusée du 17 mars au 20 mai 2008.
- Marissa et Shannon ont partagé l'affiche du film Scary Movie en 2000. Dix-huit ans après elle participe à la première saison de Celebrity Big Brother.

| Candidat              | Occupation                                         | Partenaire       | Départ     | Classement |
| --------------------- | -------------------------------------------------- | ---------------- | ---------- | ---------- |
| Kristi Yamaguchi      | patineuse (championne olympique)                   | Mark Ballas      | Semaine 10 | Vainqueur  |
| Jason Taylor          | joueur de football américain                       | Edyta Sliwinska  | Semaine 10 | Deuxième   |
| Cristián de la Fuente | mannequin et acteur                                | Cheryl Burke     | Semaine 10 | Troisième  |
| Marissa Jaret Winokur | actrice                                            | Tony Dovolani    | Semaine 9  | Éliminée   |
| Mario                 | chanteur de R'n'B et acteur                        | Karina Smirnoff  | Semaine 8  | Éliminé    |
| Shannon Elizabeth     | actrice                                            | Derek Hough      | Semaine 7  | Éliminée   |
| Marlee Matlin         | actrice ayant reçu l'Oscar de la meilleure actrice | Fabian Sanchez   | Semaine 6  | Éliminée   |
| Priscilla Presley     | actrice et ancienne femme d'Elvis Presley          | Louis van Amstel | Semaine 5  | Éliminée   |
| Adam Carolla          | acteur et animateur de radio et de télévision      | Julianne Hough   | Semaine 4  | Éliminé    |
| Steve Guttenberg      | acteur                                             | Anna Trebunskaya | Semaine 3  | Éliminé    |
| Penn Jillette         | magicien, jongleur et acteur                       | Kym Johnson      | Semaine 2  | Éliminée   |
| Monica Seles          | Championne de tennis                               | Jonathan Roberts | Semaine 2  | Éliminée   |

- Marlee Matlin est arrivée en finale de The Celebrity Apprentice 4 en 2011.
- En 2012, Penn  Jillette participe à The Celebrity Apprentice 5. Il revient l'année suivante dans la saison all-star.

### Septième édition (2008)

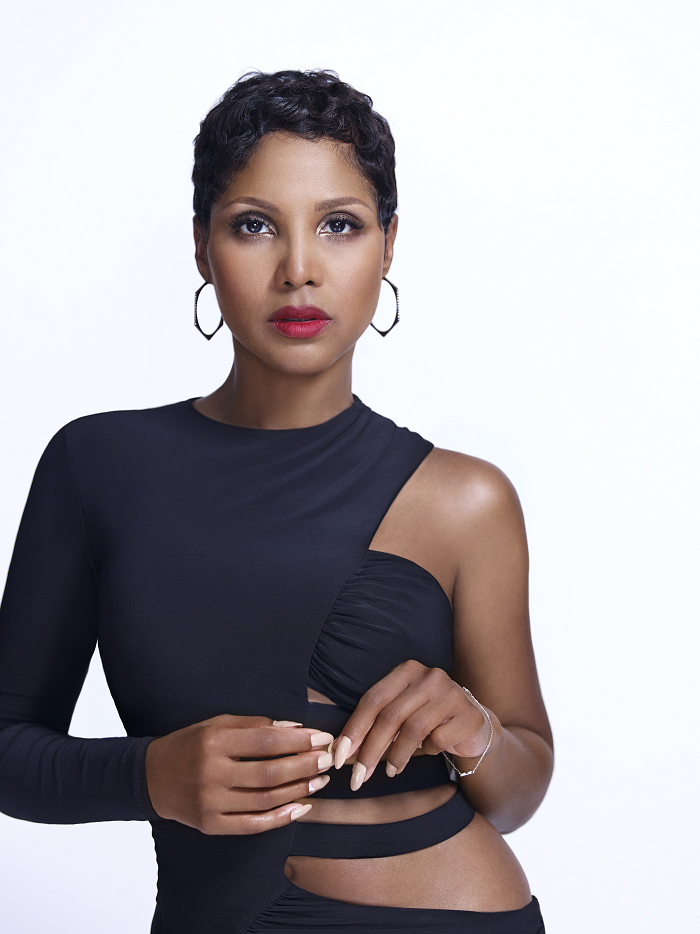
Toni Braxton, candidate de la saison 7

La septième saison a été diffusée du 22 septembre 2008 au 25 novembre 2008
| Candidat          | Occupation                                         | Partenaire          | Départ     | Classement |
| ----------------- | -------------------------------------------------- | ------------------- | ---------- | ---------- |
| Brooke Burke      | animatrice télé                                    | Derek Hough         | Semaine 10 | Vainqueur  |
| Warren Sapp       | joueur de football américain                       | Kym Johnson         | Semaine 10 | Deuxième   |
| Lance Bass        | ancien membre du groupe NSYNC                      | Lacey Schwimmer     | Semaine 10 | Troisième  |
| Cody Linley       | acteur révélé par Disney Channel                   | Julianne Hough      | Semaine 9  | Éliminé    |
| Maurice Greene    | athlète                                            | Cheryl Burke        | Semaine 8  | Éliminé    |
| Susan Lucci       | actrice                                            | Tony Dovolani       | Semaine 7  | Éliminée   |
| Cloris Leachman   | actrice ayant reçu l'Oscar de la meilleure actrice | Corky Ballas        | Semaine 6  | Éliminée   |
| Toni Braxton      | chanteuse                                          | Alec Mazo           | Semaine 5  | Éliminée   |
| Rocco Dispirito   | chef cuisinier                                     | Karina Smirnoff     | Semaine 4  | Éliminé    |
| Misty May-Treanor | joueuse de beach-volley (championne olympique)     | Maksim Chmerkovskiy | Semaine 3  | Abandon    |
| Kim Kardashian    | femme d'affaires et vedette de téléréalité         | Mark Ballas         | Semaine 2  | Éliminée   |
| Ted McGinley      | acteur                                             | Inna Brayer         | Semaine 1  | Éliminé    |
| Jeffrey Ross      | acteur                                             | Edyta Sliwinska     | Semaine 1  | Éliminé    |

- Lance Bass est le deuxième membre du groupe NSYNC après Joey Fatone de la saison 4.
- Brooke Burke est depuis mariée à David Charvet, qui a notamment joué dans Alerte à Malibu et Melrose Place.
- Le frère de Kim Kardashian, Robert, participera à la saison 13.

### Huitième édition (2009)

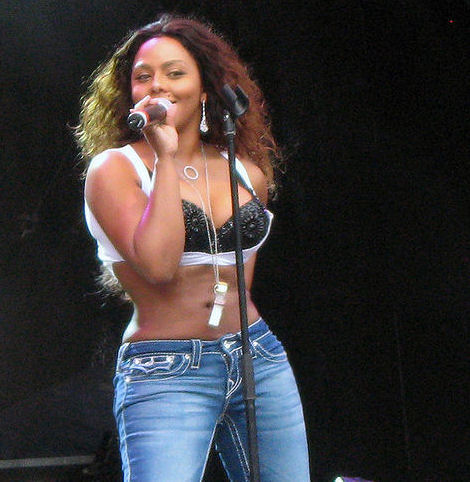
Lil' Kim, candidate de la saison 8

La huitième saison a été diffusée du 9 mars 2009 au 19 mai 2009
| Candidat         | Occupation                                                 | Partenaire          | Départ     | Classement |
| ---------------- | ---------------------------------------------------------- | ------------------- | ---------- | ---------- |
| Shawn Johnson    | gymnaste (championne olympique)                            | Mark Ballas         | Semaine 11 | Vainqueur  |
| Gilles Marini    | acteur                                                     | Cheryl Burke        | Semaine 11 | Deuxième   |
| Melissa Rycroft  | vedette de téléréalité (The Bachelor)                      | Tony Dovolani       | Semaine 11 | Troisième  |
| Ty Murray        | champion de rodéo                                          | Chelsie Hightower   | Semaine 10 | Éliminé    |
| Lil’ Kim         | rappeuse                                                   | Derek Hough         | Semaine 9  | Éliminée   |
| Chuck Wicks      | chanteur de country                                        | Julianne Hough      | Semaine 8  | Éliminé    |
| Lawrence Taylor  | ancien joueur de football américain                        | Edyta Sliwinska     | Semaine 7  | Éliminé    |
| Steve-O          | animateur de télévision                                    | Lacey Schwimmer     | Semaine 6  | Éliminé    |
| David Alan Grier | Acteur dont Jumanji                                        | Kym Johnson         | Semaine 5  | Éliminé    |
| Steve Wozniak    | cofondateur d'Apple                                        | Karina Smirnoff     | Semaine 4  | Éliminé    |
| Holly Madison    | playmate et vedette de télé-réalité (Les Girls de Playboy) | Dmitry Chaplin      | Semaine 4  | Éliminée   |
| Denise Richards  | actrice                                                    | Maksim Chmerkovskiy | Semaine 3  | Éliminée   |
| Belinda Carlisle | chanteuse                                                  | Jonathan Roberts    | Semaine 2  | Éliminée   |

- La chanteuse Jewel devait participer à l'émission avec son mari Ty. Comme elle s'est blessée, c'est Holly Madison qui prendra sa place.
- L'animatrice de télévision et actrice Nancy O'Dell a été remplacée par Melissa Rycroft, à cause d'une blessure.
- Denise Richards est la deuxième James Bond Girl à participer au show, après Jane Seymour (saison 5).

### Neuvième édition (2009)

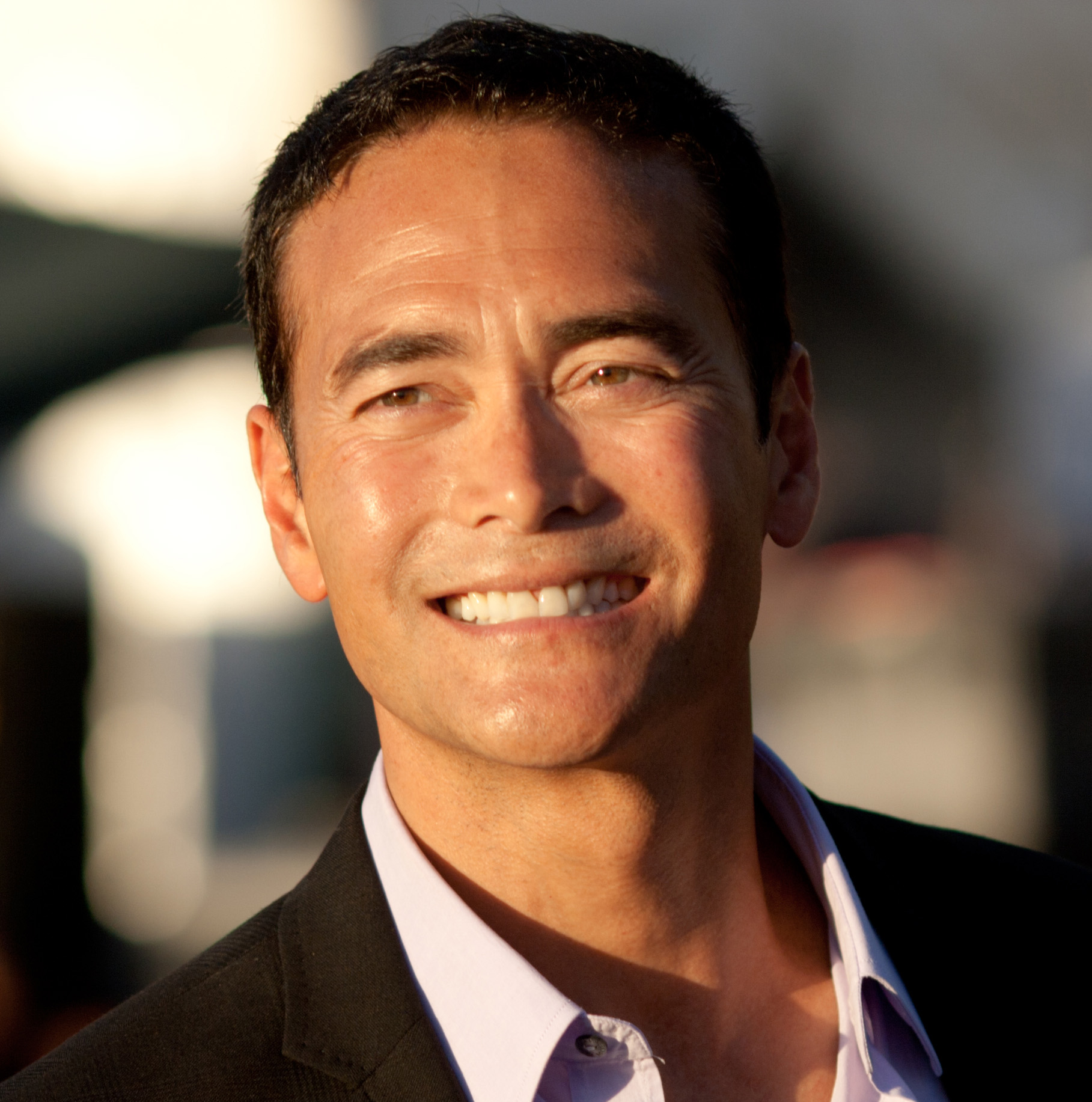
Mark Dacascos, candidat de la saison 9

La neuvième saison a été diffusée du 21 septembre au 23 novembre 2009
| Candidat          | Occupation                             | Partenaire          | Départ     | Classement |
| ----------------- | -------------------------------------- | ------------------- | ---------- | ---------- |
| Donny Osmond      | acteur, scénariste et musicien         | Kym Johnson         | Semaine 10 | Vainqueur  |
| Mya               | chanteuse                              | Dmitry Chaplin      | Semaine 10 | Deuxième   |
| Kelly Osbourne    | vedette de téléréalité (The Osbournes) | Louis Van Amstel    | Semaine 10 | Troisième  |
| Joanna Krupa      | mannequin                              | Derek Hough         | Semaine 9  | Éliminée   |
| Aaron Carter      | chanteur                               | Karina Smirnoff     | Semaine 8  | Éliminé    |
| Mark Dacascos     | acteur                                 | Lacey Schwimmer     | Semaine 7  | Éliminé    |
| Michael Irvin     | joueur de football américain           | Anna Demidova       | Semaine 7  | Éliminé    |
| Louie Vito        | snowboarder                            | Chelsie Hightower   | Semaine 6  | Éliminé    |
| Melissa Joan Hart | actrice                                | Mark Ballas         | Semaine 6  | Éliminée   |
| Natalie Coughlin  | nageuse                                | Alec Mazo           | Semaine 5  | Éliminée   |
| Chuck Liddell     | champion de combat libre               | Anna Trebunskaya    | Semaine 4  | Éliminé    |
| Debi Mazar        | actrice                                | Maksim Chmerkovskiy | Semaine 3  | Éliminée   |
| Tom DeLay         | homme politique                        | Cheryl Burke        | Semaine 3  | Abandon    |
| Kathy Ireland     | actrice                                | Tony Dovolani       | Semaine 2  | Éliminée   |
| Macy Gray         | chanteuse de R&B                       | Jonathan Roberts    | Semaine 1  | Éliminée   |
| Ashley Hamilton   | acteur                                 | Edyta Sliwinska     | Semaine 1  | Éliminé    |

- Donny  Osmond est le frère de Marie Osmond (saison 5).
- Ashley Hamilton et Debi Mazar ont tous les deux joués dans la film Beethoven 2. Ashley est également le fils de George Hamilton (saison 2), et l'ancien mari de Shannen Doherty (saison 10).
- Chuck a participé en 2018 à Celebrity Big Brother (U.S.).

### Dixième édition (2010)

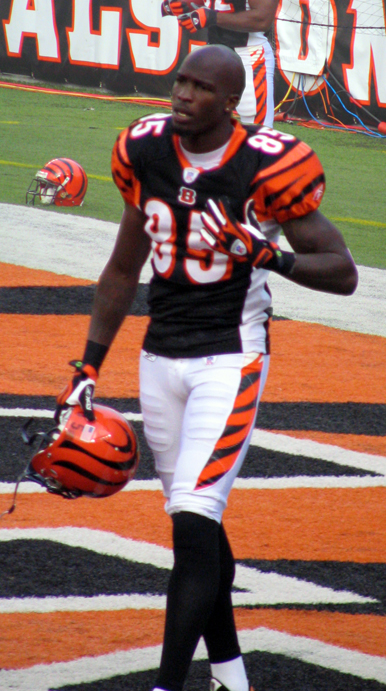
Chad Ochocinco, candidat de la saison 10

La dixième saison a été diffusée du 22 mars 2010 au 25 mai 2010.
- Nicole Scherzinger viendra remettre le trophée à M. Pokora lors de la finale de la version française en 2011. Sept ans plus tard c'est au tour de Pamela Anderson d'apparaitre lors de 9e saison de Danse avec les stars, mais comme candidate.

| Candidat           | Occupation                                  | Partenaire           | Départ     | Classement |
| ------------------ | ------------------------------------------- | -------------------- | ---------- | ---------- |
| Nicole Scherzinger | chanteuse, ancien membre des Pussycat Dolls | Derek Hough          | Semaine 10 | Vainqueur  |
| Evan Lysacek       | patineur artistique (champion olympique)    | Anna Trebunskaya     | Semaine 10 | Deuxième   |
| Erin Andrews       | animatrice de télévision                    | Maksim Chmerkovskiy  | Semaine 10 | Troisième  |
| Chad Ochocinco     | joueur de football américain                | Cheryl Burke         | Semaine 9  | Éliminé    |
| Niecy Nash         | actrice et animatrice télé                  | Louis van Amstel     | Semaine 8  | Éliminée   |
| Pamela Anderson    | actrice                                     | Damian Whitewood     | Semaine 7  | Éliminée   |
| Jake Pavelka       | ancien participant à The Bachelor           | Chelsie Hightower    | Semaine 6  | Éliminé    |
| Kate Gosselin      | vedette de télé-réalité                     | Tony Dovolani        | Semaine 5  | Éliminée   |
| Aiden Turner       | acteur et mannequin                         | Edyta Sliwinska      | Semaine 4  | Éliminé    |
| Buzz Aldrin        | astronaute                                  | Ashly Costa-DelGroso | Semaine 3  | Éliminé    |
| Shannen Doherty    | actrice                                     | Mark Ballas          | Semaine 2  | Éliminée   |

- Pamela Anderson participe à la version de Dancing with the Stars en Argentine en 2011, avec le même danseur. L'ancien boxeur, Mike Tyson fait également partie du casting. Pamela abandonne (la quatrième semaine), tout comme Mike, (la seconde semaine) l'aventure (en effet, le jeu en Argentine commence en mai pour se terminer en décembre).
- Shannen Doherty est le troisième membre de la série Beverly Hills à participer au show, après Ian Ziering (saison 4) et Jennie Garth (saison 5). Elle est également l'ancienne femme d'Ashley Hamilton (saison 9) et l'ancienne belle-fille de George Hamilton (saison 2).
- Shannen Doherty et Pamela Anderson ont toutes les deux été les invitées spéciales de Les Anges de la télé réalité sur NRJ 12 en 2011 (la saison 2, Miami Dreams pour Pamela et la saison 3, I Love New York pour Shannen).
- Nicole Scherzinger, sera membre du jury d'X Factor saison 1 aux États-Unis en fin d'année 2011, et à partir d'août 2012 remplacera Kelly Rowland à la table des jurés de la saison 9 de la version originale, en Angleterre.
- Kate Gosselin participera en 2015 à Celebrity Apprentice.

### Onzième édition (2010)

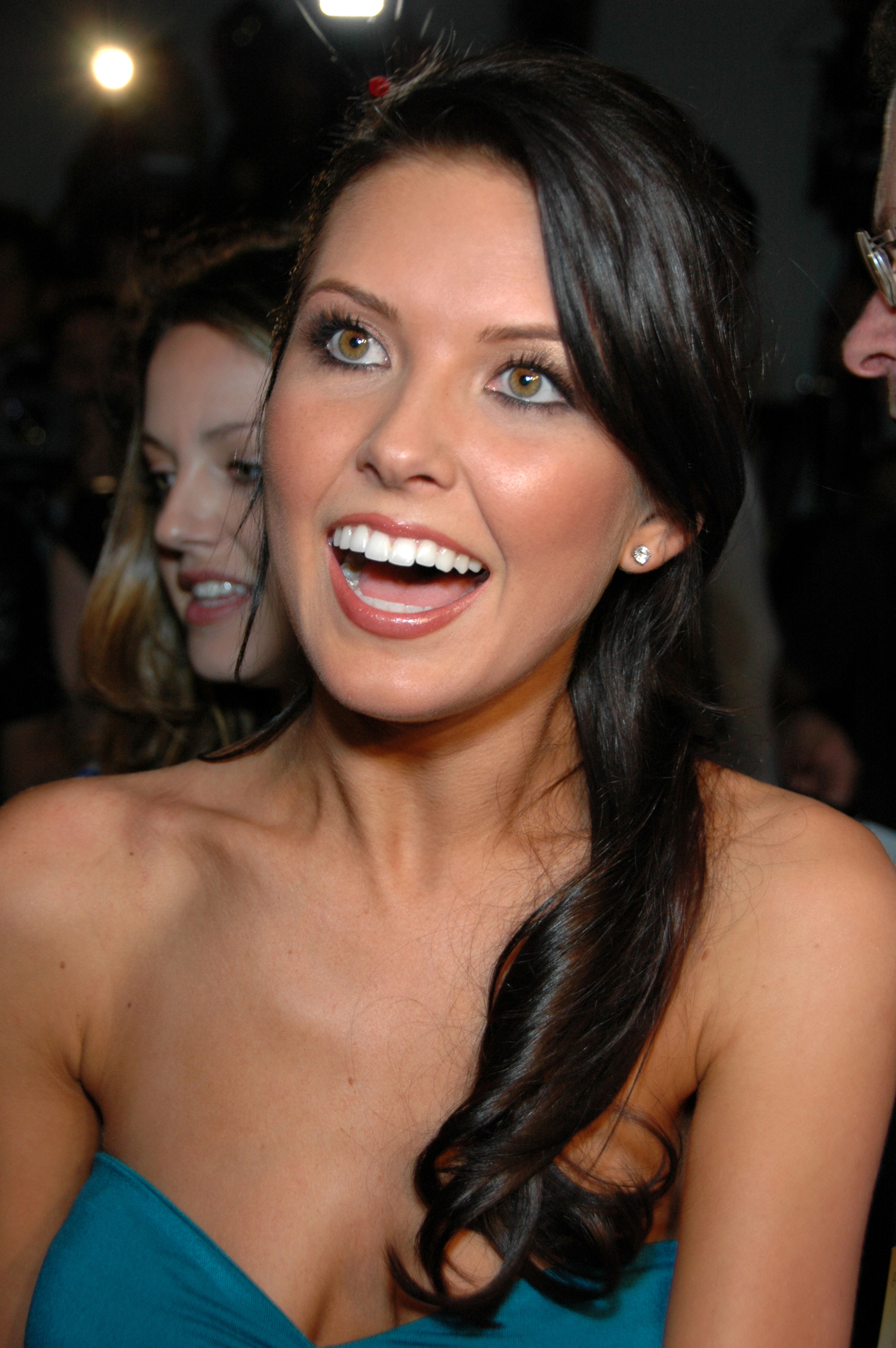
Audrina Patridge, candidate de la saison 11

La onzième saison a été diffusée du 20 septembre 2010 au 23 novembre 2010.
| Candidat           | Occupation                                        | Partenaire          | Départ     | Classement |
| ------------------ | ------------------------------------------------- | ------------------- | ---------- | ---------- |
| Jennifer Grey      | actrice                                           | Derek Hough         | Semaine 10 | Vainqueur  |
| Kyle Massey        | acteur et rappeur                                 | Lacey Schwimmer     | Semaine 10 | Deuxième   |
| Bristol Palin      | fille de Sarah Palin                              | Mark Ballas         | Semaine 10 | Troisième  |
| Brandy Norwood     | chanteuse et actrice                              | Maksim Chmerkovskiy | Semaine 9  | Éliminée   |
| Kurt Warner        | joueur de football américain                      | Anna Trebunskaya    | Semaine 8  | Éliminé    |
| Rick Fox           | ancien joueur de basket-ball                      | Cheryl Burke        | Semaine 7  | Éliminé    |
| Audrina Patridge   | vedette de téléréalité (The Hills) et actrice     | Tony Dovolani       | Semaine 6  | Éliminée   |
| Florence Henderson | actrice                                           | Corky Ballas        | Semaine 5  | Éliminée   |
| Mike Sorrentino    | vedette de téléréalité (Bienvenue à Jersey Shore) | Karina Smirnoff     | Semaine 4  | Éliminé    |
| Margaret Cho       | actrice                                           | Louis van Amstel    | Semaine 3  | Éliminée   |
| Michael Bolton     | chanteur                                          | Chelsie Hightower   | Semaine 2  | Éliminé    |
| David Hasselhoff   | acteur                                            | Kym Johnson         | Semaine 1  | Éliminé    |

- Michael Bolton a été fiancé à Nicollette Sheridan, et Rick Fox a été marié à Vanessa L. Williams. Toutes les deux ont participé à la série d'ABC Desperate Housewives.
- David Hasselhoff est le deuxième acteur de la série Alerte à Malibu à rejoindre le show, après Pamela Anderson de la saison 10.
- Brandy Norwood a été jurée dans l'émission America's Got Talent, tout comme David Hasselhoff .
- Florence Henderson a été membre de The Surreal Life 6.
- Mike Sorrentino est le héros de Bienvenue à Jersey Shore entre 2009 et 2012, et durant l'été 2012 il participe à Celebrity Big Brother 10.

### Douzième édition (2011)

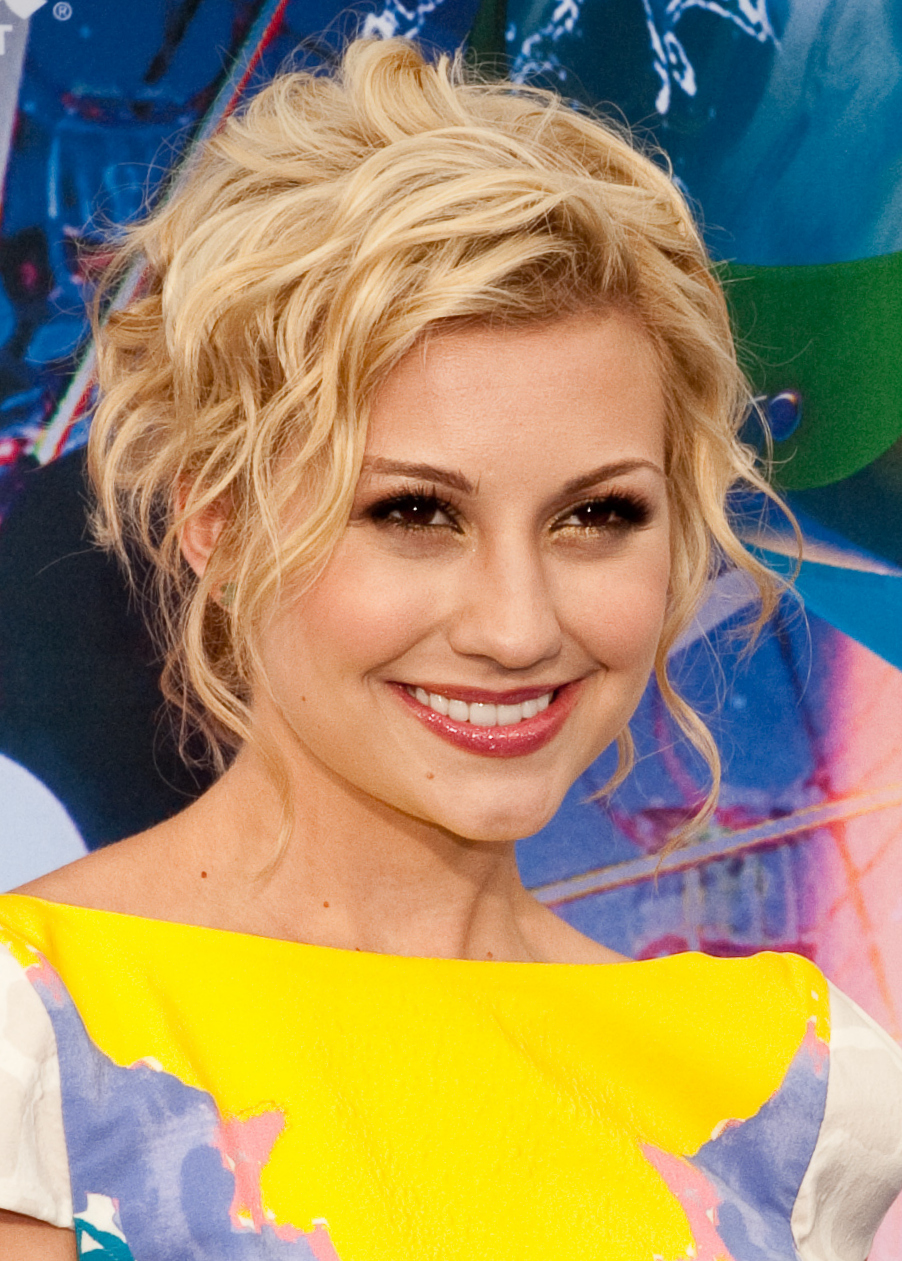
Chealsea Kane, finaliste de la saison 12

La douzième saison a été diffusée entre le 21 mars et le 24 mai 2011.
| Candidat          | Occupation                                               | Partenaire          | Départ     | Classement |
| ----------------- | -------------------------------------------------------- | ------------------- | ---------- | ---------- |
| Hines Ward        | Joueur de football américain                             | Kym Johnson         | Semaine 10 | Vainqueur  |
| Kirstie Alley     | Actrice récompensée aux Emmy Awards et aux Golden Globes | Maksim Chmerkovskiy | Semaine 10 | Deuxième   |
| Chelsea Kane      | Actrice révélée par Disney Channel                       | Mark Ballas         | Semaine 10 | Troisième  |
| Ralph Macchio     | Acteur dont Karaté Kid                                   | Karina Smirnoff     | Semaine 9  | Éliminé    |
| Romeo Miller      | Basketteur et rappeur                                    | Chelsie Hightower   | Semaine 8  | Éliminé    |
| Kendra Wilkinson  | Vedette de télévision et ancienne playmate               | Louis van Amstel    | Semaine 7  | Éliminée   |
| Chris Jericho     | Lutteur professionnel et chanteur                        | Cheryl Burke        | Semaine 6  | Éliminé    |
| Petra Němcová     | Animatrice de télévision, ancien mannequin               | Dmitry Chaplin      | Semaine 5  | Éliminée   |
| Sugar Ray Leonard | Ancien champion de boxe                                  | Anna Trebunskaya    | Semaine 4  | Éliminé    |
| Wendy Williams    | Actrice et animatrice de télévision                      | Tony Dovolani       | Semaine 3  | Éliminée   |
| Mike Catherwood   | Animateur de radio                                       | Lacey Schwimmer     | Semaine 2  | Éliminé    |

- Romeo Miller devait faire la saison 2, mais étant blessé, son père, Master P, le remplaça.
- Kendra Wilkinson est la deuxième Girls de Playboy à participer au show. Holly Madison faisait partie du casting de la saison 8.
- Kirstie participera à la saison 15, all star. En 2018 elle participera à la 22e saison de Celebrity Big Brother.

### Treizième édition (2011)

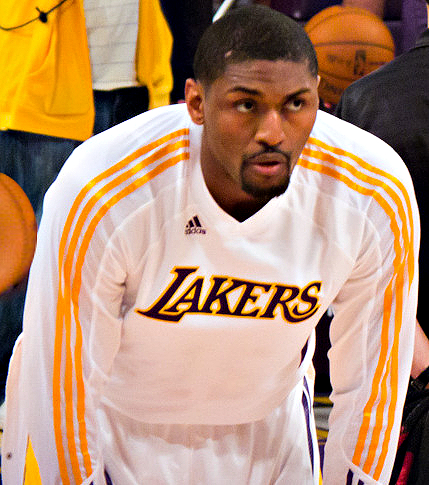
Metta World Peace, candidat de la saison 13

La treizième saison a été diffusée entre le 19 septembre et le 23 novembre 2011.
| Candidat             | Occupation                                   | Partenaire            | Départ     | Classement |
| -------------------- | -------------------------------------------- | --------------------- | ---------- | ---------- |
| J.R Martinez         | acteur                                       | Karina Smirnoff       | Semaine 10 | Vainqueur  |
| Robert Kardashian Jr | vedette de téléréalité et homme d'affaires   | Cheryl Burke          | Semaine 10 | Deuxième   |
| Ricki Lake           | actrice et animatrice télé                   | Derek Hough           | Semaine 10 | Troisième  |
| Hope Solo            | joueuse de football (soccer)                 | Maksim Chmerkovskiy   | Semaine 9  | Éliminée   |
| Nancy Grace          | animatrice télé                              | Tristan MacManus      | Semaine 8  | Éliminée   |
| David Arquette       | Acteur                                       | Kym Johnson           | Semaine 7  | Éliminé    |
| Chaz Bono            | Fils de Sonny Bono et Cher                   | Lacey Schwimmer       | Semaine 6  | Éliminé    |
| Carson Kressley      | Styliste et animateur                        | Anna Trebunskaya      | Semaine 5  | Éliminé    |
| Chynna Phillips      | chanteuse, ancien membre des Wilson Phillips | Tony Dovolani         | Semaine 4  | Éliminée   |
| Kristin Cavallari    | vedette de téléréalité (The Hills)           | Mark Ballas           | Semaine 3  | Éliminée   |
| Elisabetta Canalis   | mannequin                                    | Valentin Chmerkovskiy | Semaine 2  | Éliminée   |
| Metta World Peace    | joueur de basket-ball                        | Peta Murgatroyd       | Semaine 1  | Éliminé    |

- J.R Martinez a joué dans La force du destin. C'est le quatrième acteur de cette série à participer après Cameron Mathison (Saison 5), Susan Lucci (Saison 7) et Aiden Turner (Saison 10).
- Rob Kardashian est le deuxième membre de la famille à avoir participé à l'émission, après Kim dans la saison 7.
- Elisabetta Canalis, tout comme Stacy Keibler de la saison 2, est sortie avec George Clooney.
- Kristin Cavallari est le deuxième membre de The Hills à avoir participé à Dancing with the Stars ; la première étant Audrina Patridge (Saison 11).
- Ricki participera en 2019 à la première saison de The Masked Singer.

### Quatorzième édition (2012)

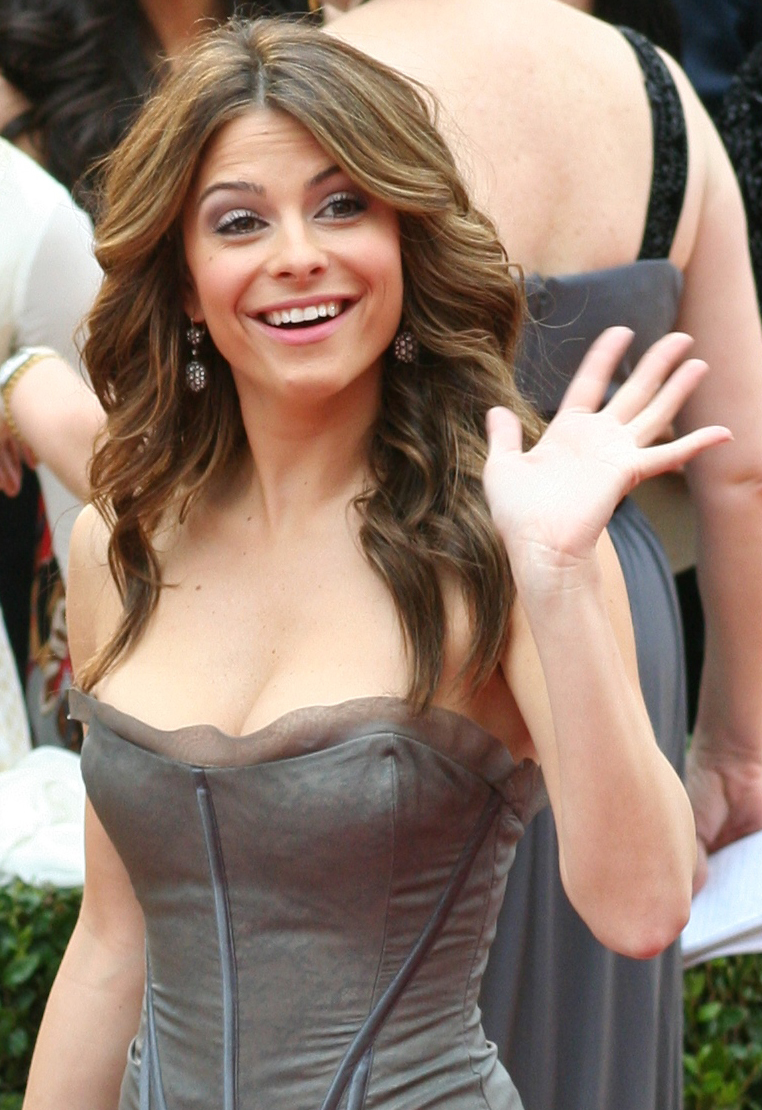
Maria Menounos, candidate de la saison 14

La quatorzième saison a été diffusée entre le 19 mars et le 22 mai 2012.
| Candidat            | Occupation                    | Partenaire            | Départ     | Classement |
| ------------------- | ----------------------------- | --------------------- | ---------- | ---------- |
| Donald Driver       | joueur de football américain  | Peta Murgatroyd       | Semaine 10 | Vainqueur  |
| Katherine Jenkins   | cantatrice                    | Mark Ballas           | Semaine 10 | Deuxième   |
| William Levy        | acteur                        | Cheryl Burke          | Semaine 10 | Troisième  |
| Maria Menounos      | actrice et présentatrice télé | Derek Hough           | Semaine 9  | Éliminée   |
| Melissa Gilbert     | actrice                       | Maksim Chmerkovskiy   | Semaine 8  | Éliminée   |
| Roshon Fegan        | acteur                        | Chelsie Hightower     | Semaine 8  | Éliminé    |
| Jaleel White        | acteur                        | Kym Johnson           | Semaine 7  | Éliminé    |
| Gladys Knight       | chanteuse soul                | Tristan MacManus      | Semaine 6  | Éliminée   |
| Gavin DeGraw        | chanteur                      | Karina Smirnoff       | Semaine 5  | Éliminé    |
| Sherri Shepherd     | animatrice télé et actrice    | Valentin Chmerkovskiy | Semaine 4  | Éliminée   |
| Jack Wagner         | acteur                        | Anna Trebunskaya      | Semaine 3  | Éliminé    |
| Martina Navrátilová | championne de tennis          | Tony Dovolani         | Semaine 2  | Éliminée   |

- Martina Navratilova est arrivée en deuxième position en 2008 dans le jeu de télé réalité, I'm a Celebrity... Get Me Out of Here! 8.
- Katherine Jenkins a chanté dans la saison 12 lors de la semaine « classique ».
- Jack Wagner est le deuxième acteur de la série Melrose Place à participer à l'émission : la première était Lisa Rinna de la saison 2.

### Quinzième édition:All Stars(2012)

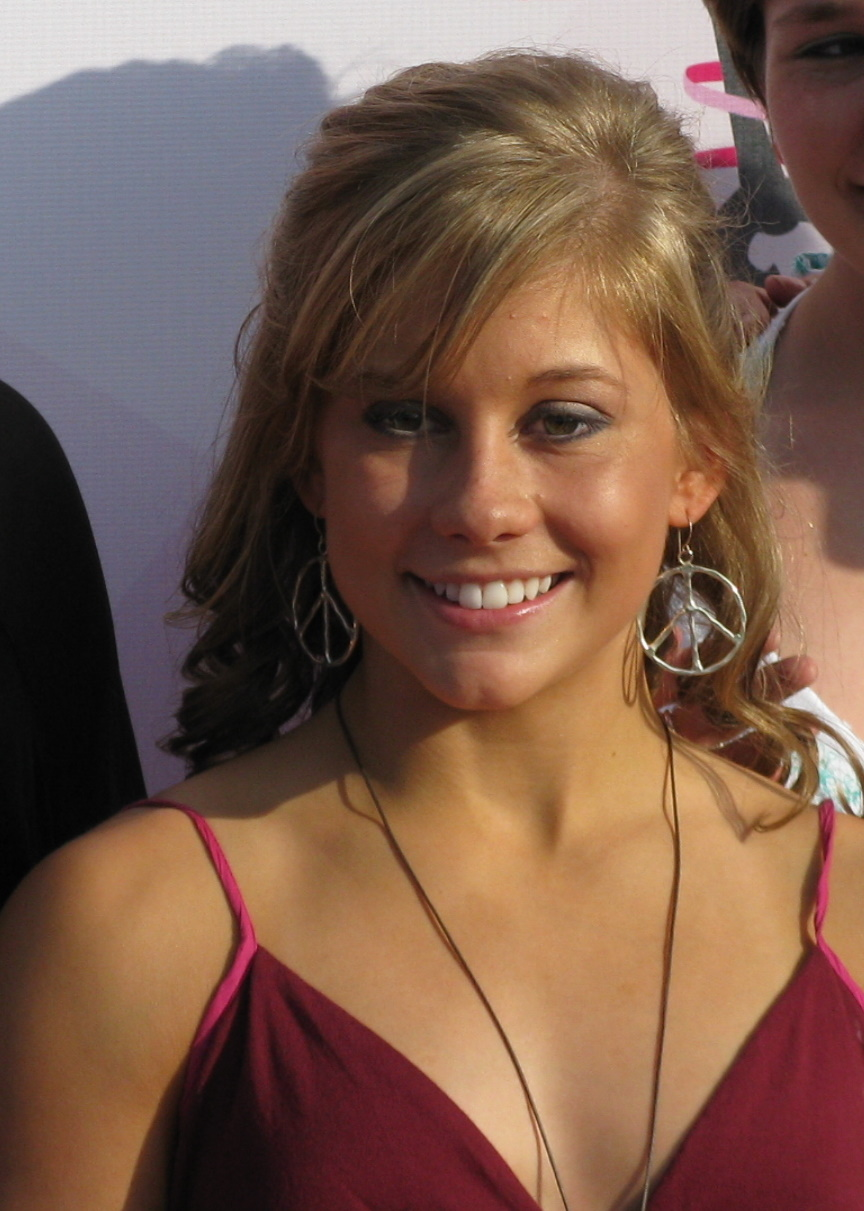
Shawn Johnson, candidate de la saison All Star (déjà vainqueur de la saison 8)

La quinzième saison a été diffusée du 24 septembre 2012 au 27 novembre 2012.
| Candidat          | Classement précédent | Ancien(ne) Partenaire | Partenaire            | Départ     | Classement (2.0) |
| ----------------- | -------------------- | --------------------- | --------------------- | ---------- | ---------------- |
| Melissa Rycroft   | 3e saison 8          | Tony Dovolani         | Tony Dovolani         | Semaine 10 | Vainqueur        |
| Shawn Johnson     | vainqueur saison 8   | Mark Ballas           | Derek Hough           | Semaine 10 | Deuxième         |
| Kelly Monaco      | vainqueur saison 1   | Alec Mazo             | Valentin Chmerkovskiy | Semaine 10 | Troisième        |
| Emmitt Smith      | vainqueur saison 3   | Cheryl Burke          | Cheryl Burke          | Semaine 9  | Éliminé          |
| Apolo Anton Ohno  | vainqueur saison 4   | Julianne Hough        | Karina Smirnoff       | Semaine 9  | Éliminé          |
| Gilles Marini     | 2e saison 8          | Cheryl Burke          | Peta Murgatroyd       | Semaine 8  | Éliminé          |
| Kirstie Alley     | 2e saison 12         | Maksim Chmerkovskiy   | Maksim Chmerkovskiy   | Semaine 8  | Éliminée         |
| Sabrina Bryan     | 7e saison 5          | Mark Ballas           | Louis Van Amstel      | Semaine 6  | Éliminée         |
| Bristol Palin     | 3e saison 11         | Mark Ballas           | Mark Ballas           | Semaine 5  | Éliminée         |
| Hélio Castroneves | vainqueur saison 5   | Julianne Hough        | Chelsie Hightower     | Semaine 3  | Éliminé          |
| Drew Lachey       | vainqueur saison 2   | Cheryl Burke          | Anna Trebunskaya      | Semaine 3  | Éliminé          |
| Joey Fatone       | 2e saison 4          | Kym Johnson           | Kym Johnson           | Semaine 2  | Éliminé          |
| Pamela Anderson   | 6e saison 10         | Damian Whitewood      | Tristan MacManus      | Semaine 1  | Éliminée         |

- Pour cette saison All Stars, c'est au public de choisir le 13e candidat. En effet, Kyle Massey (saison 11), Sabrina Bryan (saison 5) et Carson Kressley (saison 13) seront départagés par le public pour tenter une nouvelle fois de remporter le trophée. Le 27 août, ABC annonce que c'est Sabrina Bryan qui entre dans la compétition.
- Parmi les candidats All Stars Pamela Anderson et Sabrina Bryan n'ont pas atteint la finale dans leur saison d'origine.
- Les gagnants des saisons 1 à 5 et 8, tentent de remporter l'aventure une seconde fois.
- Shawn Johnson, Gilles Marini et Melissa Rycroft sont les finalistes de la saison 8, et sont de nouveau tous en compétition.
- Les saisons 6, 7, 9, 13 et 14 ne sont représentées par aucun candidat.

### Seizième édition (2013)

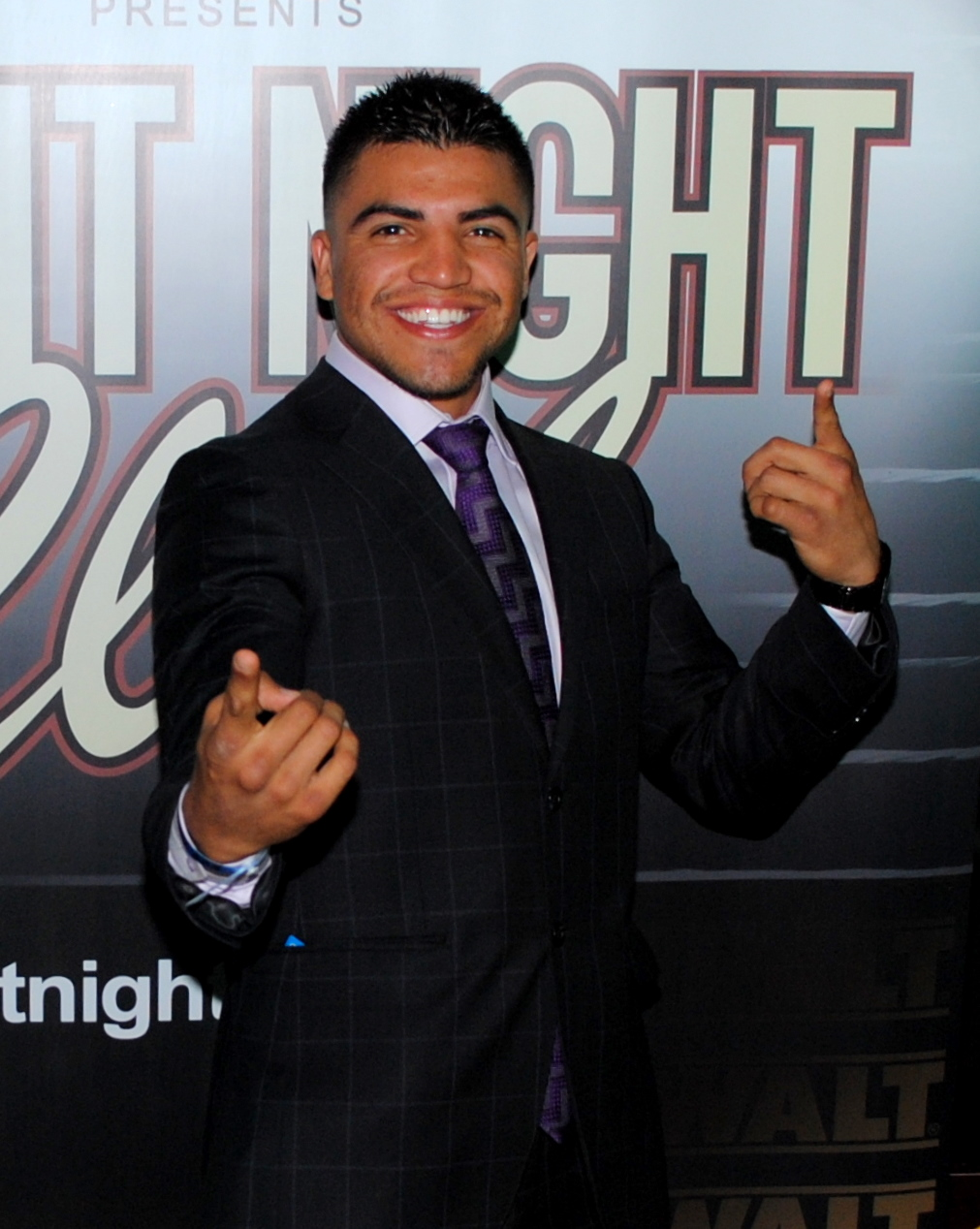
Victor Ortiz, candidat de la saison 16

La seizième saison a été diffusée du 18 mars au 28 mai 2013.
Le casting a été révélé le 29 février 2013 pendant Good Morning America. Deux semaines après l'annonce du casting on apprend la participation du dernier Bachelor aux États-Unis, Sean Lowe.
C'est la première fois depuis la création de Dancing with the Stars (2005) que la finale verra s'affronter 4 couples (habituellement 3).
| Candidat          | Occupation                                                | Partenaire            | Départ     | Classement      |
| ----------------- | --------------------------------------------------------- | --------------------- | ---------- | --------------- |
| Kellie Pickler    | chanteuse country                                         | Derek Hough           | Semaine 10 | Vainqueur       |
| Zendaya           | actrice                                                   | Valentin Chmerkovskiy | Semaine 10 | Deuxième        |
| Jacoby Jones      | joueur de football américain                              | Karina Smirnoff       | Semaine 10 | Troisième       |
| Alexandra Raisman | gymnaste (championne olympique)                           | Mark Ballas           | Semaine 10 | Éliminée        |
| Ingo Rademacher   | acteur                                                    | Kym Johnson           | Semaine 9  | Éliminé         |
| Sean Lowe         | vedette de téléréalité (The Bachelor 17)                  | Peta Murgatroyd       | Semaine 8  | Éliminé         |
| Andy Dick         | acteur                                                    | Sharna Burgess        | Semaine 7  | Éliminé         |
| Victor Ortiz      | boxeur                                                    | Lindsay Arnold        | Semaine 6  | Éliminé         |
| D.L. Hughley      | acteur                                                    | Cheryl Burke          | Semaine 5  | Éliminé         |
| Lisa Vanderpump   | vedette de téléréalité (Real Housewives of Beverly Hills) | Gleb Savchenko        | Semaine 4  | Éliminée        |
| Wynonna Judd      | chanteuse country                                         | Tony Dovolani         | Semaine 3  | Éliminée        |
| Dorothy Hamill    | patineuse (championne olympique)                          | Tristan MacManus      | Semaine 2  | Abandon médical |

- Kelly Pickler a participé à American Idol 5.
- Zendaya est la deuxième star issue du programme Shake It Up la première était Roshon Fegan dans la saison 14.
- Ingo Rademacher est la deuxième star issue de la série General Hospital la première était Kelly Monaco dans les saisons 1 et 15.
- Sean Lowe est la troisième personne issue de l'émission Bachelor, après Melissa Rycroft dans les saisons 8 et 15, et Jake Pavelka saison 10.

### Dix-septième édition (2013)

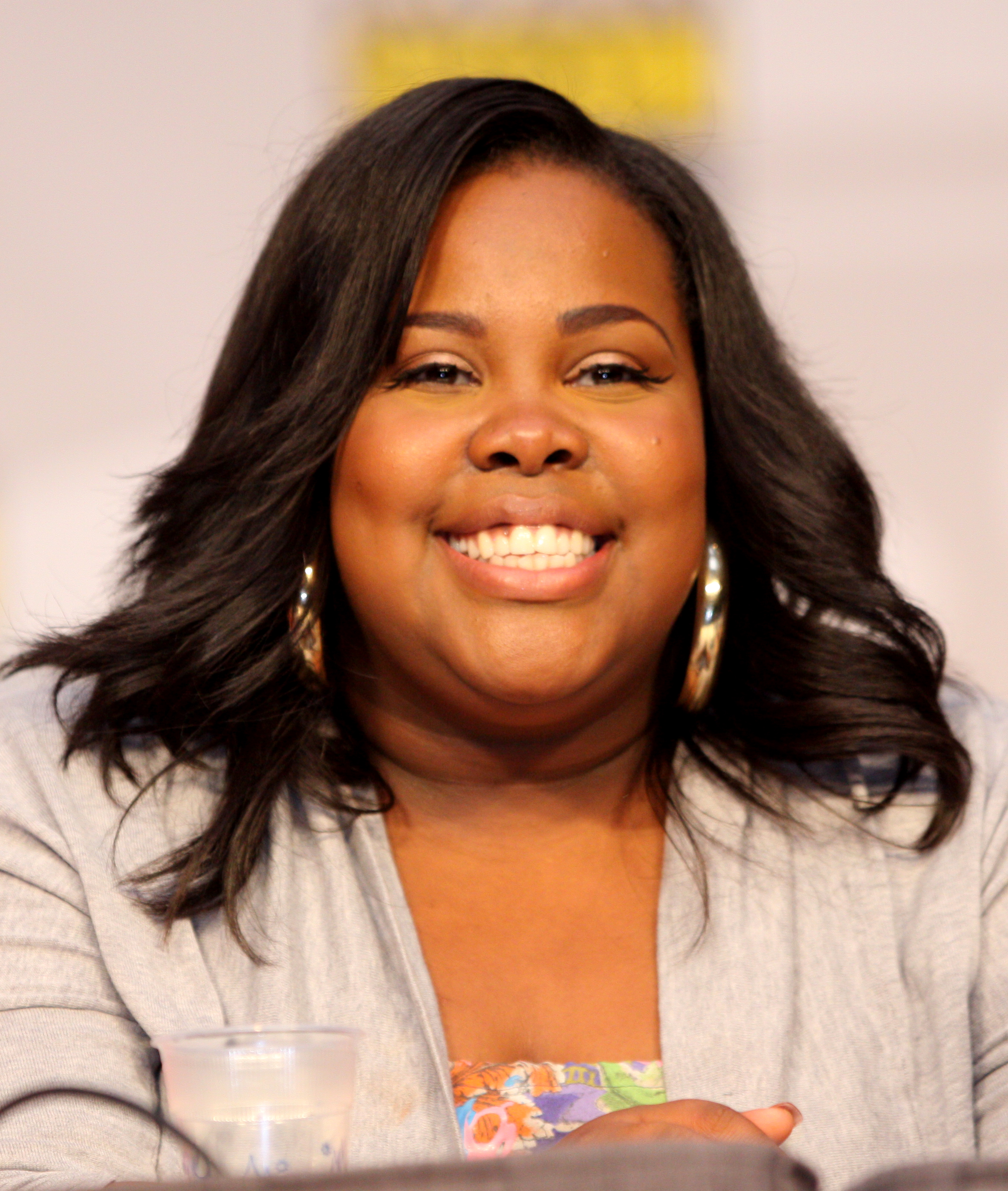
Amber Riley, gagnante de la saison 17

La dix-septième saison est diffusée du 16 septembre au 26 novembre 2013. Le casting avait été révélé le 4 septembre pendant Good Morning America.
| Candidats                | Occupation                                               | Partenaire            | Départ     | Classement |
| ------------------------ | -------------------------------------------------------- | --------------------- | ---------- | ---------- |
| Amber Riley              | actrice et chanteuse                                     | Derek Hough           | Semaine 11 | Vainqueur  |
| Corbin Bleu              | acteur                                                   | Karina Smirnoff       | Semaine 11 | Deuxième   |
| Jack Osbourne            | vedette de téléréalité (The Osbournes)                   | Cheryl Burke          | Semaine 11 | Troisième  |
| Bill Engvall             | acteur                                                   | Emma Slater           | Semaine 11 | Éliminé    |
| Leah Remini              | actrice                                                  | Tony Dovolani         | Semaine 10 | Éliminée   |
| Elizabeth Berkley Lauren | actrice dont Sauvés par le gong                          | Valentin Chmerkovskiy | Semaine 9  | Éliminée   |
| Brant Daugherty          | acteur dont Pretty Little Liars et Des jours et des vies | Peta Murgatroyd       | Semaine 8  | Éliminé    |
| Snooki Polizzi           | vedette de téléréalité (Bienvenue à Jersey Shore)        | Sasha Farber          | Semaine 7  | Éliminée   |
| Christina Milian         | chanteuse, ancienne coprésentatrice de The Voice         | Mark Ballas           | Semaine 5  | Éliminée   |
| Valerie Harper           | actrice                                                  | Tristan MacManus      | Semaine 4  | Éliminée   |
| Bill Nye                 | scientifique                                             | Tyne Stecklein        | Semaine 3  | Éliminé    |
| Keyshawn Johnson         | joueur de football américain                             | Sharna Burgess        | Semaine 2  | Éliminé    |

- Nicole « Snooki » Polizzi est la deuxième star de l'émission Bienvenue à Jersey Shore à participer à l'émission, la première étant Mike « The Situation » Sorrentino (saison 11).
- Jack Osbourne est la deuxième star issue de la famille Osbourne à participer à l'émission, la première étant sa sœur Kelly (saison 9).
- Corbin Bleu est la deuxième star du film High School Musical à participer à l'émission, la première étant Monique Coleman (saison 3) .

### Dix-huitième édition (2014)

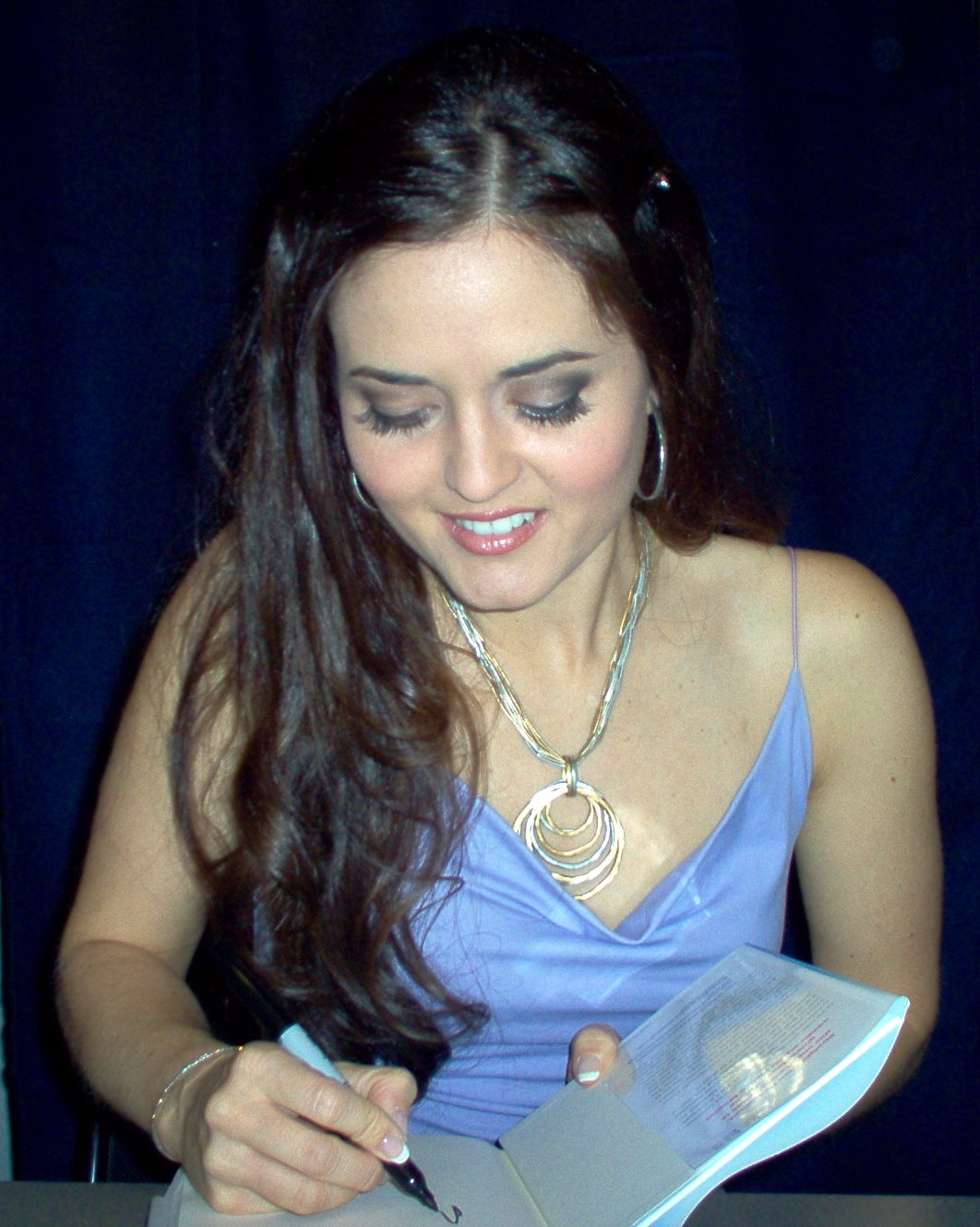
Danica McKellar, candidate de la saison 18

La dix-huitième saison a été diffusée du 17 mars 2014 au 20 mai 2014.
Le casting avait été révélé le 4 mars dans Good Morning America.
| Candidats            | Occupation                                                       | Partenaire            | Départ     | Classement |
| -------------------- | ---------------------------------------------------------------- | --------------------- | ---------- | ---------- |
| Meryl Davis          | patineuse (championne olympique)                                 | Maksim Chmerkovskiy   | Semaine 10 | Vainqueur  |
| Amy Purdy            | snowboardeuse paralympique et actrice                            | Derek Hough           | Semaine 10 | Deuxième   |
| Candace Cameron Bure | actrice                                                          | Mark Ballas           | Semaine 10 | Troisième  |
| James Maslow         | acteur, membre de Big Time Rush                                  | Peta Murgatroyd       | Semaine 10 | Éliminé    |
| Charlie White        | patineur (champion olympique)                                    | Sharna Burgess        | Semaine 9  | Éliminé    |
| Danica McKellar      | actrice dont Les Années coup de cœur et écrivaine                | Valentin Chmerkovskiy | Semaine 8  | Éliminée   |
| NeNe Leakes          | actrice, vedette de téléréalité (The Real Housewives of Atlanta) | Tony Dovolani         | Semaine 7  | Éliminée   |
| Drew Carey           | acteur, humoriste et animateur télé                              | Cheryl Burke          | Semaine 6  | Éliminé    |
| Cody Simpson         | chanteur                                                         | Witney Carson         | Semaine 5  | Éliminé    |
| Billy Dee Williams   | acteur                                                           | Emma Slater           | Semaine 3  | Abandon    |
| Sean Avery           | joueur de hockey sur glace                                       | Karina Smirnoff       | Semaine 2  | Éliminé    |
| Diana Nyad           | nageuse                                                          | Henry Byalikov        | Semaine 2  | Éliminée   |

- Charlie White et Meryl Davis sont partenaires de danse sur glace, et ont été sacrés champions olympiques lors des Jeux olympiques d'hiver de 2014.
- Amy Purdy a participé à The Amazing Race 21 en 2012.
- NeNe Leakes est l'une des héroïnes de The Real Housewives of Atlanta, et a participé à Celebrity Apprentice en 2011.

### Dix-neuvième édition (2014)

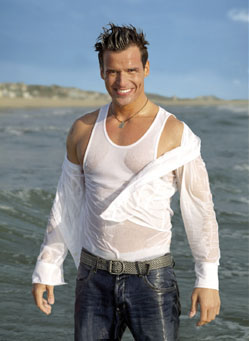
Antonio Sabàto, Jr., candidat de la saison 19

La dix-neuvième saison a été diffusée du 15 septembre 2014 au 25 novembre 2014. Le casting avait été révélé le 4 septembre dans Good Morning America.
| Candidats           | Occupation                                    | Partenaire            | Départ     | Classement |
| ------------------- | --------------------------------------------- | --------------------- | ---------- | ---------- |
| Alfonso Ribeiro     | acteur                                        | Witney Carson         | Semaine 11 | Vainqueur  |
| Sadie Robertson     | vedette de téléréalité (Duck Dynasty)         | Mark Ballas           | Semaine 11 | Deuxième   |
| Janel Parrish       | actrice dont Pretty Little Liars              | Valentin Chmerkovskiy | Semaine 11 | Troisième  |
| Bethany Mota        | Youtubeuse                                    | Derek Hough           | Semaine 11 | Éliminée   |
| Tommy Chong         | Musicien et acteur (dont That '70s Show)      | Peta Murgatroyd       | Semaine 10 | Éliminé    |
| Lea Thompson        | Actrice dont la trilogie Retour vers le futur | Artem Chigvintsev     | Semaine 9  | Éliminée   |
| Michael Waltrip     | pilote automobile, vainqueur du Daytona 500   | Emma Slater           | Semaine 8  | Éliminé    |
| Antonio Sabàto, Jr. | acteur et mannequin                           | Cheryl Burke          | Semaine 7  | Éliminé    |
| Jonathan Bennett    | acteur                                        | Allison Holker        | Semaine 6  | Éliminé    |
| Betsey Johnson      | créatrice de mode                             | Tony Dovolani         | Semaine 4  | Éliminée   |
| Randy Couture       | pratiquant d'arts martiaux mixtes             | Karina Smirnoff       | Semaine 3  | Éliminé    |
| Tavis Smiley        | animateur télé                                | Sharna Burgess        | Semaine 2  | Éliminé    |
| Lolo Jones          | athlète                                       | Keoikantse Motsepe    | Semaine 1  | Éliminée   |

- Alfonso Ribeiro a participé en 2013 à I'm a Celebrity... Get Me Out of Here! 13. Martina de la saison 14 a également participé à cette émission britannique.
- Sadie Robertson fait partie du casting de l'émission de télé-réalité Duck Dynasty depuis 2012.
- Antonio Sabàto, Jr. a eu son émission de télé-réalité/speed dating en 2009, My Antonio.
- Janel Parrish est la deuxième membre de la série Pretty Little Liars à participer à l'émission, après Brant de la saison 17.
- Tommy participera en 2019 à The Masked Singer.

### Vingtième édition (2015)

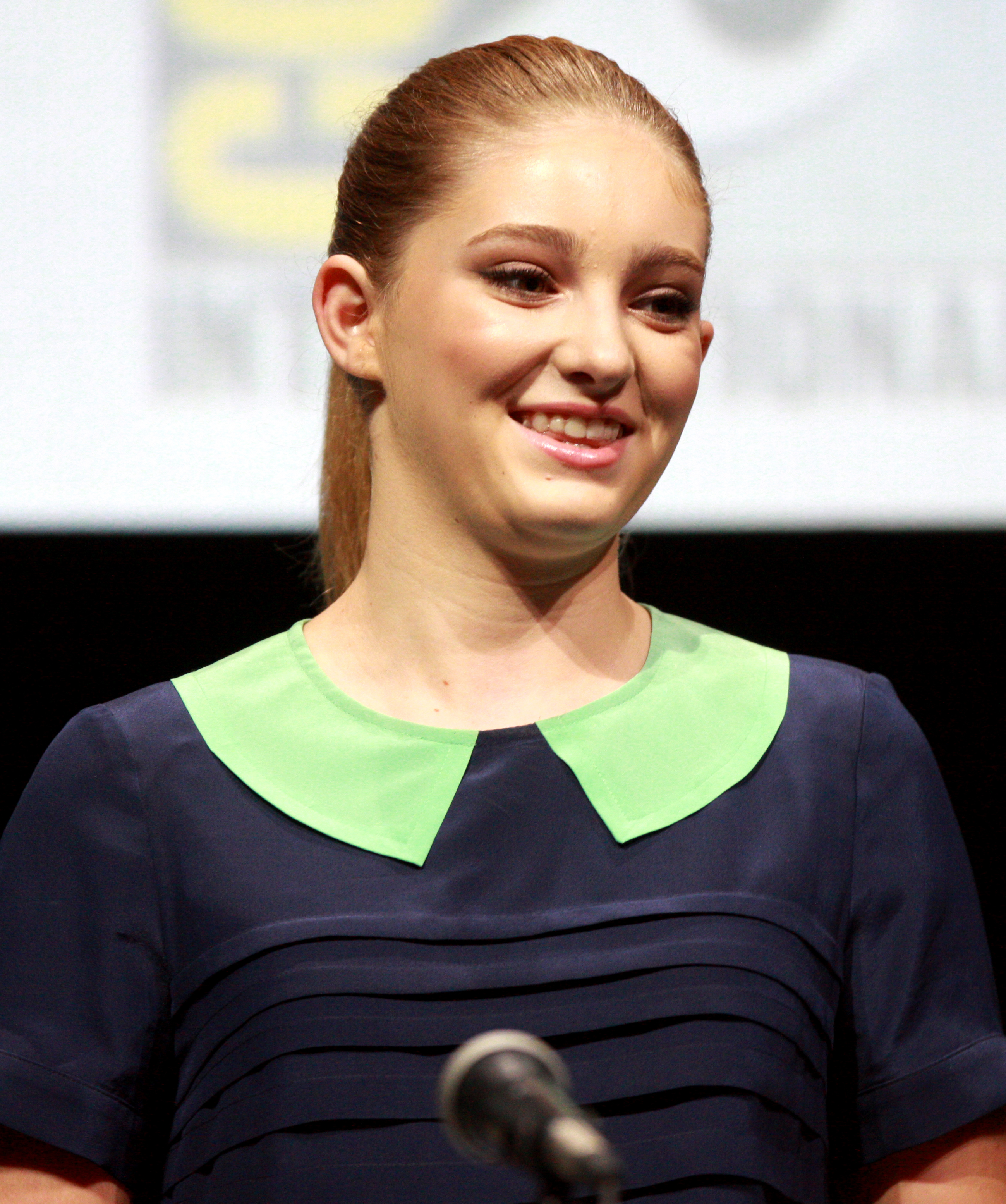
Willow Shields, plus jeune candidate de l'histoire de Dancing with the Stars. Candidate de la saison 20.

La vingtième saison est diffusée entre le 16 mars 2015 et le 19 mai 2015. Cette saison marque le 10e anniversaire de l'émission.
Le casting  a été révélé le 24 février dans Good Morning America. Seul le partenaire de Witney Carson (gagnante la saison passée avec Alfonso Ribeiro ) n'est pas annoncé ce jour-là, mais le 3 mars 2015 : il s'agit de Chris Soules, le dernier Bachelor en date.
Cette saison voit le retour d'une finale à 3.
Robert et Kym finiront par s'épouser durant l'été 2016.
| Candidat           | Occupation                                 | Partenaire            | Départ     | Classement |
| ------------------ | ------------------------------------------ | --------------------- | ---------- | ---------- |
| Rumer Willis       | actrice                                    | Valentin Chmerkovskiy | Semaine 10 | Vainqueur  |
| Riker Lynch        | acteur et membre des R5                    | Allison Holker        | Semaine 10 | Deuxième   |
| Noah Galloway      | conférencier                               | Sharna Burgess        | Semaine 10 | Troisième  |
| Nastia Liukin      | gymnaste (championne olympique             | Derek Hough           | Semaine 9  | Éliminée   |
| Chris Soules       | vedette de téléréalité (The Bachelor)      | Witney Carson         | Semaine 8  | Éliminé    |
| Robert Herjavec    | homme d'affaires, participant à Shark Tank | Kym Johnson           | Semaine 8  | Éliminé    |
| Willow Shields     | actrice                                    | Mark Ballas           | Semaine 7  | Éliminée   |
| Patti LaBelle      | chanteuse et actrice                       | Artem Chigvintsev     | Semaine 6  | Éliminée   |
| Suzanne Somers     | actrice et écrivaine                       | Tony Dovolani         | Semaine 5  | Éliminée   |
| Michael Sam        | joueur de football américain               | Peta Murgatroyd       | Semaine 4  | Éliminé    |
| Charlotte McKinney | mannequin et actrice                       | Keoikantse Motsepe    | Semaine 3  | Éliminée   |
| Redfoo             | chanteur, membre de LMFAO, et DJ           | Emma Slater           | Semaine 2  | Éliminé    |

- Redfoo avait été invité en tant que juge lors de la saison 18, et est juré sur la version australienne de The X Factor. Mel B de la saison 3 avait été également jurée de X Factor Australie.
- Michael Sam est le premier joueur de football américain à avoir fait son coming out.
- Riker Lynch est le cousin de Derek et Julianne Hough.
- Charlotte McKinney s'est fait connaître grâce à une publicité du Super Bowl XLIX[8].
- Willow Shields est la plus jeune candidate de l'histoire de DWTS US, âgée de seulement 14 ans. Hayes Grier de la saison 21 avait 15 ans, et Zendaya Coleman de la saison 16 avait 16 ans.
- Kym Johnson, la danseuse professionnelle, revient après une absence due à son rôle de jurée sur la version australienne de Dancing with the Stars.
- Chris Soules a été le Bachelor de la saison 2014-15 après Jake (saison 10) et Sean (saison 16).

### Vingt-et-unième édition (2015)

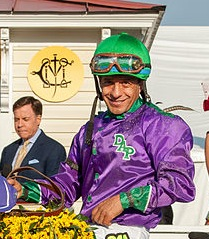
Victor Espinoza, candidat de la saison 21.

La vingt-et-unième saison est diffusée entre le 14 septembre 2015 et le 17 novembre 2015. Cette saison voit le départ du juré historique, Len Goodman.
La première candidate, Bindi Irwin, est dévoilée le 24 août 2015 dans l'émission Good Morning America. Le reste des célébrités est dévoilé le 2 septembre 2015, avec notamment Alek Skarlatos, l'un des trois Américains qui ont contribué à maîtriser l'assaillant du Thalys Amsterdam-Paris du 21 août 2015.
À cause à l'abandon médical de Tamar Braxton après le prime de la semaine 9, les quatre derniers couples sont directement qualifiés pour la finale, qui se déroulera lors de la 11e semaine.
| Candidat             | Occupation                                              | Partenaire            | Départ     | Classement      |
| -------------------- | ------------------------------------------------------- | --------------------- | ---------- | --------------- |
| Bindi Irwin          | actrice                                                 | Derek Hough           | Semaine 11 | Vainqueur       |
| Nick Carter          | chanteur, membre des Backstreet Boys                    | Sharna Burgess        | Semaine 11 | Deuxième        |
| Alek Skarlatos       | militaire ayant reçu la Légion d'honneur                | Lindsay Arnold        | Semaine 11 | Troisième       |
| Carlos PenaVega      | chanteur et acteur                                      | Witney Carson         | Semaine 11 | Éliminé         |
| Tamar Braxton        | chanteuse de R&B                                        | Valentin Chmerkovskiy | Semaine 9  | Abandon médical |
| Alexa PenaVega       | actrice                                                 | Mark Ballas           | Semaine 9  | Éliminée        |
| Andy Grammer         | chanteur                                                | Alison Holker         | Semaine 8  | Éliminé         |
| Hayes Grier          | personnalité de Vine et d'Internet                      | Emma Slater           | Semaine 7  | Éliminé         |
| Paula Deen           | chef cuisinier et entrepreneur                          | Louis Van Amstel      | Semaine 6  | Éliminée        |
| Gary Busey           | acteur                                                  | Anna Trebunskaya      | Semaine 4  | Éliminé         |
| Kim Zolciak-Biermann | vedette de téléréalité (The Real Housewives of Atlanta) | Tony Dovolani         | Semaine 3  | Abandon médical |
| Victor Espinoza      | jockey (vainqueur du Triple couronne)                   | Karina Smirnoff       | Semaine 2  | Éliminé         |
| Chaka Khan           | chanteuse soul                                          | Keoikantse Motsepe    | Semaine 2  | Éliminée        |

- Nick Carter est le grand frère d'Aaron Carter, candidat de la saison 9.
- Carlos Pena, Jr. et Alexa Vega sont mariés depuis 2014. C'est le premier couple à s'affronter dans la même saison. Carlos est également le deuxième membre du groupe Big Time Rush après James (saison 18).
- Gary Busey a participé à deux reprises à Celebrity Apprentice, et a remporté la 14e saison de Celebrity Big Brother.

### Vingt-deuxième édition (2016)
La saison 22 est diffusée entre les 21 mars 2016 et 24 mai 2016.
Le casting est dévoilé lors de l'émission Good Morning America le 8 mars 2016, mais les premières célébrités participantes sont dévoilées par la chaîne dès le 2 mars 2016. La danseuse Edyta Śliwińska revient comme partenaire professionnelle après 11 saisons d'absences.
| Candidat       | Occupation                                          | Partenaire            | Départ     | Classement |
| -------------- | --------------------------------------------------- | --------------------- | ---------- | ---------- |
| Nyle DiMarco   | Mannequin et vedette de télévision                  | Peta Murgatroyd       | Semaine 10 | Vainqueur  |
| Paige VanZant  | Pratiquante d'Arts martiaux mixtes                  | Mark Ballas           | Semaine 10 | Deuxième   |
| Ginger Zee     | Présentatrice météo                                 | Valentin Chmerkovskiy | Semaine 10 | Troisième  |
| Wanya Morris   | Membre des Boyz II Men                              | Lindsay Arnold        | Semaine 9  | Éliminé    |
| Antonio Brown  | Joueur de football américain                        | Sharna Burgess        | Semaine 9  | Éliminé    |
| Jodie Sweetin  | Actrice dont La Fête à la maison                    | Keoikantse Motsepe    | Semaine 8  | Éliminée   |
| Kim Fields     | Actrice, réalisatrice, productrice et scénariste    | Sasha Farber          | Semaine 7  | Éliminée   |
| Von Miller     | Joueur de football américain                        | Witney Carson         | Semaine 7  | Éliminé    |
| Doug Flutie    | Ancien joueur de Football américain et canadien     | Karina Smirnoff       | Semaine 6  | Éliminé    |
| Marla Maples   | Personnalité médiatique et ex femme de Donald Trump | Tony Dovolani         | Semaine 4  | Éliminée   |
| Mischa Barton  | Actrice dont Newport Beach                          | Artem Chigvintsev     | Semaine 3  | Éliminée   |
| Geraldo Rivera | Journaliste et animateur de télévision              | Edyta Śliwińska       | Semaine 2  | Éliminé    |

- Geraldo a participé à Celebrity Apprentice 7 en 2015. C'était d'ailleurs la dernière saison présenté par Donald Trump, l'ex mari de Marla.
- Jodie est la deuxième membre de La fête à la maison à participer l'émission, après Candace Cameron Bure de la saison 18.
- Nyle est le deuxième candidat sourd à participer à Dancing with the stars, après la comédienne Marlee Matlin de la saison 6.

### Vingt-troisième édition (2016)
La saison 23 débute le 12 septembre 2016.

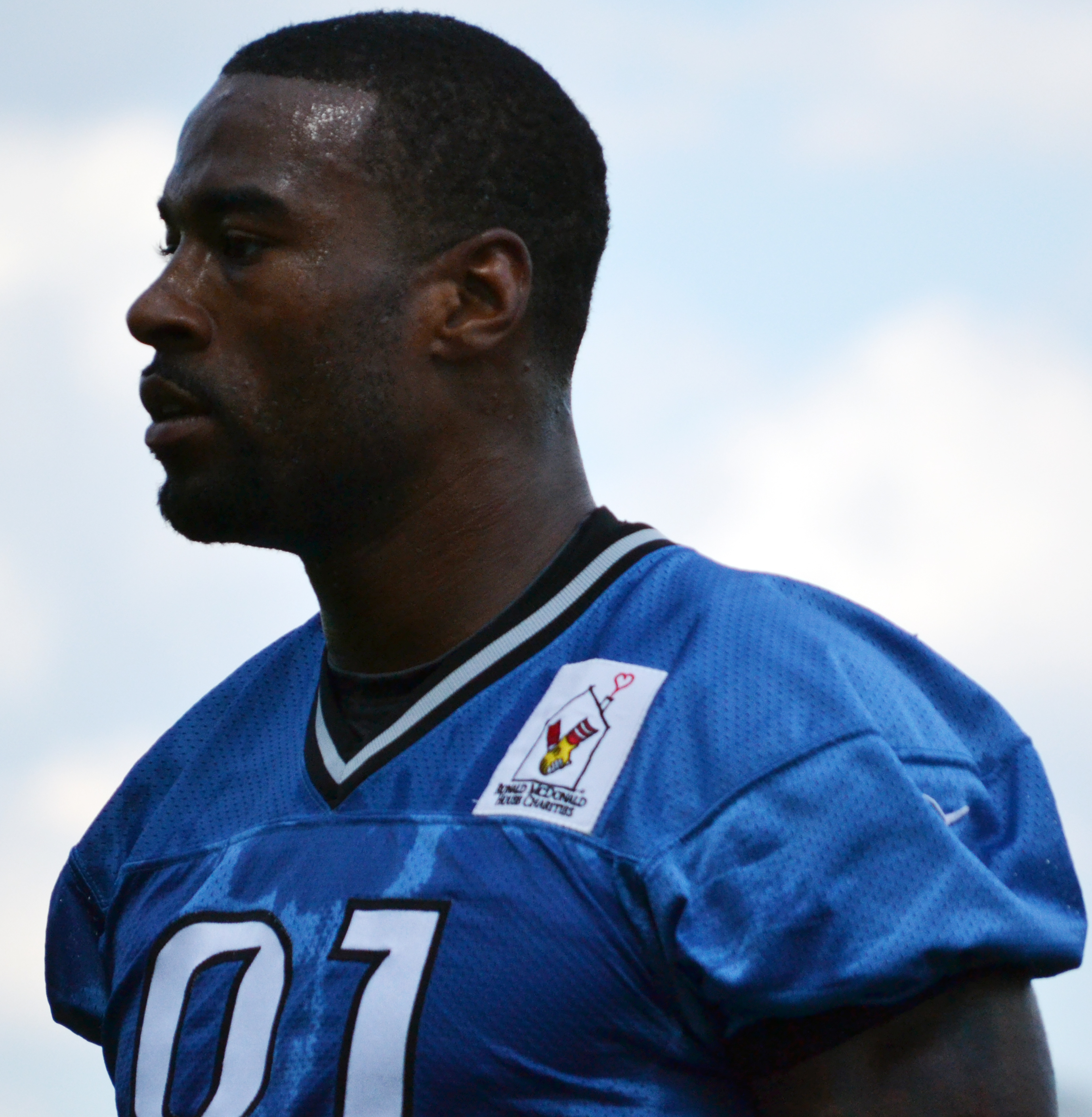
Calvin Johnson, candidat de la saison 23.

- Cette saison voit le retour de Cheryl Burke, qui a été absente à partir de la 20e saison (présente des saisons 2 à 19).
- La vedette de l'émission Little Women: LA, Terra Jolé est la première candidate naine depuis la création de l'émission.
- Laurie Hernandez est la gagnante la plus jeune (16 ans), dépassant ainsi le record des gagnantes des saisons 8 et 21, Shawn Johnson et Bindi Irwin.

| Candidat          | Occupation                                | Partenaire            | Départ     | Classement |
| ----------------- | ----------------------------------------- | --------------------- | ---------- | ---------- |
| Laurie Hernandez  | Championne olympique de gymnastique       | Valentin Chmerkovskiy | Semaine 11 | Vainqueur  |
| James Hinchcliffe | Pilote automobile IndyCar Series          | Sharna Burgess        | Semaine 11 | Deuxième   |
| Calvin Johnson    | Ancien joueur de football américain       | Lindsay Arnold        | Semaine 11 | Troisième  |
| Jana Kramer       | Chanteuse country et actrice              | Gleb Savchenko        | Semaine 11 | Éliminée   |
| Terra Jolé        | Vedette de télévision                     | Sasha Farber          | Semaine 10 | Éliminée   |
| Marilu Henner     | Comédienne et écrivaine                   | Derek Hough           | Semaine 9  | Éliminée   |
| Ryan Lochte       | Champion olympique de natation            | Cheryl Burke          | Semaine 8  | Éliminé    |
| Maureen McCormick | Actrice et écrivaine                      | Artem Chigvintsev     | Semaine 7  | Éliminée   |
| Amber Rose        | Model et personnalité médiatique          | Maksim Chmerkovskiy   | Semaine 6  | Éliminée   |
| Vanilla Ice       | Rappeur                                   | Witney Carson         | Semaine 4  | Éliminé    |
| Babyface          | Chanteur R&B                              | Allison Holker        | Semaine 4  | Éliminé    |
| Rick Perry        | Homme politique                           | Emma Slater           | Semaine 3  | Éliminé    |
| Jake T. Austin    | Acteur dont Les Sorciers de Waverly Place | Jenna Johnson         | Semaine 2  | Éliminé    |

- Marilu a participé aux saisons 1 et 6 de The Celebrity Apprentice. Lina de la saison 2 avait également prit part a la saison 6.
- Maureen a été finaliste de la première saison australienne de I'm a Celebrity... Get Me Out of Here!.
- Vanilla Ice a participé aux saisons 1 et 7 de The Surreal Life, ainsi qu'à l'édition anglaise de La Ferme Célébrités.

### Vingt-quatrième édition (2017)

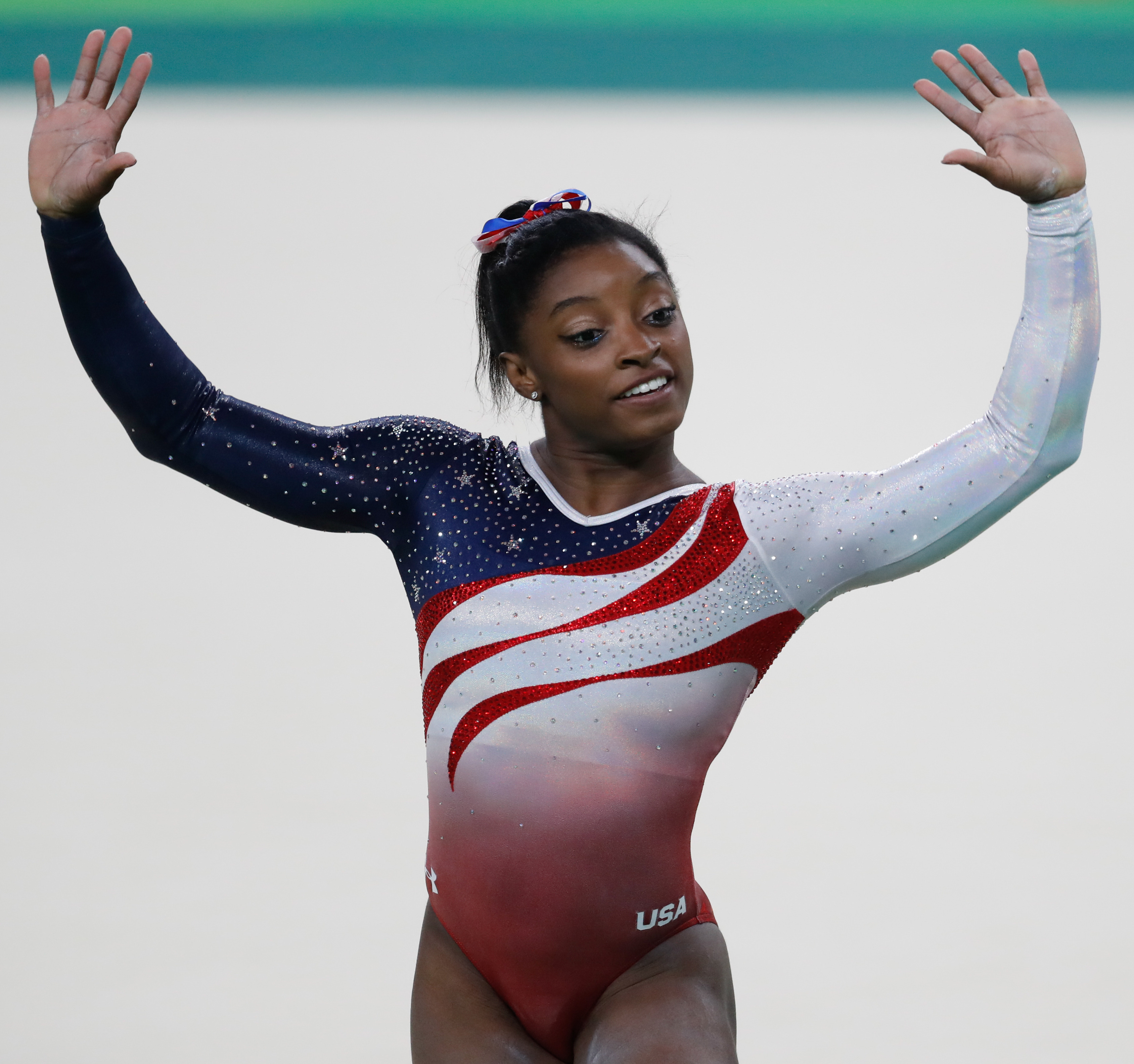
Simone Biles, candidate de la saison 24.

La saison 24 est diffusé du 20 mars 2017 au 23 mai 2017.
Les candidats et leurs partenaires sont officialisés le 1er mars 2017 au cours de l'émission Good Morning America.
Lors des résultats de la 6e semaine c'est Heather Morris qui est éliminée, alors qu'elle était première de la soirée en termes de notes des juges. Simone Biles connait le même sort lors de la demi-finale.
C'est la première fois qu'une personne anglaise (professionnel ou célèbre) remporte Dancing with the Stars, en la personne d'Emma Slater.
| Candidat        | Occupation                                                   | Partenaire            | Départ     | Classement |
| --------------- | ------------------------------------------------------------ | --------------------- | ---------- | ---------- |
| Rashad Jennings | Joueur de football américain                                 | Emma Slater           | Semaine 10 | Vainqueur  |
| David Ross      | Joueur de baseball                                           | Lindsay Arnold        | Semaine 10 | Deuxième   |
| Normani Kordei  | Membre du groupe Fifth Harmony                               | Valentin Chmerkovskiy | Semaine 10 | Troisième  |
| Simone Biles    | Championne olympique de Gymnastique artistique               | Sasha Farber          | Semaine 9  | Éliminée   |
| Bonner Bolton   | Coureur de taureaux et mannequin                             | Sharna Burgess        | Semaine 8  | Éliminé    |
| Nick Viall      | Vedette de The Bachelor 21                                   | Peta Murgatroyd       | Semaine 7  | Éliminé    |
| Nancy Kerrigan  | Championne américaine de patinage artistique                 | Artem Chigvintsev     | Semaine 7  | Éliminée   |
| Heather Morris  | Actrice dont Glee                                            | Maksim Chmerkovskiy   | Semaine 6  | Éliminée   |
| Erika Jayne     | Chanteuse et vedette de Les Real Housewives de Beverly Hills | Gleb Savchenko        | Semaine 5  | Éliminée   |
| Mr. T           | Ancien catcheur et acteur (L'Agence tous risques, Rocky 3)   | Kym Herjavec          | Semaine 4  | Éliminé    |
| Charo           | Guitariste, actrice et chanteuse                             | Keoikantse Motsepe    | Semaine 3  | Éliminée   |
| Chris Kattan    | Comédien et personnalité du Saturday Night Live              | Witney Carson         | Semaine 2  | Éliminé    |

- Normani a participé à la deuxième saison de l'émission X Factor US avec son groupe en 2012. Nicole Scherzinger (gagnante de Dancing with the Stars 10) était membre du jury lors de la première saison en 2011.
- Nick a d'abord été finaliste lors des saisons 10 et 11 de The Bachelorette, puis a participé à la saison 3 de Bachelor in Paradise avant d'être choisi comme le Bachelor en titre en janvier 2017.
- Charo a participé à la saison 3 en 2004 de The Surreal Life avec notamment Brigitte Nielsen, participante de l'émission en Allemagne en 2010. Elle était déjà apparue lors de la saison 10 de l'émission, pour apprendre le flamenco à Pamela Anderson.
- Chris a joué dans la série The Middle, auquel avait été invitée Kirstie Alley finaliste de la saison 12 et candidate de la saison 15.
- Heather est la deuxième actrice de la série Glee qui participera au programme. Amber Riley avait remporté le concours, lors de la saison 17

### Vingt-cinquième édition (2017)

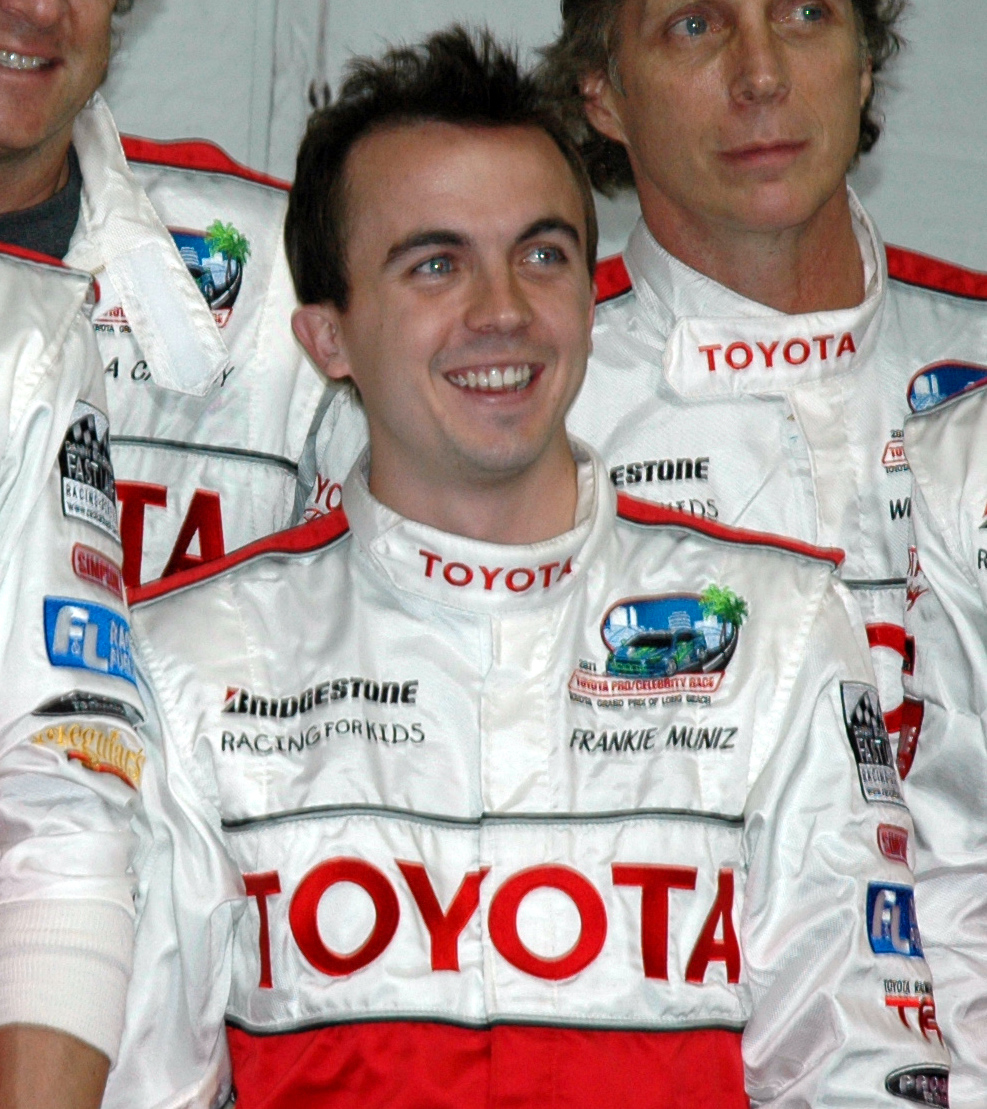
Frankie Muniz, finaliste de la saison 25.

La saison 25 a été diffusée du 18 septembre 2017 au 21 novembre 2017.
Le casting définitif a été annoncé le mercredi 6 septembre 2017.
| Candidat         | Occupation                                       | Partenaire            | Départ     | Classement |
| ---------------- | ------------------------------------------------ | --------------------- | ---------- | ---------- |
| Jordan Fisher    | Acteur Disney Channel et chanteur                | Lindsay Arnold        | Semaine 10 | Vainqueur  |
| Lindsey Stirling | Violoniste et compositrice                       | Mark Ballas           | Semaine 10 | Deuxième   |
| Frankie Muniz    | Acteur révélé par Malcolm                        | Witney Carson         | Semaine 10 | Troisième  |
| Drew Scott       | Vedette de l'émission Property Brothers          | Emma Slater           | Semaine 10 | Éliminé    |
| Victoria Arlen   | Ancienne nageuse paralympique                    | Valentin Chmerkovskiy | Semaine 9  | Éliminée   |
| Terrell Owens    | Ancien joueur de football américain en NFL       | Cheryl Burke          | Semaine 8  | Éliminé    |
| Vanessa Lachey   | Actrice, mannequin et animatrice de télévision   | Maksim Chmerkovskiy   | Semaine 7  | Éliminée   |
| Nikki Bella      | Catcheuse WWE et mannequin                       | Artem Chigvintsev     | Semaine 7  | Éliminée   |
| Nick Lachey      | Chanteur et acteur                               | Peta Murgatroyd       | Semaine 6  | Éliminé    |
| Sasha Pieterse   | Chanteuse et actrice dont Pretty Little Liars    | Gleb Savchenko        | Semaine 5  | Éliminée   |
| Derek Fisher     | Ancien joueur de NBA                             | Sharna Burgess        | Semaine 4  | Éliminé    |
| Debbie Gibson    | Chanteuse pop et actrice                         | Alan Bersten          | Semaine 2  | Éliminée   |
| Barbara Corcoran | Membre de l'émission Shark Tank et businesswoman | Keoikantse Motsepe    | Semaine 2  | Éliminée   |

- Nick et Vanessa Lachey sont le deuxième couple marié à concourir dans Dancing with the Stars, après Alexa Vega et Carlos Pena, Jr. lors de la saion 21. Nick est quant à lui le grand frère de Drew, gagnant de la saison 2 et candidat de la saison 15. Leurs partenaires, Maksim Chmerkovskiy (champion de la saison 18) et Peta Murgatroyd (championne des saisons 14 et 22) sont également mariés dans la vie.
- Nick est entre 2009 et 2013  jury dans l'émission The Sing-Off aux côtés de Nicole Scherzinger (gagnante de la saison 10). Il a participé en 2012 à Stars earn Stripes, au côté de Laila Ali (finaliste de la saison 4), et de Todd Palin (le père de Bristol des saisons 11 et 15). Émission présentée par Samantha Harris (co-animatrice des saisons 2 à 9).
- Lindsey a participé en 2010 à la saison 5 d'America's Got Talent. Des jurés ont déjà participé à Dancing with the Stars: Brandy Norwood et David Hasselhoff lors de la saison 11, et Mel B lors de la saison 3.
- Debbie a participé à Skating with Celebrities en 2006 (aux côtés de Bruce, désormais Caitlyn Jenner, l'ancien beau-père de Kim (saison 7) et Rob Kardashian (saison 13), et à The Celebrity Apprentice 5 en 2012 aux côtés d'Adam Carolla (saison 6), Penn Jillette (saison 6) et Tia Carrere (saison 2).
- Sasha est la troisième membre de la série Pretty Little Liars à participer à l'émission, après Brant Daugherty (saison 17) et Janel Parrish (saison 19).
- Derek Fisher et Jordan Fisher n'ont aucun lien de parenté.

### Vingt-sixième édition:spéciale athlètes(2018)

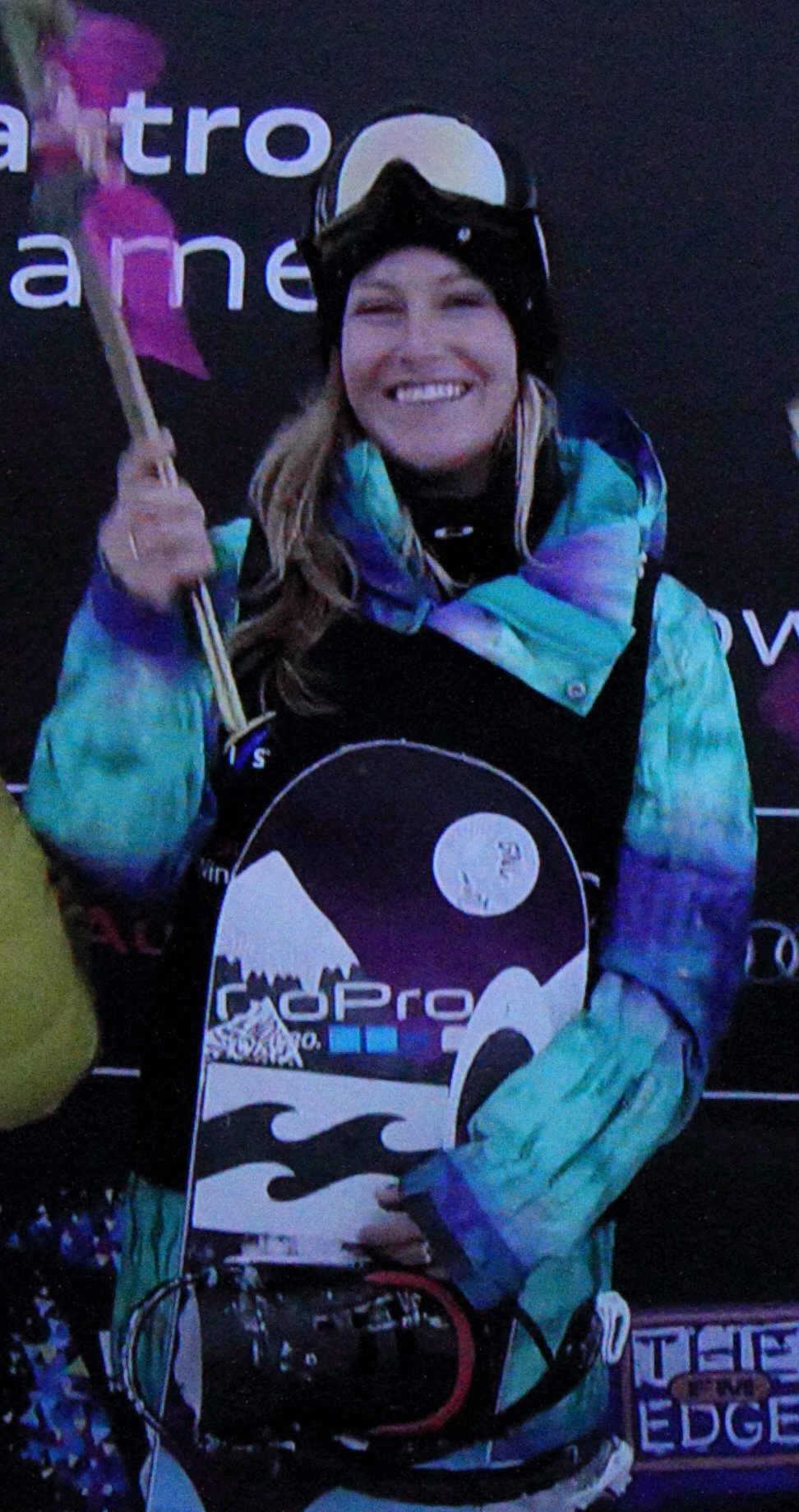
Jamie Anderson, athlète candidate de la saison 26.

La saison 26 est différente des autres éditions de Dancing with the Stars. En effet, cette fois-ci les candidats sont uniquement des athlètes, et l'émission aura la durée la plus courte depuis sa création en 2005, soit 4 semaines.
Elle a été diffusée du 30 avril 2018 au 21 mai 2018.
Le casting définitif a été annoncé le vendredi 13 avril 2018 lors de l'émission Good Morning America.
| Candidat            | Occupation                          | Partenaire         | Départ    | Classement |
| ------------------- | ----------------------------------- | ------------------ | --------- | ---------- |
| Adam Rippon         | Patineur artistique                 | Jenna Johnson      | Semaine 4 | Vainqueur  |
| Josh Norman         | Joueur de football américain en NFL | Sharna Burgess     | Semaine 4 | Deuxième   |
| Tonya Harding       | Patineuse artistique et boxeuse     | Sasha Farber       | Semaine 4 | Troisième  |
| Mirai Nagasu        | Patineuse artistique                | Alan Bersten       | Semaine 3 | Éliminée   |
| Chris Mazdzer       | Vice-champion olympique de luge     | Witney Carson      | Semaine 3 | Éliminé    |
| Jennie Finch        | Championne olympique de softball    | Keoikantse Motsepe | Semaine 3 | Éliminée   |
| Arike Ogunbowale    | Joueuse de basket-ball              | Gleb Savchenko     | Semaine 2 | Éliminée   |
| Kareem Abdul-Jabbar | Ancien champion de NBA              | Lindsay Arnold     | Semaine 2 | Éliminé    |
| Jamie Anderson      | Championne olympique de snowboard   | Artem Chigvintsev  | Semaine 1 | Éliminée   |
| Johnny Damon        | Ancien champion de baseball         | Emma Slater        | Semaine 1 | Éliminé    |

- Tonya a été condamnée en justice et exclue par sa fédération sportive pour son rôle dans l'attaque préméditée contre sa rivale Nancy Kerrigan lors des Jeux olympiques de Lillehammer en 1994. Kerrigan a participé à Dancing with the Stars en 2017.
- Jamie et Johnny ont participé en 2015 à la 7e saison de Celebrity Apprentice, au côté notamment de Leeza Gibbons (saison 4), Geraldo Rivera (saison 22), Vivica A. Fox (saison 3), Ian Ziering (saison 4), Kate Gosselin (saison 10) et Shawn Johnson (saisons 8 et 15).
- Jennie a participé en 2008 à la première saison de Celebrity Apprentice, au côté notamment de Marilu Henner (saison 23) et Carol Alt (candidate en 2009 de la version italienne).

### Vingt-septième édition (2018)

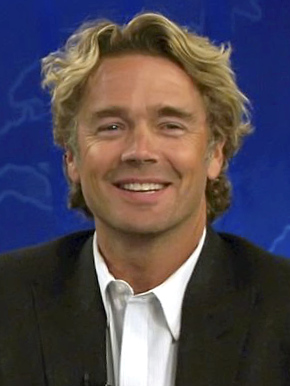
John Schneider, candidat de la saison 27.

La saison 27 est diffusée entre le 24 septembre et le 19 novembre 2018.

Le premier couple de la compétition a été annoncé le 5 septembre 2018. Le casting définitif a été annoncé le 12 septembre 2018. Contrairement aux autres saisons, la délibération finale s'est jouée entre quatre couples et non trois.
| Candidat           | Occupation                                         | Partenaire            | Départ    | Classement |
| ------------------ | -------------------------------------------------- | --------------------- | --------- | ---------- |
| Bobby Bones        | Animateur de l'émission radio The Bobby Bones Show | Sharna Burgess        | Semaine 9 | Vainqueur  |
| Milo Manheim       | Acteur Disney Channel                              | Witney Carson         | Semaine 9 | Deuxième   |
| Evanna Lynch       | Actrice dont la saga Harry Potter                  | Keo Motsepe           | Semaine 9 | Troisième  |
| Alexis Ren         | Mannequin et personnalité d'Internet               | Alan Bersten          | Semaine 9 | Quatrième  |
| Juan Pablo Di Pace | Acteur dont La Fête à la maison : 20 ans après     | Cheryl Burke          | Semaine 8 | Éliminé    |
| Joe Amabile        | Vedette de télévision                              | Jenna Johnson         | Semaine 8 | Éliminé    |
| DeMarcus Ware      | Joueur de football américain en NFL                | Lindsay Arnold        | Semaine 7 | Éliminé    |
| John Schneider     | Acteur dont Shérif, fais-moi peur et Smallville    | Emma Slater           | Semaine 7 | Éliminé    |
| Mary Lou Retton    | Championne olympique de gymnastique                | Sasha Farber          | Semaine 6 | Éliminée   |
| Tinashe            | Chanteuse                                          | Brandon Armstrong     | Semaine 4 | Éliminée   |
| Nancy McKeon       | Actrice dont Drôle de vie                          | Valentin Chmerkovskiy | Semaine 3 | Éliminée   |
| Danelle Umstead    | Skieuse handisport                                 | Artem Chigvintsev     | Semaine 2 | Éliminée   |
| Nikki Glaser       | Comédienne et scénariste de télévision             | Gleb Savchenko        | Semaine 1 | Éliminée   |

- Nancy est la deuxième actrice de Drôle de vie a participer à Dancing with the Stars, après Cloris Leachman de la saison 7.
- Juan est le troisième acteur de la série La Fête à la maison : 20 ans après à participer à l'émission, après Candace Cameron Bure (saison 18) et Jodie Sweetin (saison 22).
- Joe a participé à The Bachelorette 14, et à Bachelor in Paradise 5, en 2018.

### Vingt-huitième édition (2019)

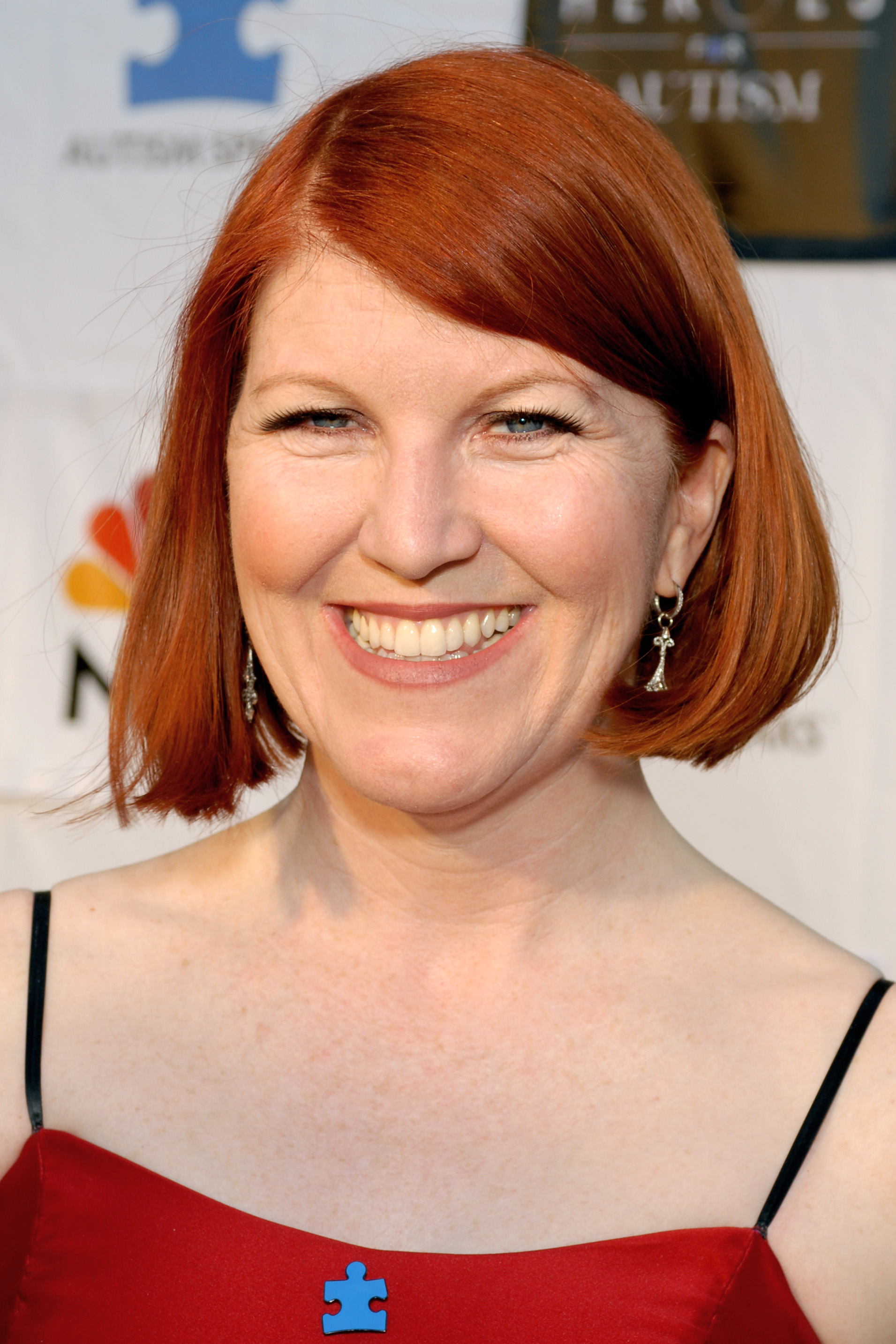
Kate Flannery, candidate de la saison 28.

Le 10 mai 2019 la chaine ABC renouvelle officiellement Dancing with the stars pour une 28e saison.
Christie Brinkley devait initialement participer à cette saison 28 au côté de Valentin Chmerkovskiy. S’étant blessée la veille du lancement, elle ne peut concourir, et c'est sa fille, Sailor Lee Brinkley-Cook, qui la remplace.
| Candidat                 | Occupation                                 | Partenaire                                    | Départ     | Résultat        |
| ------------------------ | ------------------------------------------ | --------------------------------------------- | ---------- | --------------- |
| Hannah Brown             | Vedette de télévision                      | Alan Bersten                                  | Semaine 11 | Vainqueur       |
| Kel Mitchell             | Comédien                                   | Witney Carson                                 | Semaine 11 | Deuxième        |
| Ally Brooke              | Chanteuse, membre des Fifth Harmony        | Sasha Farber                                  | Semaine 11 | Troisième       |
| Lauren Alaina            | Chanteuse révélée par American Idol 10     | Gleb Savchenko                                | Semaine 11 | Quatrième       |
| James Van Der Beek       | Acteur dont Dawson et Les Experts : Cyber  | Emma Slater                                   | Semaine 10 | Éliminé         |
| Sean Spicer              | Ancien porte-parole de la Maison-Blanche   | Lindsay ArnoldJenna Johnson (semaines 8 et 9) | Semaine 9  | Éliminé         |
| Kate Flannery            | Actrice dont The Office                    | Pasha Pashkov                                 | Semaine 8  | Éliminée        |
| Karamo Brown             | Expert de Queer Eye sur Netflix            | Jenna Johnson                                 | Semaine 7  | Éliminé         |
| Sailor Lee Brinkley-Cook | Fille de Christie Brinkley                 | Valentin Chmerkovskiy                         | Semaine 6  | Éliminée        |
| Lamar Odom               | Ancien basketteur de NBA                   | Peta Murgatroyd                               | Semaine 4  | Éliminé         |
| Ray Lewis                | Ancien joueur de football américain NFL    | Cheryl Burke                                  | Semaine 3  | Abandon médical |
| Mary Wilson              | Chanteuse, ancienne membre de The Supremes | Brandon Armstrong                             | Semaine 2  | Éliminée        |

- Karamo a participé entre 2004 et 2005 à The Real World: Philadelphia sur MTV.
- Hannah a participé en 2019 à The Bachelor 23, The Bachelorette 15, et a été invitée à Bachelor in Paradise 6.
- Lamar est l'ancien mari de Khloé Kardashian, la sœur de Kim qui a participé à la saison 7 et de Rob qui a participé à la saison 13.
- Ally fait partie du groupe Fifth Harmony, comme Normani Kordei de la saison 24.

### Vingt-neuvième édition (2020)

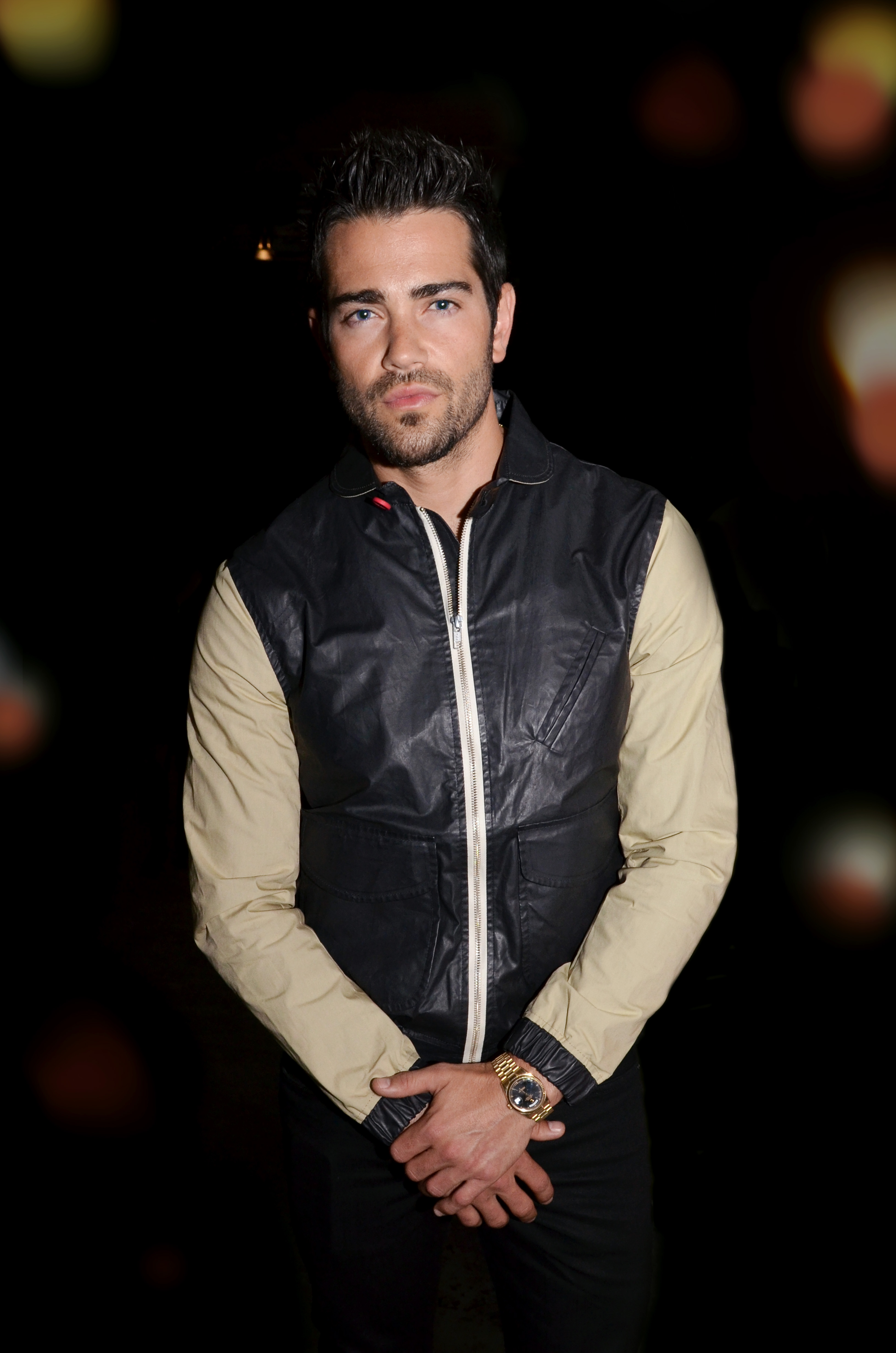
Jesse Metcalfe, candidat de la saison 29.

Cette saison se déroule durant la Pandémie de Covid-19 aux États-Unis.
C'est la première saison présentée par Tyra Banks, qui remplace Tom Bergeron, présent depuis la saison 1 en 2005.
| Candidat         | Occupation                                          | Partenaire            | Départ     | Résultat        | Classement |
| ---------------- | --------------------------------------------------- | --------------------- | ---------- | --------------- | ---------- |
| Kaitlyn Bristowe | Vedette de The Bachelorette 11                      | Artem Chigvintsev     | Semaine 11 | Vainqueur       | 1er        |
| Nev Schulman     | Animateur et producteur de télévision               | Jenna Johnson         | Semaine 11 | Deuxième        | 2e         |
| Nelly            | Rappeur                                             | Daniella Karagach     | Semaine 11 | Troisième       | 3e         |
| Justina Machado  | Actrice                                             | Sasha Farber          | Semaine 11 | Quatrième       | 4e         |
| Skai Jackson     | Actrice Disney Channel                              | Alan Bersten          | Semaine 10 | Éliminée        | 5e         |
| Johnny Weir      | Ancien patineur artistique                          | Britt Stewart         | Semaine 10 | Éliminé         | 6e         |
| A. J. McLean     | Chanteur membre des Backstreet Boys                 | Cheryl Burke          | Semaine 9  | Éliminé         | 7e         |
| Chrishell Stause | Actrice et agent immobilière de Selling Sunset      | Gleb Savchenko        | Semaine 8  | Éliminée        | 8e         |
| Jeannie Mai      | Animatrice de télévision et styliste                | Brandon Armstrong     | Semaine 8  | Abandon médical | 9e         |
| Monica Aldama    | Entraîneur de cheerleading et vedette de Cheer      | Valentin Chmerkovskiy | Semaine 7  | Éliminée        | 10e        |
| Vernon Davis     | Joueur de football américain retraité               | Peta Murgatroyd       | Semaine 6  | Éliminé         | 11e        |
| Jesse Metcalfe   | Acteur révélé par Desperate Housewives              | Sharna Burgess        | Semaine 5  | Éliminé         | 12e        |
| Anne Heche       | Actrice récompensé d'un Daytime Emmy Award          | Keo Motsepe           | Semaine 4  | Éliminée        | 13e        |
| Carole Baskin    | Militante du droit des animaux et chef d'entreprise | Pasha Pashkov         | Semaine 3  | Éliminée        | 14e        |
| Charles Oakley   | Ancien basketteur de NBA                            | Emma Slater           | Semaine 2  | Éliminé         | 15e        |

- A. J. est le 2e membre du groupe des Backstreet Boys après Nick (saison 21).
- Johnny a été juré de Skating with the Stars en 2011 (émission dérivée de Dancing with the Stars), et a été candidat à The Masked Singer 2 en 2019.

### Trentième édition (2021)

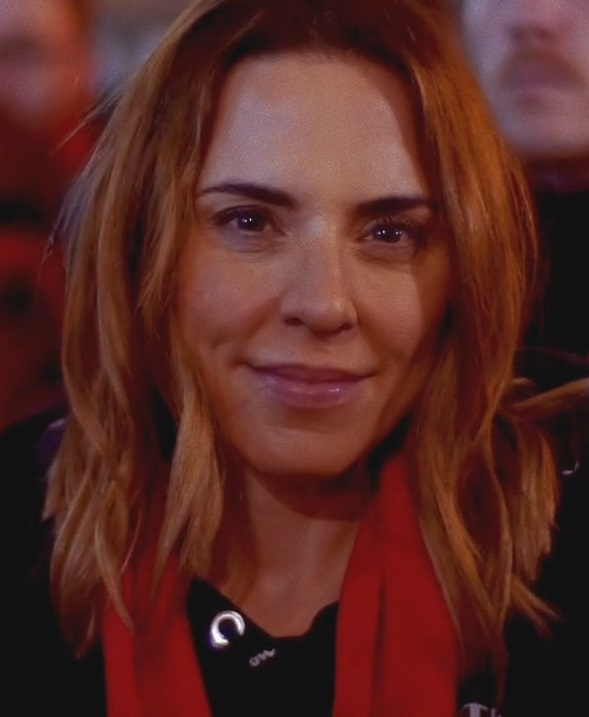
Melanie C, candidate de la saison 30

Cette nouvelle saison débutera le 20 septembre 2021. La Youtubeuse JoJo Siwa et la gymnaste Suni Lee sont les premières candidates annoncées pour cette nouvelle saison. Les autres candidats seront présentés le 8 septembre dans l'émission Good Morning America.
Ce sera la première fois qu'un couple de même-sexe sera en compétition.
| Candidat               | Occupation                                     | Partenaire        | Départ     | Résultat  | Classement |
| ---------------------- | ---------------------------------------------- | ----------------- | ---------- | --------- | ---------- |
| Iman Shumpert          | Joueur de basket-ball                          | Daniella Karagach | Semaine 10 | Vainqueur | 1er        |
| JoJo Siwa              | Youtubeuse, chanteuse et danseuse              | Jenna Johnson     | Semaine 10 | Deuxième  | 2e         |
| Cody Rigsby            | Personnalité médiatique                        | Cheryl Burke      | Semaine 10 | Troisième | 3e         |
| Amanda Kloots          | Coanimatrice de The Talk                       | Alan Bersten      | Semaine 10 | Quatrième | 4e         |
| Suni Lee               | Championne olympique de gymnastique artistique | Sasha Farber      | Semaine 9  | Eliminée  | 5e         |
| Melora Hardin          | Actrice                                        | Artem Chigvintsev | Semaine 9  | Eliminée  | 6e         |
| Jimmie Allen           | Chanteur                                       | Emma Slater       | Semaine 8  | Eliminé   | 7e         |
| Olivia Jade            | YouTubeuse et une fille de Lori Loughlin       | Val Chmerkovskiy  | Semaine 8  | Eliminée  | 8e         |
| Mike "The Miz" Mizanin | Catcheur                                       | Witney Carson     | Semaine 7  | Eliminé   | 9e         |
| Kenya Moore            | Mannequin, actrice et productrice              | Brandon Armstrong | Semaine 6  | Eliminée  | 10e        |
| Melanie C              | Chanteuse membre des Spice Girls               | Gleb Savchenko    | Semaine 5  | Eliminée  | 11e        |
| Matt James             | Personnalité de la télévision                  | Lindsay Arnold    | Semaine 4  | Éliminé   | 12e        |
| Brian Austin Green     | Acteur dont Beverly Hills, 90210               | Sharna Burgess    | Semaine 4  | Éliminé   | 13e        |
| Christine Chiu         | Personnalité de télévision                     | Pasha Pashkov     | Semaine 3  | Éliminée  | 14e        |
| Martin Kove            | Acteur dont la saga Karaté Kid                 | Britt Stewart     | Semaine 2  | Éliminé   | 15e        |

- JoJo a participé, en 2020 à la saison 3 de The Masked Singer, déguisée en T-Rex.
- Matt a été le premier bachelor afro américain lors de la saison 25 de The Bachelor.
- Kenya a participé à la saison 7 de The Celebrity Apprentice en 2015.
- Brian participé, en 2020 à la saison 4 de The Masked Singer, et a été juré dans The Masked Dancer. Il est le 4e acteur de Beverly Hills, 90210 a participer au programme, après Ian Ziering (saison 4), Jennie Garth (saison 5) et Shannen Doherty (saison 10).
- Melanie C est la deuxième membre des Spice Girls à participer au programme, Mel B a terminé à la 2e place lors de la saison 5. Emma Bunton a quant à elle participé en 2006 à Strictly Come Dancing , et a terminé à la 3e place.
- Martin est le deuxième acteur de la saga Karaté Kid a participer, après Ralph Macchio lors de la saison 12.

### Trente-et-unième édition (2022)

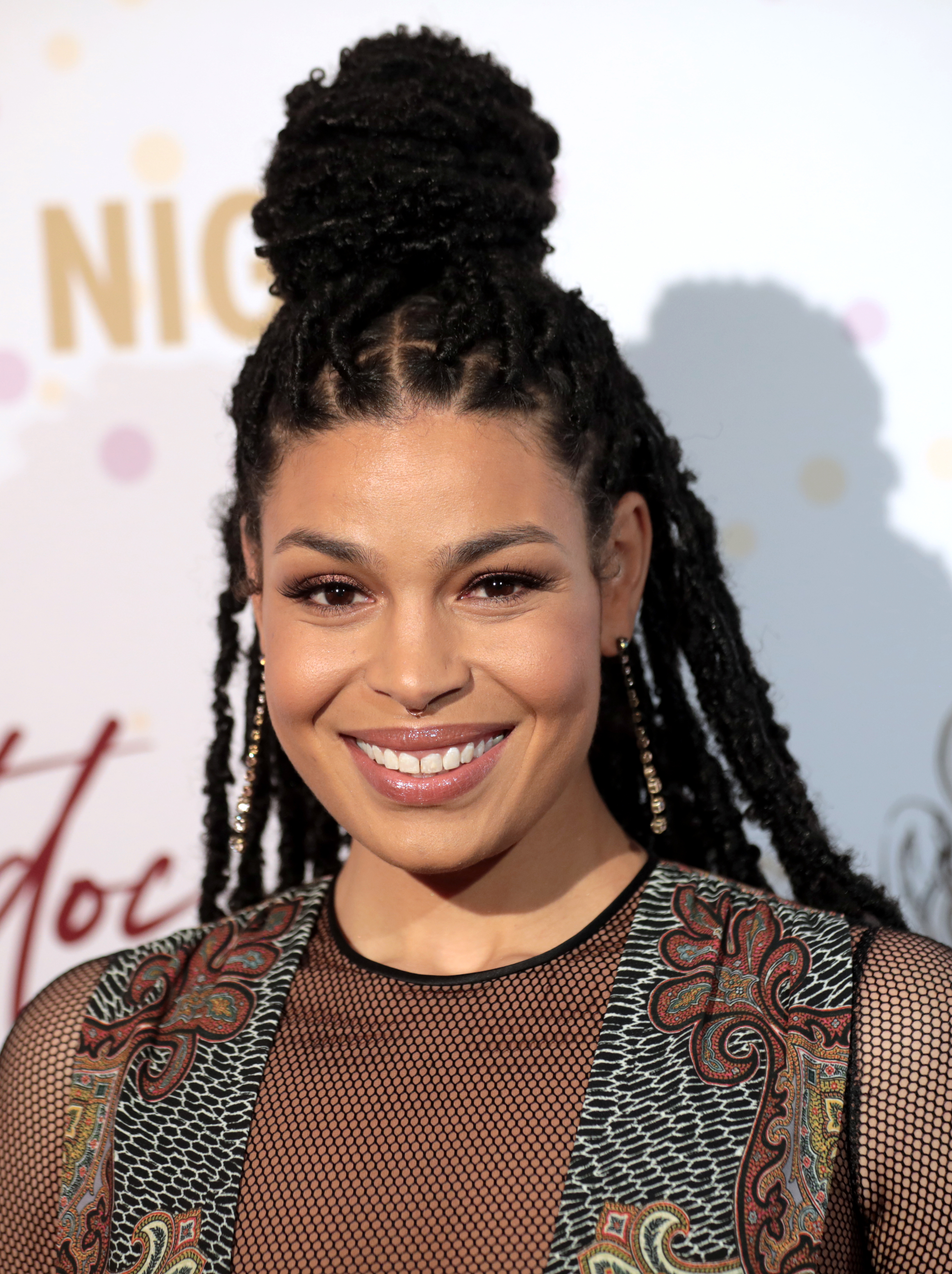
Jordin Sparks, candidate de la saison 31

La saison 31 est la première à être diffusée sur Disney+. La saison débute le 19 septembre 2022.
Alfonso Ribeiro, vainqueur de la saison 19, devient le co-présentateur auprès de Tyra Banks.
Gene Simmons, membre du groupe Kiss et ayant participé à la première saison de Celebrity Apprentice, annonce sur Twitter durant l'été 2022 qu'il n'accepte pas la proposition de la production d'intégrer le casting de cette nouvelle saison de Dancing with the Stars.
Charli D'Amelio et sa mère sont les premières célébrités annoncées, suivi du fils hors mariage d'Arnold Schwarzenegger, Joseph Baena. Le reste du casting sera révélé le 8 septembre 2022 dans l'émission Good Morning America.
| Candidat            | Occupation                                            | Partenaire        | Départ     | Résultat        | Classement |
| ------------------- | ----------------------------------------------------- | ----------------- | ---------- | --------------- | ---------- |
| Charli D'Amelio     | Influenceuse                                          | Mark Ballas       | Semaine 10 | Vainqueur       | 1er        |
| Gabby Windey        | Personnalité de télévision                            | Val Chmerkovskiy  | Semaine 10 | Seconde place   | 2e         |
| Wayne Brady         | Comédien et chanteur                                  | Witney Carson     | Semaine 10 | Troisième place | 3e         |
| Shangela            | Drag-queen et personnalité de télévision              | Gleb Savchenko    | Semaine 10 | Quatrième       | 4e         |
| Daniel Durant       | Acteur dont CODA                                      | Britt Stewart     | Semaine 9  | Éliminé         | 5e         |
| Trevor Donovan      | Acteur dont 90210 Beverly Hills : Nouvelle Génération | Emma Slater       | Semaine 9  | Éliminé         | 6e         |
| Vinny Guadagnino    | Vedette de Bienvenue à Jersey Shore                   | Koko Iwasaki      | Semaine 8  | Éliminé         | 7e         |
| Heidi D'Amelio      | Mère de Charli D'Amelio                               | Artem Chigvintsev | Semaine 8  | Éliminée        | 8e         |
| Jordin Sparks       | Chanteuse et actrice                                  | Brandon Armstrong | Semaine 7  | Éliminée        | 9e         |
| Jessie James Decker | Chanteuse de country                                  | Alan Bersten      | Semaine 6  | Éliminée        | 10e        |
| Joseph Baena        | Fils d'Arnold Schwarzenegger et acteur                | Daniella Karagach | Semaine 5  | Éliminé         | 11e        |
| Selma Blair         | Actrice dont Sexe Intentions                          | Sasha Farber      | Semaine 5  | Abandon         | 12e        |
| Sam Champion        | Météorologiste et animateur de télévision             | Cheryl Burke      | Semaine 4  | Éliminé         | 13e        |
| Cheryl Ladd         | Actrice et chanteuse                                  | Louis van Amstel  | Semaine 3  | Éliminée        | 14e        |
| Teresa Giudice      | Vedette de The Real Housewives of New Jersey          | Pasha Pashkov     | Semaine 2  | Éliminée        | 15e        |
| Jason Lewis         | Acteur dont Sex and the City                          | Peta Murgatroyd   | Semaine 1  | Éliminé         | 16e        |

- Wayne a remporté la seconde saison de The Masked Singer en 2019.
- Daniel joué le rôle du fils de Marlee Matlin dans le film CODA. Matlin était candidate de la saison 6.
- Vinny et Jordin ont participé à la première saison de The Masked Dancer

### Trente-deuxième édition (2023)

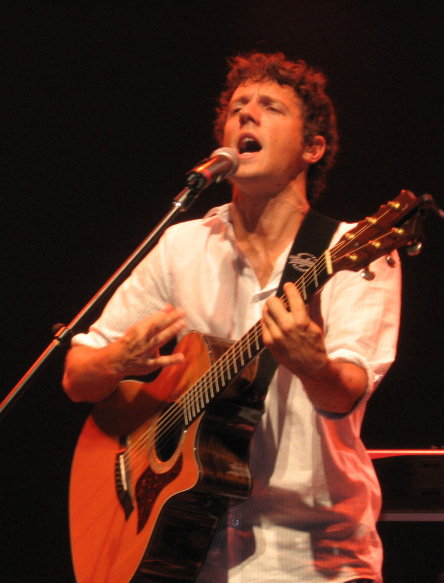
Jason Mraz, candidat de la saison 32

La saison 32 est diffusée à la fois sur ABC et sur Disney+. La saison débute le 26 septembre 2023.
Alfonso Ribeiro récupère la présentation principale, et Julianne Hough devient co-animatrice. Le jury reste au nombre de trois: Derek Hough, Carrie Ann Inaba, et Bruno Tonioli. Lenn Goodman s'étant retiré de l'émission avant de décéder.  
| Candidat          | Occupation                                                                | Partenaire        | Départ     | Résultat        | Classement |
| ----------------- | ------------------------------------------------------------------------- | ----------------- | ---------- | --------------- | ---------- |
| Xochitl Gomez     | Actrice                                                                   | Val Chmerkovskiy  | Semaine 11 | Vainqueur       | 1er        |
| Jason Mraz        | Chanteur                                                                  | Daniella Karagach | Semaine 11 | Seconde place   | 2e         |
| Ariana Madix      | Vedette de l'émission Vanderpump Rules                                    | Pasha Pashkov     | Semaine 11 | Troisième place | 3e         |
| Charity Lawson    | Vedette de l'émission The Bachelorette 20                                 | Artem Chigvintsev | Semaine 11 | Quatrième       | 4e         |
| Alyson Hannigan   | Actrice dont American Pie                                                 | Sasha Farber      | Semaine 11 | Cinquième       | 5e         |
| Harry Jowsey      | Youtubeur et personnalité de télévision                                   | Rylee Arnold      | Semaine 9  | Éliminé         | 6e         |
| Barry Williams    | Acteur dont The Brady Bunch                                               | Peta Murgatroyd   | Semaine 8  | Éliminé         | 7e         |
| Lele Pons         | Youtubeuse, actrice et chanteuse                                          | Brandon Armstrong | Semaine 7  | Éliminée        | 8e         |
| Mauricio Umansky  | Agent immobilier, star de l'émission Les Real Housewives de Beverly Hills | Emma Slater       | Semaine 6  | Éliminé         | 9e         |
| Mira Sorvino      | Actrice récompensée aux Oscars et Golden Globes                           | Gleb Savchenko    | Semaine 5  | Éliminée        | 10e        |
| Adrian Peterson   | Joueur de football américain en NFL                                       | Britt Stewart     | Semaine 4  | Éliminé         | 11e        |
| Tyson Beckford    | Acteur                                                                    | Jenna Johnson     | Semaine 3  | Éliminé         | 12e        |
| Jamie Lynn Spears | Actrice dont Zoé et soeur de Britney Spears                               | Alan Bersten      | Semaine 2  | Éliminée        | 13e        |
| Matt Walsh        | Acteur dont Very Bad Trip et Ted                                          | Koko Iwasaki      | Semaine 1  | Éliminé         | 14e        |

### Trente-troisième édition (2024)

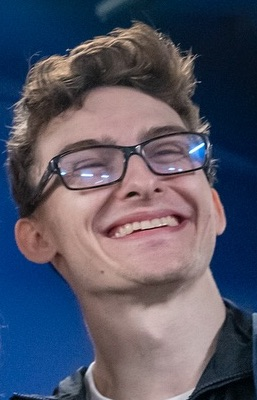
Stephen Nedoroscik, candidat de la saison 33

La saison 33 est toujours diffusée à la fois sur ABC et sur Disney+. La saison débute le 17 septembre 2024.
Alfonso Ribeiro et Julianne Hough sont toujours les co-animateurs. Le jury reste inchangé: Derek Hough, Carrie Ann Inaba, et Bruno Tonioli.
Mark Ballas revient en tant que juge invité lors de la 4e semaine. 
| Candidat            | Occupation                                            | Partenaire            | Départ    | Résultat        | Classement |
| ------------------- | ----------------------------------------------------- | --------------------- | --------- | --------------- | ---------- |
| Joey Graziadei      | Vedette de télévision révélée par The Bachelor        | Jenna Johnson         | Semaine 9 | Première place  | 1er        |
| Ilona Maher         | Joueuse de Rugby à XV                                 | Alan Bersten          | Semaine 9 | Deuxième place  | 2e         |
| Chandler Kinney     | Actrice                                               | Brandon Armstrong     | Semaine 9 | Troisième place | 3e         |
| Stephen Nedoroscik  | Champion de gymnastique artistique                    | Rylee Arnold          | Semaine 9 | Quatrième place | 4e         |
| Danny Amendola      | Joueur de football américain américain                | Witney Carson         | Semaine 9 | Cinquième place | 5e         |
| Dwight Howard       | Joueur de basket-ball                                 | Daniella Karagach     | Semaine 8 | Éliminé         | 6e         |
| Jenn Tran           | Vedette de télévision révélée par The Bachelorette    | Sasha Farber          | Semaine 6 | Éliminée        | 7e         |
| Phaedra Parks       | Vedette de télévision                                 | Valentin Chmerkovskiy | Semaine 5 | Éliminée        | 8e         |
| Brooks Nader        | Mannequin                                             | Gleb Savchenko        | Semaine 4 | Éliminée        | 9e         |
| Reginald VelJohnson | Acteur notamment La Vie de famille                    | Emma Slater           | Semaine 3 | Éliminé         | 10e        |
| Eric Roberts        | Acteur, père d'Emma Roberts et frère de Julia Roberts | Britt Stewart         | Semaine 3 | Éliminé         | 11e        |
| Tori Spelling       | Actrice révélée par Beverly Hills, 90210              | Pasha Pashkov         | Semaine 2 | Éliminée        | 12e        |
| Anna Delvey         | Escroqueuse condamnée germano-russe                   | Ezra Sosa             | Semaine 2 | Éliminée        | 13e        |

- En 2023 Danny et Dwight participent à Special Forces: World's Toughest Test, ou participent également Hannah Brown (saison 28), Kenya Moore (saison 30), Mel B (saison 5), Nastia Liukin (saison 20), Jamie Lynn Spears (saison 32) et Kate Gosselin (saison 10).
- Eric a participés à Celebrity Rehab entre 2010 et 2011, et à Celebrity Island with Bear Grylls 3 en 2018.
- Tori a participé à The Masked Singer en 2019 aux États-Unis, a été invitée sur les versions australienne et française en 2022, et a été candidate sur la version espagnol en 2023 (même saison que l'américaine Bo Derek). De plus elle est la cinquième membre de la série Beverly Hills, 90210 à participer à l'émission, après Ian Ziering (saison 4), Jennie Garth (saison 5), Shannen Doherty (saison 10) et Brian Austin Green (saison 30).
- Joey a été le Bachelor de la saison 28, ou Jenn était candidate, en 2024.

### Trente-quatrième édition (2025)
La saison 34 sera diffusée à partir du 16 septembre 2025. 
| Candidat        | Occupation                                           | Partenaire | Départ | Résultat       | Classement |
| --------------- | ---------------------------------------------------- | ---------- | ------ | -------------- | ---------- |
| Jen Affleck     | Star de l'émission The Secret Lives of Mormon Wives  |            |        | En compétition |            |
| Alix Earle      | Influenceuse et mannequin                            |            |        | En compétition |            |
| Robert Irwin    | Conservateur de la nature et personnalité médiatique |            |        | En compétition |            |
| Whitney Leavitt | Star de l'émission The Secret Lives of Mormon Wives  |            |        | En compétition |            |

- Robert est le petit frère de Bindi Irwin, qui a remportée la saison 21. Il anime également la version australienne de I'm a Celebrity… Get Me Out of Here!.

## Meilleures notes
Les scores présentés ci-dessous représentent le cumul des scores (en moyenne) de la personnalité acquise au cours de sa saison. Les scores des saisons 19, 20, 23, 30 et 31 ont été ajustés pour être sur 30 au lieu de 40.
| Rang | Saison | Classement | Personnalité       | Partenaire            | Moyenne des notes |
| ---- | ------ | ---------- | ------------------ | --------------------- | ----------------- |
| 1    | 18     | Vainqueur  | Meryl Davis        | Maksim Chmerkovskiy   | 28.40             |
| 2    | 6      | Vainqueur  | Kristi Yamaguchi   | Mark Ballas           | 28.33             |
| 3    | 31     | Vainqueur  | Charli D'Amelio    | Mark Ballas           | 28.29             |
| 4    | 8      | Deuxième   | Gilles Marini      | Cheryl Burke          | 28.10             |
| 5    | 15     | Vainqueur  | Melissa Rycroft    | Tony Dovolani         | 28.00             |
| 5    | 20     | Deuxième   | Riker Lynch        | Allison Holker        | 28.00             |
| 7    | 25     | Vainqueur  | Jordan Fisher      | Lindsay Arnold        | 27.94             |
| 8    | 15     | Deuxième   | Shawn Johnson      | Derek Hough           | 27.93             |
| 9    | 21     | Vainqueur  | Bindi Irwin        | Derek Hough           | 27.88             |
| 10   | 14     | Deuxième   | Katherine Jenkins  | Mark Ballas           | 27.87             |
| 10   | 18     | Deuxième   | Amy Purdy          | Derek Hough           | 27.87             |
| 12   | 17     | Vainqueur  | Amber Riley        | Derek Hough           | 27.75             |
| 12   | 20     | Vainqueur  | Rumer Willis       | Valentin Chmerkovskiy | 27.75             |
| 14   | 2      | Troisième  | Stacy Keibler      | Tony Dovolani         | 27.73             |
| 14   | 2      | Vainqueur  | Drew Lachey        | Cheryl Burke          | 27.73             |
| 16   | 23     | Vainqueur  | Laurie Hernandez   | Valentin Chmerkovskiy | 27.70             |
| 17   | 30     | Deuxième   | JoJo Siwa          | Jenna Johnson         | 27.69             |
| 18   | 19     | Vainqueur  | Alfonso Ribeiro    | Witney Carson         | 27.68             |
| 19   | 26     | Vainqueur  | Adam Rippon        | Jenna Johnson         | 27.66             |
| 20   | 3      | Deuxième   | Mario López        | Karina Smirnoff       | 27.60             |
| 20   | 5      | Deuxième   | Mel B              | Maksim Chmerkovskiy   | 27.60             |
| 20   | 24     | Troisième  | Normani Kordei     | Valentin Chmerkovskiy | 27.60             |
| 23   | 15     | Sixième    | Gilles Marini      | Peta Murgatroyd       | 27.55             |
| 23   | 27     | Cinquième  | Juan Pablo di Pace | Cheryl Burke          | 27.55             |
| 25   | 20     | Quatrième  | Nastia Liukin      | Derek Hough           | 27.54             |
| 26   | 4      | Vainqueur  | Apolo Anton Ohno   | Julianne Hough        | 27.53             |
| 26   | 10     | Vainqueur  | Nicole Scherzinger | Derek Hough           | 27.53             |
| 26   | 27     | Deuxième   | Milo Manheim       | Witney Carson         | 27.53             |
| 29   | 31     | Deuxième   | Gabby Windey       | Valentin Chmerkovskiy | 27.48             |
| 30   | 4      | Deuxième   | Joey Fatone        | Kym Johnson           | 27.47             |
| 30   | 14     | Troisième  | William Levy       | Cheryl Burke          | 27.47             |
| 30   | 23     | Deuxième   | James Hinchcliffe  | Shanna Burgess        | 27.47             |
| 33   | 16     | Vainqueur  | Kellie Pickler     | Derek Hough           | 27.40             |
| 34   | 17     | Deuxième   | Corbin Bleu        | Karina Smirnoff       | 27.38             |
| 34   | 19     | Troisième  | Janel Parrish      | Valentin Chmerkovskiy | 27.38             |
| 36   | 16     | Deuxième   | Zendaya            | Valentin Chmerkovskiy | 27.33             |
| 37   | 9      | Deuxième   | Mýa                | Dmitry Chaplin        | 27.29             |
| 38   | 15     | Cinquième  | Apolo Anton Ohno   | Karina Smirnoff       | 27.25             |
| 39   | 19     | Quatrième  | Bethany Mota       | Derek Hough           | 27.23             |
| 40   | 32     | Vainqueur  | Xochitl Gomez      | Valentin Chmerkovskiy | 27.21             |
| 41   | 11     | Vainqueur  | Jennifer Grey      | Derek Hough           | 27.18             |
| 41   | 21     | Deuxième   | Nick Carter        | Sharna Burgess        | 27.18             |
| 43   | 5      | Vainqueur  | Hélio Castroneves  | Julianne Hough        | 27.13             |
| 43   | 22     | Deuxième   | Paige VanZant      | Mark Ballas           | 27.13             |
| 45   | 31     | Troisième  | Wayne Brady        | Witney Carson         | 27.11             |
| 46   | 24     | Vainqueur  | Rashad Jennings    | Emma Slater           | 27.10             |
| 47   | 15     | Huitième   | Sabrina Bryan      | Louis Van Amstel      | 27.07             |
| 47   | 7      | Vainqueur  | Brooke Burke       | Derek Hough           | 27.06             |
| 47   | 14     | Vainqueur  | Donald Driver      | Peta Murgatroyd       | 27.06             |
| 50   | 25     | Deuxième   | Lindsey Stirling   | Mark Ballas           | 27.05             |
| 51   | 4      | Troisième  | Laila Ali          | Maksim Chmerkovskiy   | 27.00             |
| 51   | 5      | Septième   | Sabrina Bryan      | Mark Ballas           | 27.00             |
| 51   | 18     | Cinquième  | Charlie White      | Sharna Burgess        | 27.00             |

## Candidats issus du groupe Disney
La chaine ABC et la plateforme Disney+ font partie du groupe The Walt Disney Company. Parmi les nombreux candidats, on retrouve certains qui sont attachés à la chaîne, comme :
- Kelly Monaco (saison 1 et 15) qui joue dans la série Hôpital central sur ABC.
- Monique Coleman (saison 3) qui a joué dans High School Musical 1, 2 et 3 sur Disney Channel et au cinéma.
- Billy Ray Cyrus (saison 4) qui a joué dans Hannah Montana sur Disney Channel.
- John Ratzenberger (saison 4) qui a doublé des voix dans Toy Story ou encore WALL-E pour Pixar.
- Sabrina Bryan (saison 5) qui a joué dans Cheetah Girls sur Disney Channel.
- Cody Linley (saison 7) qui a joué dans Hannah Montana sur Disney Channel.
- Melissa Rycroft (saison 8 et 15) qui a remporté The Bachelor, et a animé The Bachelor Pad sur ABC.
- Gilles Marini (saison 8 et 15) qui a joué dans Brother & Sister sur ABC.
- Debi Mazar (saison 9) qui a été invitée dans la série Ugly Betty sur ABC.
- Melissa Joan Hart (saison 9) qui a joué dans Sabrina, l'apprentie sorcière sur ABC (puis sur The CW).
- Joanna Krupa (saison 9) qui a participé à Superstars sur ABC.
- Jake Pavelka (saison 10) qui a participé à The Bachelorette et à The Bachelor sur ABC.
- Florence Henderson (saison 11) qui a joué dans la série télévisée The Brady Bunch sur ABC.
- Kyle Massey (saison 11) qui a joué dans Phénomène Raven et sa suite, Cory est dans la place sur Disney Channel.
- Chelsea Kane (saison 12) qui a joué dans Jonas L.A. sur Disney Channel.
- Roshon Fegan (saison 14) qui a joué dans Shake It Up sur Disney Channel.
- Zendaya Coleman (saison 16) qui a joué dans Shake It Up et Agent KC (KC undercover) sur Disney Channel ainsi que Spider-man : Homecoming et Spider-man : Far From Home de Marvel Studios
- Sean Lowe (saison 16) qui a participé à The Bachelor sur ABC.
- Andy Dick (saison 17) qui a doublé un personnage dans Le Roi Lion 2 produit par Disney.
- Brant Daugherty (saison 17) qui a joué dans Pretty Little Liars sur ABC Family.
- Corbin Bleu (saison 17) qui a joué High School Musical 1, 2 et 3 sur Disney Channel et au cinéma.
- Billy Dee Williams (saison 18) qui a joué dans Star Wars épisode V et VI au cinéma (LucasFilm a été racheté par Disney en 2012).
- Candace Cameron Bure (saison 18) qui a joué dans La Fête à la maison sur ABC.
- Janel Parrish (saison 19) qui a joué dans la série Pretty Little Liars sur ABC Family.
- Lea Thompson (saison 19) qui a joué dans la série Switched sur ABC Family.
- Robert Herjavec (saison 20) qui est investisseur sur l'émission Shark Tank sur ABC.
- Suzanne Somers (saison 20) qui a joué dans la série Notre belle famille diffusé sur ABC (puis sur CBS).
- Chris Soules (saison 20) qui a participé à The Bachelor sur ABC.
- Alexa PenaVega (saison 21) qui a été invitée dans les séries d'ABC The Middle et Nashville.
- Ginger Zee (saison 22) qui présente la météo dans l'émission matinale d'ABC Good Morning America
- Jodie Sweetin (saison 22) qui a joué dans La Fête à la maison sur ABC.
- Jake T. Austin (saison 23) qui a joué dans Les Sorciers de Waverly Place sur Disney Channel et The Fosters sur ABC Family/Freeform
- Chris Kattan (saison 24) qui a joué dans The Middle sur ABC.
- Barbara Corcoran (saison 25) qui est investisseuse sur l'émission Shark Tank sur ABC.
- Jordan Fisher (saison 25) qui a joué dans La Vie secrète d'une ado ordinaire sur ABC Family,  Liv et Maddie sur Disney Channel ou encore Teen Beach Movie 1 et 2 sur Disney Channel.
- Sasha Pieterse (saison 25) qui a joué dans la série Pretty Little Liars sur ABC Family puis Freeform.
- Kareem Abdul-Jabbar (saison 26) qui a été invité dans la mini-série Le Fléau sur ABC.
- Milo Manheim (saison 27) qui a joué dans le téléfilm Zombies sur Disney Channel.
- Joe Amabile (saison 27) qui a participé à The Bachelorette et à Bachelor in Paradise sur ABC.
- Hannah Brown (saison 28) qui a participé a The Bachelor et The Bachelorette sur ABC.
- Kaitlyn Bristowe (saison 29) qui a participé a The Bachelorette sur ABC.
- Skai Jackson (saison 29) qui a notamment joué dans Jessie sur Disney Channel.
- Jesse Metcalfe (saison 29) qui a joué dans Desperate Housewives sur ABC.
- Johnny Weir (saison 29) qui a participé a Skating with the Stars sur ABC.
- Melora Hardin (saison 30) qui joue dans la série De celles qui osent sur la chaine Freeform.
- Brian Austin Green (saison 30) qui joué dans Desperate Housewives sur ABC.
- Cheryl Ladd (saison 31) qui a joué dans Drôles de dames sur ABC
- Sam Champion (saison 31) qui est animateur météo sur Good Morning America sur ABC.
- Gabby Windey (saison 31) qui a participé à The Bachelor 26 et Bachelorette 19 sur ABC.
- Charity Lawson (saison 32) qui a participé à The Bachelorette 20 sur ABC.
- Chandler Kinney (saison 33) qui a joué dans la série Le Monde de Riley sur Disney Channel.
- Reginald VelJohnson (saison 33) qui a joué dans la série La Vie de famille sur ABC.
- Joey Graziadei (saison 33) qui a participé aux émissions The Bachelorette et The Bachelor sur ABC.
- Jenn Tran (saison 33) qui a participé aux émissions The Bachelore et The Bachelorette sur ABC.